# Geschiedenis van de Nederlanden in de Middeleeuwen

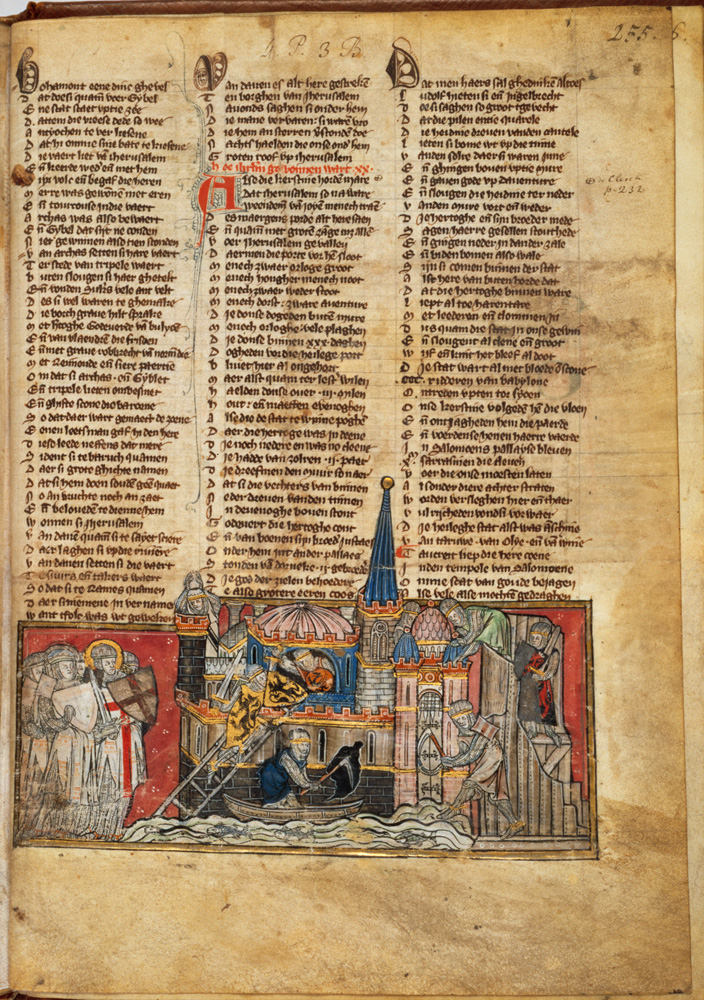
De Spieghel Historiael van Jacob van Maerlant

De geschiedenis van de Nederlanden in de Middeleeuwen betreft de middeleeuwse geschiedenis van alle gebieden die later Nederland, België en Luxemburg zouden vormen. De gebieden die later deel zijn gaan uitmaken van de Franse Republiek of Duitsland, maar die gedurende de Middeleeuwen nog deel waren van Nederlandse staatkundige verbanden, behoren eveneens hiertoe. 
Deze gebieden werden in de Middeleeuwen aangeduid als de Lage Landen of (nog tot de 18e eeuw) onder het pars pro toto Vlaanderen. Pas in de 15e eeuw, als het gebied een staatkundige eenheid is geworden, duikt de benaming Nederlanden voor het eerst op. In de 15e eeuw was het echter gebruikelijker om de Nederlandse gewesten die vanuit Brussel werden bestuurd door de hertog van Bourgondië, aan te duiden met les pays de par-deçà: de landen vlakbij. Het eigenlijke Bourgondië werd aangeduid met les pays de par-delà: de landen daarginds.
Over de periodisering lopen de gezichtspunten uiteen, zodat afhankelijk daarvan de Middeleeuwen beginnen rond 300, 400, 500 of 600 n.Chr. Doorgaans wordt echter het ontstaan van het Frankische Rijk, kort voor 500, als beginpunt van de middeleeuwen gezien. Dit is vooral omdat rond die tijd ook de vroegantieke ijstijd begon. Ten aanzien van het einde van de Middeleeuwen bestaat grotere consensus. De meeste historici laten de Nieuwe Tijd, die direct volgt op de Middeleeuwen, kort voor 1500 beginnen.

## Voorgeschiedenis
Tijdens de Romeinse tijd maakten de latere Lage Landen ten zuiden van de Rijn deel uit van het Romeinse Rijk. Dit gebied was verdeeld over de Romeinse provincies Gallia Belgica en Germania inferior. Ten noorden van de Rijn lag Germanië, waarvan een gedeelte (het gebied ten westen van de Elbe) slechts korte tijd onder Romeins gezag stond. 

### Geologie; de ontwikkeling van de kustlijn

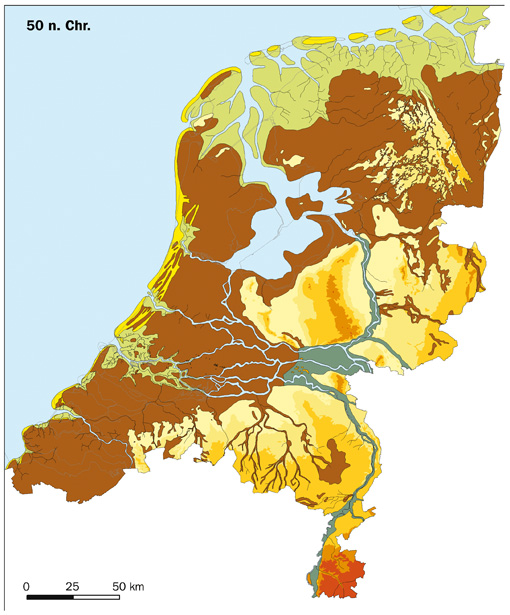
Nederland in 50 n. Chr.

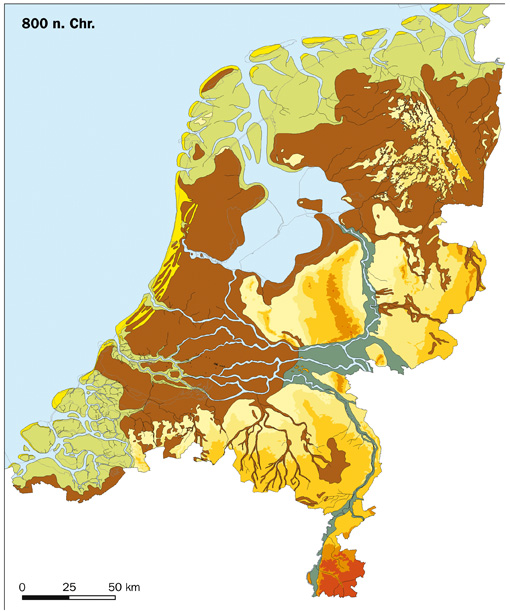
Nederland in 800 n. Chr.

De steeds verschuivende grens tussen land en water is van groot belang geweest voor de geschiedenis der Nederlanden. Een relatief langzame zeespiegelstijging in combinatie met talrijkere stormen kan een van de oorzaken zijn geweest van de kusterosie tussen de vijfde en de 1e eeuw v.Chr. in West-Nederland. Terwijl in de periode daarvoor de kustlijn zich gesloten had, afgezien van de riviermondingen van de Schelde (via de Oosterschelde), de Maas (bij Rotterdam), de Rijn (bij Leiden) en het Oer-IJ (bij Castricum), werden deze mondingen hierna weer steeds wijder. Het hoogveengebied achter de strandwallen raakte ontwaterd door de graanbouw en klonk in. Vooral in Zeeland kwam het veen zo laag te liggen, dat het rond het begin van de christelijke jaartelling overspoeld werd door de zee en de veenvorming stopte. Hoewel er tot in de 3e eeuw op het veen werd gewoond, kwam de zee aan het einde van deze eeuw diep in Zeeland, wat in combinatie met selnering, het turfsteken voor de zoutwinning, zorgde voor erosie van het veen. Aan het einde van de Late Middeleeuwen was de kustbarrière hier bijna volledig verdwenen.
Ook elders in het Nederlandse kustgebied vond veen-erosie plaats en ontstonden er grote zeegaten. Het Flevomeer ontwikkelde zich na de Romeinse tijd door de oeverafslag tot het Almere. Het Oer-IJ was toen al vrijwel geheel verzand. Waarschijnlijk ontstond in de Vroege Middeleeuwen via het Vlie een verbinding tussen het Almere en de Waddenzee.
In de Romeinse tijd vonden steeds meer avulsies − stroomgordelverleggingen − plaats. Door verzanding van de monding van het Oer-IJ werd vanaf 47 n.Chr. de Oude Rijn de noordgrens van het Romeinse Rijk voor enkele eeuwen. De Lek, de Waal, de benedenloop van de Hollandse IJssel, en de Gelderse IJssel ontstonden, terwijl de Linge net daarvoor was ontstaan. De Oude Rijn verzandde vervolgens op zijn beurt ook, waardoor het stroomgebied van de Rijn steeds meer naar het zuiden opschoof, in de richting van het stroomgebied van de Maas.
Kusterosie zorgde ervoor dat het water kwam tot aan het castellum van Oudenburg, waarschijnlijk Portus Epiatici. Ook Brittenburg, de meest westelijke Romeinse fortificatie aan de Oude Rijn, kwam onder water te staan. De Romeinen konden de strijd tegen het water niet winnen en verlieten het gebied.

### Verval van het Romeinse Rijk
De periode vóór 150 geldt als de bloeitijd van het Romeinse Rijk (met de komst van de Plaag van Antonius stortte de Romeinse globale economie volledig in, men viel voorlopig terug tot het niveau van de ijzertijd). Dankzij de Romeinen was er ten zuiden van de Rijn een uitgebreid wegennet aangelegd en waren de bestaande wegen verbeterd. Ook een aantal nog altijd bestaande steden zijn door hen gesticht, waaronder Ulpia Noviomagus Batavorum (Nijmegen), Forum Hadriani, de hoofdstad van de Cananefaten, en Atuatuca Tungrorum (Tongeren). Ook Mosa Trajectum (Maastricht) en Coriovallum (Heerlen) zijn in deze tijd door de Romeinen gesticht, maar deze plaatsen hadden in de Romeinse tijd (vermoedelijk) geen stadsrechten. 
Deze steden en wegen waren vooral bedoeld om het bestuur en de manschappen van het land te faciliteren, en tevens enige handel. Later in de Middeleeuwen zou de handel weer worden opgepakt. Daarnaast ontstonden spontaan, veelal bij kruisingen van wegen of bij doorwaadbare rivieren, vele kleine dorpjes en gehuchten (Latijn: vicus). Veel huidige dorpen en steden ten zuiden van de Rijn hebben dan ook een Romeinse kern, zoals uit archeologische opgravingen is gebleken.
De zuidelijke Nederlanden werden in deze tijd verregaand geromaniseerd. In de Romeinse grensversterkingen langs de grote rivieren vormden de grote, min of meer permanente legerkampen een belangrijke afzetmarkt voor de lokale economie. Via de Rijn, de Waal en de Schelde, maar ook over de uitstekende Romeinse wegen werden vooral graan, wijn en aardewerk geëxporteerd. Ten noorden van de Rijn woonden, naast de vee-houdende Friezen, ook de Tubanten en de Chamaven die leefden van de export van wol, zuivelproducten en vis, naar onder andere Brittannië en Rome. Na 200 kwam deze welvarende en redelijk rustige periode ten einde. Door de Plaag van Antonius en het instorten van de economie ging de eigen stedelijke bevolking roven en de gedecimeerde en onderbetaalde legioenen kwamen in opstand.
In 235 werd keizer Severus Alexander vermoord, waarna de crisis van de derde eeuw volgde. Tijdens deze crisis volgde de ene soldatenkeizer de andere op, bijna altijd met gebruik van geweld. Voor deze feitelijke Romeinse burgeroorlog werden dikwijls de grenslegers ingezet, die hierdoor nog verder sterk aan gevechtskracht inboetten. De gevolgen bleven niet uit: het centrale Romeinse gezag taande en in de tweede helft van de 3e eeuw scheurden Germania Inferior en Germania Superior zich van Rome af om samen het Gallische keizerrijk (260-274) te vormen. De economische crisis en de belastingdruk, onder andere nodig om het leger te bekostigen, verarmden de Romeinse bevolking sterk. 
Vanaf 274 trokken Frankische krijgers – in het oosten van de Nederlanden vooral de Saliërs en Chamaven, afkomstig uit het Salland, de Veluwe, de graafschap Zutphen en het aangrenzende Westfalen – de Rijn over en werd Gallia geplunderd, waarbij veel steden en dorpen werden verwoest. Rond 280 werden de invallers verdreven, maar de Saliërs bleven – zelf onder druk van de Saksen – de Romeinse gebieden binnenvallen.
De Saliërs vestigden zich in het Romeinse gebied ten zuiden van de Rijn, in de door de meeste Gallo-Romaanse bewoners op den duur verlaten grensgebieden. Eerst was dit aan de Schelde, later ook in de zuidelijke Nederlanden en Noord-Frankrijk. De politieke en militaire chaos in het Rijk eindigde pas in 284, met de troonsbestijging van Diocletianus. Deze stelde weer orde op zaken met grootscheepse hervormingen van het Romeinse bestuur. Rond 297 werd Belgica door keizer Diocletianus gesplitst in Belgica Prima in het zuidoosten en Belgica Secunda in het westen. Het in het noordoosten gelegen Germania Inferior was al op het einde van de 1e eeuw van Belgica losgemaakt.
Uiteindelijk werd er tussen de Romeinen en de Saliërs rond 296 een verbond gesloten, en werden laatstgenoemden als verdedigers aangesteld van de Romeinse rijksgrens tussen Noviomagus en de Noordzee, de zogenaamde limes. De Romeinen trachtten stand te houden door de bouw van verdedigingssystemen, zoals de garnizoensstad in Oudenburg en de grote verkeersweg te Liberchies. De Bataven en de Cananefaten zijn waarschijnlijk opgegaan in de Franken, hoewel ook wel wordt aangenomen dat zij tegelijkertijd met de Romeinen zijn vertrokken. 
Meerdere Romeinse pogingen zich van de Franken te ontdoen faalden en in 358 kregen de Salische Franken toestemming van keizer Julianus de Afvallige om zich definitief te vestigen in het Romeinse gebied Toxandrië, nadat hij hen een paar keer had verslagen. Zij kregen hierbij de status foederati: aan de Romeinen verbondenen (Romeinse bondgenoten). De Friezen hielden zich aanvankelijk voornamelijk bezig met veeteelt. Vanaf de 3e en 4e eeuw, toen het Friese land regelmatig overstroomd werd, gingen ze zich meer toeleggen op de visserij en de handelsvaart, waardoor ze een zekere rijkdom verwierven.
In 330 werd Constantinopel de nieuwe hoofdstad van het Romeinse Rijk, Rome was inmiddels grotendeels verlaten. De handel concentreerde zich in het oosten van het Rijk (en de Zijde Route). De economie in het westelijk deel kwam niet meer op gang en blijft lokaal. In 405 of 406 staken de Vandalen en Alanen de Rijn over. Later volgden ook de Sueben, Bourgonden en Franken. De stammen trokken Gallië binnen en verwoestten, volgens Hiëronymus van Stridon, onder meer Atrecht, Doornik en Boulogne. De Franken in Toxandrië breidden hun grondgebied uit naar het zuiden langs de Schelde. Rond 430 veroverden de Salische Franken onder Chlodio Doornik, Kamerijk en later Atrecht. Maar eigenlijk was het gebied door de Romeinen al verlaten. Rond 445 werd hun opmars tijdelijk gestuit door een Romeinse overwinning in de Slag bij Vicus Helena.
In 476 kwamen de Romeinse Legioenen (nog maar eens) in opstand. Romulus Augustulus, de laatste keizer van het West-Romeinse Rijk, werd hierbij afgezet door Odoaker. Odoaker bood aan de Oost-Romeinse keizer Zeno de westelijke keizerskroon aan. Toen Zeno de kroon accepteerde, was het Westelijke Romeinse Rijk feitelijk ten einde en werd het Romeinse Rijk eigenlijk weer herenigd. Maar Zeno had geen feitelijke zeggenschap, daar had hij geen middelen voor. Odoaker werd koning (rex) van het Westelijk deel (onder keizer Zeno).. Dit wordt als de definitieve val van het West-Romeinse Rijk gezien.

## Vroege Middeleeuwen
De Lage Landen werden na de val van het West-Romeinse Rijk bij het Frankische rijk gevoegd, aanvankelijk met uitzondering van Magna Frisia. Door plunderingen, branden en andere verwoestingen, waarmee de vele invasiegolven van op drift geraakte volkeren gepaard gingen, zijn uit deze eerste periode  na de Romeinse tijd weinig schriftelijke bronnen overgeleverd.
Landbouwgronden werden wel nog steeds mondjesmaat bewerkt, maar nu op kleinschalig niveau en vanuit Germaanse dorpen en hoeven. Deze waren van een andere opzet dan de Romeinse nederzettingen met hun globale reikwijdte. De Romeinen hadden vaak één product in grote hoeveelheden verbouwd en vervolgens verhandeld, onder andere in de steden. De Germanen daarentegen bedreven lokale zelfvoorzienende landbouw voor de lokale markt, vooral door stukken woeste grond plat te branden (roofbouw) en het zaad van het te verbouwen gewas in de as te strooien. Daarnaast werden in Drenthe, de Utrechtse Heuvelrug en de westelijke Veluwe ook kleine akkertjes permanent bebouwd en bemest. Deze vormen van zelfvoorzienende landbouw leidden tot niet-efficiënt grondgebruik. 

#### Taal en recht

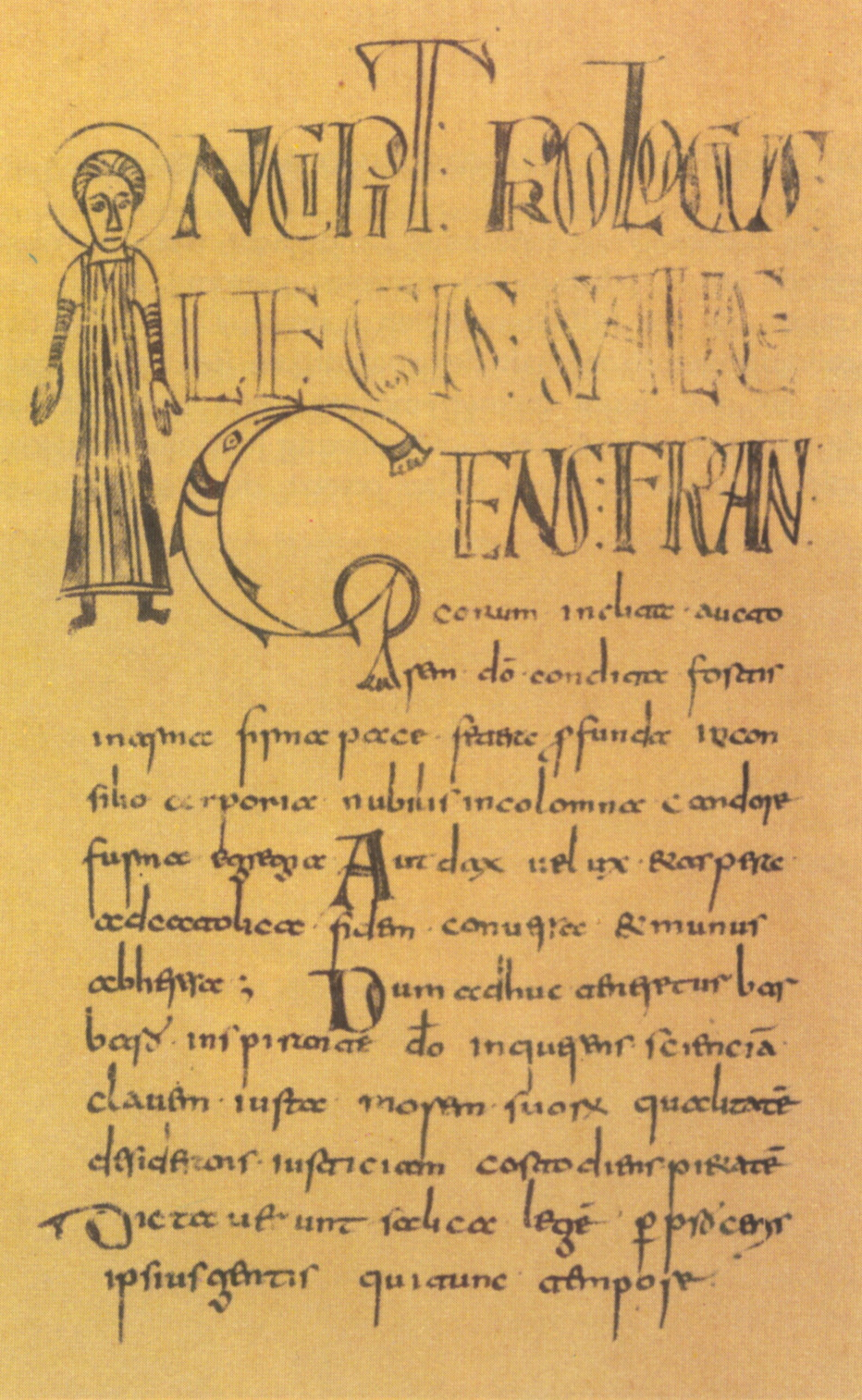
Handschrift van de Lex Salica

Het geschreven Romeinse recht maakte tijdelijk plaats voor het mondelinge gewoonterecht van de Germanen. Pas onder de Merovingische koning Clovis I werd dit (in het Latijn) opgetekend, de Lex Salica. Veel leerstukken en rechtsfiguren stammen nog steeds uit de Romeinse tijd. Zo werd ook de Lex Ripuaria later opgetekend. De Karolingen vaardigden capitularia uit, maar het belang van het geschreven recht was in de Vroege Middeleeuwen ondergeschikt, aangezien de plaatselijke machtsverhoudingen van groter belang waren.
De Friezen hadden hun eigen recht. Tot in 1599 waren er in Holland gebieden met aasdomsrecht, rechtspraak naar Fries model. Het Lex Frisionum, het Friese gewoonterecht, werd uiteindelijk rond het jaar 790 in opdracht van Karel de Grote opgetekend.
Latijn sprekende Gallo-Romeinen verhuisden tijdens de ijstijd in de vroege middeleeuwen naar het zuiden, de rest zal een Romaanse eenheid in het zuiden vormen. De Franken, hoewel van oorsprong Germaans zullen opgaan in het Romaanse deel (huidig Frankrijk heeft Keltische en niet de Germaanse genen). Voor andere Germaanse stammen zal een einde komen aan de romanisering van hun taal (maar ook hun genen zullen voornamelijk Keltisch worden). Met de hergermanisering ontstond een Germaans-Romeins menggebied, waarin de talen van de verschillende stammen ten slotte samensmolten tot een Germaanse eentaligheid in het noorden en een Romaanse eentaligheid in het zuiden. Vanaf de 8e eeuw was er sprake van een duidelijke Romaans-Germaanse taalgrens. Ten noorden van de taalgrens ontwikkelde het Oudnederlands zich uit het Oud-Westnederfrankisch. De geletterdheid nam af, slechts de geestelijken konden nog lezen en schrijven en zij speelden daardoor een belangrijke rol in het plaatselijk bestuur. Het Latijn handhaafde zich als de officiële geschreven taal. 
Ook de zo ontstane West-Europese cultuur werd geacht gestoeld te zijn op de Romeinse cultuur. Zowel het Frankische Rijk als het Heilige Roomse Rijk vochten met elkaar om wie de voortzetter was van het Romeins Rijk. Dit zou vanaf de 10e eeuw resulteren in een gevecht om de paus (waarbij er 5 pausen zouden worden vermoord). Want een koning werd pas koning als hij ingezegend werd door de paus.
Door zich in de voormalige hoofdplaatsen van de Romeinse civitates te vestigen, probeerden de stammen, met hun heer, hun bestuur te baseren op dat van de Romeinen. Ook sloegen ze naar Romeins voorbeeld munten, als eerste in Soissons aan het einde van de 5e eeuw. De Gallo-Romeinse en Germaanse adel ging via huwelijken na verloop van tijd in elkaar op. Slavernij was reeds tijdens keizer Constantijn verboden en werd na de pandemie van Antonius vervangen door horigheid en lijfeigenschap en in de Romeinse wet vastgelegd (de stedelijke bevolking had niets te eten en ging op het platteland werken en werd zo de horige). Slavenhandel bleef echter bestaan tot in ieder geval de 11e eeuw in onder andere Noord-Franse Atrecht en Kamerijk, waarbij Friezen een prominente rol speelden.

### Franken, Friezen en Saksen

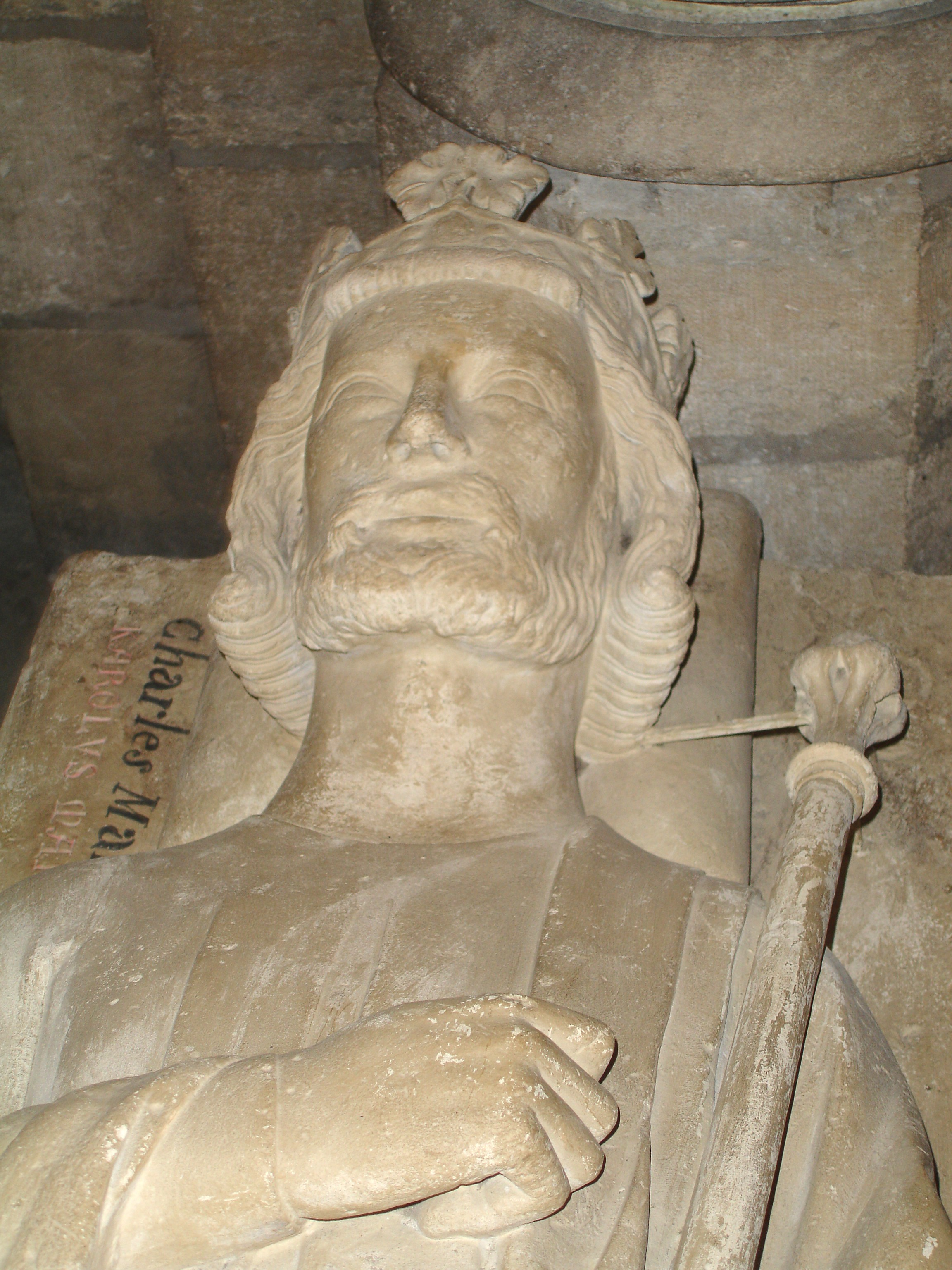
Karel Martel afgebeeld op zijn graftombe

Na de val van het West-Romeinse Rijk (of eigenlijk, de voortzetting hiervan door de Franken) in West-Europa – het Oost-Romeinse Rijk zou hierna nog eeuwenlang bestaan – en de daaropvolgende volksverhuizingen raakte het gebied door etnogenese in de 6e en vroege 7e eeuw in drie delen verdeeld. De Friezen woonden langs de kusten, de Saksen in het oosten en de Franken in het zuiden. De Saksen hadden stammen opgenomen als de Tubanten, de Franken onder andere de Chamaven en de Cananefaten.  
Vanaf de 7e eeuw breidde de Frankische invloedssfeer zich tevens in noordelijke richting uit. In de 8e eeuw kwam Midden-Nederland en in de 9e eeuw Noordoost-Nederland onder het gezag van het Merovingische en later het Karolingische rijk. Hierdoor vond er daar zogenaamde frankisering plaats, zoals de introductie van het hofstelsel (naar Romeins model) en kerstening. Door beide veranderde het cultuurlandschap in belangrijke mate. Kloosters en kerken werden gesticht en om het land − onder de Franken viel al het land toe aan de koning en zijn adellijke gevolg − efficiënter te exploiteren werden nederzettingen verplaatst of anders ingericht en werden er nieuwe gesticht, bijvoorbeeld in Deventer. Wat de Romeinen niet was gelukt, lukte de Franken wel: de Romeinse cultuur verder naar het Noorden verspreiden. De noordelijke grensstad van de Franken was lange tijd Numaga, ofwel Nijmegen. Hier moet – zo leidt men in ieder geval af uit de overlevering – omstreeks 770 een van Karel de Grotes paltsen zijn gebouwd: de Valkhofpalts.
Na de ineenstorting van het Romeinse Rijk bleken de Friezen plotseling een centrale rol te hebben tussen de opkomende Germaanse koninkrijken van de Franken, Angelsaksen en de Scandinaviërs op de Noordwest-Europese handelsroutes. De Lage Landen vormden een soort overslag voor de met elkaar kibbelende en vechtende rijken rondom hen. Deze positie werd vanaf ongeveer 550 versterkt door het verbreken van de noord-zuidlandroute tussen de Oostzee en de Middellandse Zee door de uitdijende invloed van Slavische volkeren in Oost-Europa. Veel wijst erop dat het handelsgebied van de Friezen in de 6e eeuw zich een stuk zuidelijker uitstrekte, mogelijk tot het huidige Antwerpen.
Tussen 560 en 785 vochten de Friezen (die geen belasting wensten te betalen) en de Franken onderling meerdere oorlogen uit. Zo trad Pippijn I al op tegen de Friezen. Een bekende veldslag was de slag aan de Boorne tussen de Friese koning Poppo en de Frankische hofmeier Karel Martel. Al rond 560 had de Frankische Chlotarius I een deel van Friesland onder zijn gezag gebracht. In 734 wist Pippijn III een belangrijke overwinning op de Friezen te halen. Uiteindelijk werd geheel Friesland door de Franken een aantal keer onderworpen, maar de bevolking wist zich ook meerdere keren te bevrijden. Dit gebeurde vaak doordat tijdens troonswisselingen van de Frankische vorsten het gebied verdeeld werd onder de zonen van de overleden koning, die daarna regelmatig in een onderlinge strijd verwikkeld raakten, zoals bij de dood van Pepijn. 
De Friezen waren tegen die tijd een volk van zeevaarders en hielden zich, net als andere zeevarende volkeren, bezig met o.a. slavenhandel. Een gewild product was het Friese laken, dat van hoge kwaliteit moet zijn geweest. Tegen de zin van de Franken verhandelden ze Frankische zwaarden met het noorden. De slaven waren vooral bestemd voor de slavenmarkten in Spanje en Caïro. 
De Friese vloot werd rond 785 door Karel de Grote vrijwel geheel vernietigd. Echter, de trektocht van de Vikingen richting het zuiden was niet meer te stoppen. Tijdens hun rooftochten veroverden de Vikingen niet alleen Engeland en Ierland, later zouden ze ook Normandië van de Franken krijgen. Karel de Grote wist naast de Friezen in deze periode ook de Saksen en de Longobarden aan zich te onderwerpen, waarbij ze aanvankelijk onder dwang bekeerd werden (Widukind was de leidende kracht in de Saksische strijd voor onafhankelijkheid in de Saksenoorlogen). Maar gaandeweg zouden de Vikingen zich vrijwillig tot het christendom bekeren, om aldus land in het Frankische gebied te verkrijgen.

#### Kerstening vanuit Utrecht

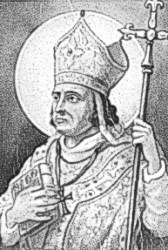
De heilige Willibrordus

De Frankische koning Dagobert I lukte het rond 630 om enkele voormalige Romeinse forten aan de Rijn te veroveren, waaronder Traiectum, het latere Utrecht. Hij stichtte hier een kerkje en schonk dat aan bisschop Kunibert van Keulen, met de opdracht vanuit dit kerkje de bekering van de heidense Friezen in het noorden te gaan bewerkstelligen. Maar hier kwam weinig van terecht; na de dood van Dagobert in 639 heroverden de Friezen het fort en verwoestten het kerkje. In 688 versloeg de Frankische hofmeier Pepijn van Herstal op zijn beurt de Friese koning Radboud bij Dorestad. Utrecht kwam hierna opnieuw in Frankische handen.
In deze tijd begon niettemin de definitieve kerstening van de Friese gebieden. In 690 arriveerde de missionaris Willibrord vanuit Engeland in de Lage Landen. Nadat hij zich verzekerd had van de steun van het Frankische hof en zich in Rome tot aartsbisschop der Friezen had laten wijden, vestigde hij zich in 695 in Utrecht. Vanuit daar werd nu de missionering van de Friezen ter hand genomen.
Een laatste onderbreking van de Frankische heerschappij vond plaats toen de Friezen in 714 nog eenmaal de stad Utrecht in handen kregen. Na de dood van koning Radboud in 719 werden zij echter definitief verdreven door de Frankische hofmeier Karel Martel. In datzelfde jaar kreeg Willibrord gezelschap van zijn landgenoot Bonifatius, die zich enkele jaren later naar het Germaanse gebied ten oosten van de Rijn begaf. Martel schonk het castellum met het omliggende gebied in 723 aan de Utrechtse kerk. Daarmee zou de basis zijn gelegd voor het wereldlijke gezag van de kerk in dat gebied. Het kerkelijk gezag ressorteerde echter, ten allen tijde, onder de wereldlijke machthebbers.
Ook na de dood van Willibrord in 739 bleef Utrecht het religieuze centrum van deze streken. Van een georganiseerd bisdom was aanvankelijk nog geen sprake, maar Bonifatius wist de plaats uit handen van de Keulse bisschop te houden, die er aanspraak op maakte op basis van de oude schenking van Dagobert. De Utrechtse kloosterschool beleefde onder Gregorius van Utrecht een grote bloei en had leerlingen als Lebuïnus en Liudger. De opvolger van Gregorius, Alberik I, werd in 777 in Keulen tot bisschop van Utrecht gewijd. Karel de Grote reorganiseerde in de 9e eeuw de kerkelijke indeling van het land (dus niet de wereldlijke). Het bisdom Utrecht omvatte vanaf toen bijna het hele gebied van het latere Nederland boven de rivieren en Zeeland, en werd een suffragaanbisdom van het tot aartsbisdom gepromoveerde Keulse diocees.
Twintig kilometer stroomopwaarts van Utrecht maakte de internationale handel ondertussen een weergaloze bloei door in Dorestad. De sterke specialisatie van deze twee naburige plaatsen is opvallend en behelst de slavenhandel. Voor Dorestad begon de neergang met de plundertochten van de Noormannen, die in 834 de plaats voor het eerst aanvielen en plunderden (volgens de Scandinavische historiografie zou ook Groningen meermaals zijn geplunderd en zou de bevolking daar zelfs compleet zijn uitgemoord). Ook Utrecht werd steeds meer bedreigd, zodat bisschop Hunger het in 857 raadzaam achtte om zijn zetel te verlaten en steun te zoeken bij keizer Lotharius. Via een omweg belandde de bisschop in Deventer, waar hij en zijn opvolgers hierna zo'n vijfenzestig jaar lang resideerden.

### De Merovingische en Karolingische periode

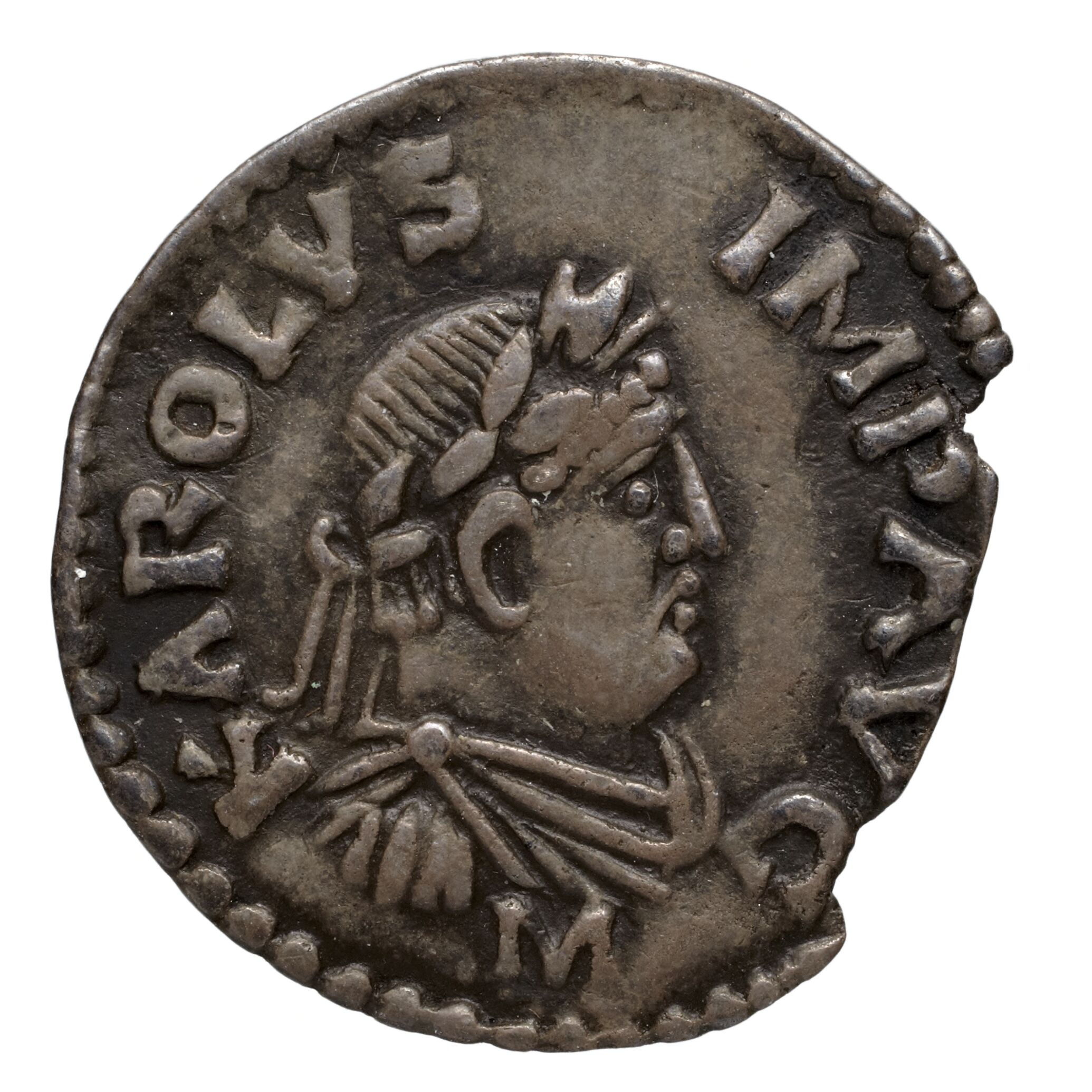
Karel de Grote op een munt

Het gezagsvacuüm dat in Noord-Gallia ontstond werd door de Salische Franken aangegrepen om verder naar het zuiden af te zakken. Ze maakten Doornik tot de hoofdstad van hun nieuwe rijk. De heersende familie was die der Merovingers. De (katholieke) koning Clovis I (481-511) legde vanuit Doornik de basis legde van het Frankische Rijk. Door de keizerskroon aan keizer Zeno van het Oostelijke Romeinse Rijk te geven, kon hij zich de (gekroonde) koning noemen. Hij wist door zijn overwinningen op Syagrius en de Bourgonden, Alemannen en Visigoten het rijk uit te breiden tot in het zuiden van Gallië en maakte van het Romeinse Lutetia (tegenwoordig bekend als Parijs) zijn hoofdstad. Zijn belangrijkste opvolgers, Chlotarius I en Dagobert I, brachten verdere eenheid in het Frankische Rijk. Volgens de Frankische gewoonte (en Romeins recht, zoals keizer Constantijn dat invoerde) was zijn rijk een persoonlijk gebied en werd als zodanig bij zijn dood onder zijn zonen verdeeld. In 639 werd het rijk daardoor verdeeld in het oostelijke Austrasië en westelijke Neustrië. De grens liep dwars door het huidige België (wat tevens de taalgrens vormde).
De macht van de koningen nam echter zienderogen af, terwijl de hofmeiers, de beheerders van de koninklijke domeinen, hun positie wisten te versterken. Zeer machtig werd het geslacht der Pippiniden, dat over Austrasië heerste en afkomstig was uit de landen tussen Maas en Rijn. Dikwijls jaagden zij in de Ardennen. De koningen en hofmeiers hadden geen vaste residentie, maar trokken van de ene palts naar de andere. Herstal, Jupille, Meerssen en Elsloo lagen alle aan de Maas. De Pippiniden breidden het rijk uit in noordelijke richting en werkten nauw samen met de diverse evangeliepredikers die hier actief waren.
Onder Karel de Grote beheerste het Frankische Rijk vanaf 800 vanuit zijn kern in het huidige België en Noord-Frankrijk een groot deel van Europa, waaronder het huidige West-Duitsland en Noord-Italië. Door de grote omvang van het rijk was de keizer genoodzaakt om het land te laten besturen door leenmannen (vassus) die aan hem verantwoording schuldig waren. Door de geringe handel, de negatieve handelsbalans met het Byzantijnse Rijk en de moslims en het verdwijnen van de gouden muntslag was de economie echter min of meer veranderd in een ruileconomie. De leenmannen konden alleen beloond worden door hen gronden (beneficium, vanaf de 10e eeuw feodum) en het vruchtgebruik daarvan te geven. Horigheid was reeds sinds de Romeinen (na de Pest van Antonius) vastgelegd door de wet. Hieruit ontwikkelde het systeem zich tot het feodalisme. De leenmannen streefden naar erfelijkheid, wat steeds meer regel werd en in 877 gelegaliseerd door het Capitulare van Quierzy. Hiermee werd het onmogelijk nog een groot rijk te vormen. Om de erfelijkheidswetten te omzeilen zullen de vorsten voortaan hun grond door de bisschoppen laten beheren (en daarvoor betalen met vaak waardeloos moerasland, waar monniken vervolgens dijken bouwden om het droog te leggen).

#### Verdrag van Verdun, Verdrag van Meerssen

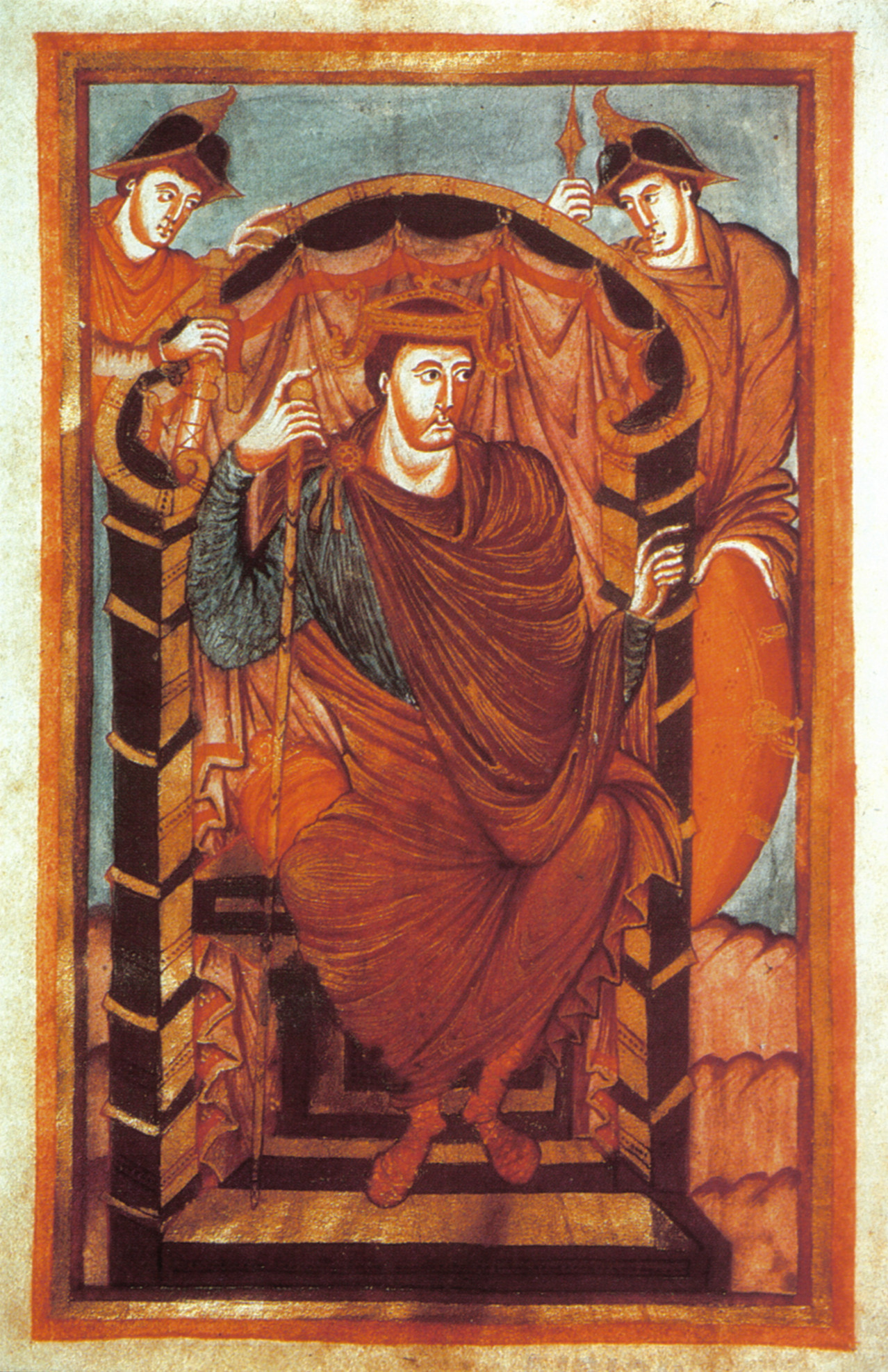
Lotharius I in een evangeliarium vervaardigd in Tours rond 850 (Bibliothèque nationale de France, Parijs)

Het Frankische rijk, waar de Lage Landen bij waren gevoegd, viel in het midden van de 9e eeuw zelf weer uiteen in drie delen, waarbij bijna alle latere Nederlanden (op Vlaanderen en Luxemburg na, maar inclusief een groot deel van het Duitse Rijnland en Oost-Friesland) bij het Middenrijk werden gevoegd. 
Na de dood van Lodewijk de Vrome in 840 was er volgens de Frankische gewoonte wederom een rijksdeling. Het rijk werd bij het Verdrag van Verdun in 843 in drieën verdeeld; West- (Francia Occidentalis), Midden- (Francia Media) en Oost-Francië (Francia Orientalis). De Schelde vormde de grens tussen West- en Midden-Francië. Het noordelijke deel van Midden-Francië, de Nederlanden, kreeg later de naam Lotharingen, naar de eerste keizer, Lotharius. 
Toen Lotharius in 855 overleed, werd met het Verdrag van Prüm zijn rijk weer in drieën verdeeld. Zijn tweede zoon verkreeg daarbij Lotharii regnum, het noordelijke stuk tussen Friesland en de Jura. Midden-Francië werd, naar het Salische gewoonterecht, verdeeld onder Lodewijks drie zonen. De Nederlanden, Frans-Lotharingen en de Elzas kwamen onder de naam hertogdom Lotharingen nu aan Lotharius II toe. Het hertogdom Lotharingen viel vervolgens verder uiteen in verschillende bestuursgebieden, die met de naam hertogdom of graafschap werden aangeduid. 
Na het Verdrag van Meerssen van 870 werd het Middenrijk verdeeld tussen het West-Frankische Rijk (het latere Frankrijk), en het Oost-Frankische Rijk (het latere Heilige Roomse Rijk). Het gebied van het huidige Nederland kwam grotendeels aan dit laatste rijk, afgezien van Zeeuws-Vlaanderen; de Schelde was de grens. Het graafschap Vlaanderen viel onder het eerstgenoemde rijk, dus West-Francië. In het noorden was dit aanvankelijk slechts een deling op papier, de feitelijke macht was in handen van de Vikingen en Friezen. 
Al in 826 werd Friesland een Deens rijk onder de Vikingen Harald en Rorik, dat daarna maar in leen werd gegeven door de keizer.

### De na-Karolingische periode en de middeleeuwse landsheerlijkheden

#### IJzeren eeuw
De periode tussen ongeveer 850 en 950 wordt wel de ijzeren eeuw genoemd. Met het uiteenvallen van het Karolingische Rijk werd er weer een neergang in gang gezet, door de chaos die ontstond door het verbrokkelen van de macht. Veel gewesten kregen weer hun oude naam en versterkten hun eigen identiteit. In de Lage Landen ging dit niet op, aangezien de namen Austrasië en Neustrië in onbruik waren geraakt en er nog geen duidelijk omlijnde gebieden waren. Zo bestond het pagus Flandrensis, de Vlaanderengouw, nog slechts uit het gebied rond Brugge. De rivieren golden zowel als scheidingslijn tussen de gebieden, als bindend element, doordat deze transport en communicatie vereenvoudigden. Uiteindelijk groeide het gebied hierdoor economisch en cultureel langzaam naar elkaar toe.
Aken werd opgevolgd als belangrijkste stad van de Karolingen door Orléans en later Parijs, waardoor het zwaartepunt naar het zuiden verschoof. Het zwaartepunt van de macht van de Duitse koningen verschoof afhankelijk vanuit welke dynastie ze kwamen. De heersers van West- en Oost-Francië verloren hierdoor grotendeels hun interesse voor het gebied van de Lage Landen, dat regelmatig overstroomde en moerassig was. Bovendien werd het gebied vaak overlopen door de Vikingen die eerst het Engelse en Ierse gebied actief militariseerden met burchten en later kastelen (daarna volgde ook de rest van Europa, die zich weer tegen deze militarisering verzette). Vanuit het Zuiden zijn het de Moren die voor militarisering zorgen (met als gevolg de Spaanse Reconquista om het land weer te bevrijden). Overal in Europa ontstaan middeleeuwse kastelen.

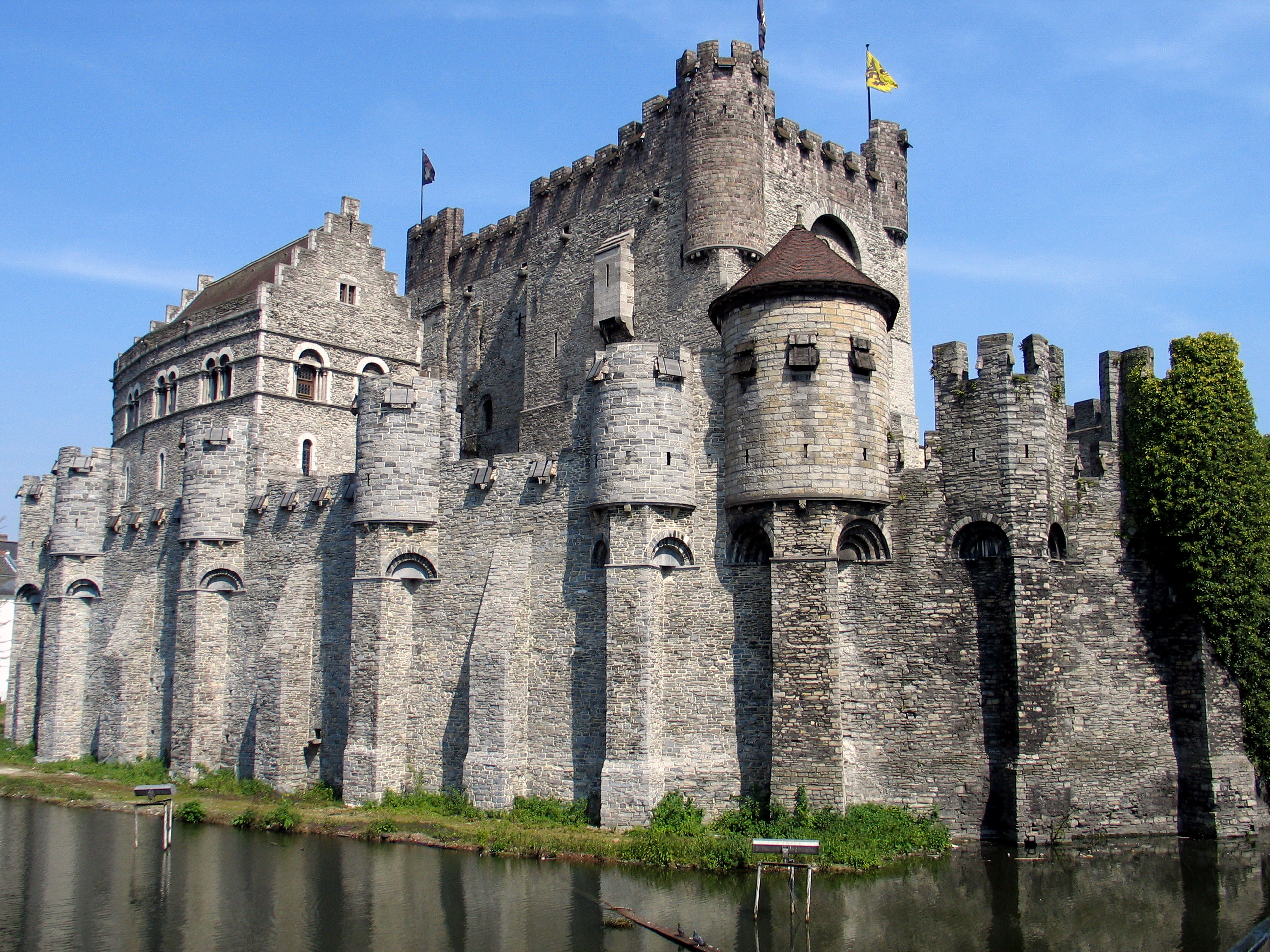
Op de locatie van het latere Gravensteen werd in de 9e eeuw een versterking gebouwd als verdediging tegen de Vikingen

Het centrale gezag van de twee Frankische Rijken wist geen weerstand te organiseren tegen de invallen van de Vikingen, waardoor de bevolking het vertrouwen in hun verre heersers verloor. Het Heilige Roomse Rijk bleef hierdoor geen politieke eenheid. Lokale leenmannen, de zogenaamde gouwgraven, in feite ambtelijke bestuurders en officieel de vertegenwoordigers van de keizer, zagen hun kans schoon en gingen het gezag in eigen naam uitoefenen. Ze vormden hun graafschappen en hertogdommen om tot kleine privévorstendommen, en waren nog slechts in naam afhankelijk van de keizer. De vele lokale leenmannen hielden zich ten slotte hoofdzakelijk bezig met het vergroten van hun persoonlijke macht en zich verdediging ten koste van hun buren. Hierdoor konden langzaam machtige en relatief onafhankelijke landsheerlijkheden ontstaan, waarvan Vlaanderen de eerste en lange tijd de belangrijkste was. Een uitzondering hierop was Friesland, waar het feodalisme nooit echt wortel schoot. Er was wel sprake van administratieve gouwen, maar een grafelijke dynastie heeft zich nooit ontwikkeld. De zeevarende Friezen genoten de Friese Vrijheid, die door Karel de Grote middels het Karelsprivilege aan de Friezen verleend zou zijn. Hun economie was niet gestoeld op landarbeid maar op handel (zoals Vikingen betaamt). Deze vrijheid zal de basis vormen voor de groei van de Lage Landen als zeevarende handelsnatie tijdens de kleine ijstijd in de late middeleeuwen (die in de 14e eeuw haar intrede zal doen en het verbouwen van voedsel haast onmogelijk zal maken).
Karel de Kale, de eerste koning van westelijk Frankenrijk (en tevens keizer van het Westelijke Romeinse Rijk), maakte Boudewijn I van Vlaanderen in 863/64 gouwgraaf van pagus Flandrensis dat zou uitgroeien tot het machtige graafschap Vlaanderen, nadat deze zijn dochter Judith in 861 had geschaakt. Hoewel gouwgraaf een ambtelijke functie was, werd hun zoon Boudewijn II van Vlaanderen hierna graaf van Vlaanderen. De overgang van ambtenaar naar een (lage) vorst was daarmee compleet. Boudewijn en zijn opvolgers wisten een grote mate van zelfstandigheid te verwerven ten opzichte van de Franse koning. De graven bouwden hun machtsgebied uit tot alle gebieden ten zuiden en westen van de Schelde, het hedendaagse Zeeuws-Vlaanderen inbegrepen. Arnulf I van Vlaanderen wist het gebied uit te breiden naar het zuiden tot de Somme, waar het in 911 door Rollo van de Franken verkregen Normandië hem verhinderde verder te gaan.

Lotharingen na de deling in 959:
Neder-Lotharingen in groen,
Opper-Lotharingen in oranje.
De taalgrens in rood gestippeld

Hierna richtte men de aandacht naar het oosten, waar in het Oost-Frankische Rijk het geslacht van de Karolingen was uitgestorven. De hertog van Saksen, Hendrik de Vogelaar, wist in 925 het stamhertogdom Lotharingen te annexeren. Onder hem en zijn opvolgers, de Ottonen, leefde de Renovatio Imperii op, waardoor zij hun aandacht vooral richtten op Italië. Dit leidde tot een verbrokkeling van Oost-Francië, die uiteindelijk tot in de 19e eeuw zou duren. Onder de Ottonen werd het Oost-Frankische Rijk in de 10e eeuw omgevormd naar het Heilige Roomse Rijk. Bruno de Grote werd door zijn broer, keizer Otto I, aangesteld als hertog van Lotharingen. Na zijn dood werd dit verdeeld in Opper-Lotharingen, ongeveer het tegenwoordige Lotharingen, en Neder-Lotharingen, wat ongeveer overeenkwam met de Nederlanden, afgezien van het gebied ten westen van de Schelde. Neder-Lotharingen had echter weinig praktische betekenis met de opkomst van de landsheerlijkheden in de 11e eeuw.

#### De Handel en de Vikingen
Quentowic werd in de 6e eeuw een belangrijke stad en nam de handel met Engeland over van Boulogne. Hierlangs liep ook de via rectissima, de Romeinse (handels)weg voor Engelse pelgrims naar Rome. Een andere belangrijke handelsplaats was, volgens de overlevering, van de 7e tot de 9e eeuw Dorestad (onderdeel van het Koninkrijk Friesland). Deze stad leed echter gaandeweg hevig onder de invallen van Noormannen. Naar het zich laat aanzien heeft verzanding van de haven eraan bijgedragen dat de stad ten slotte helemaal verdween. Aanvankelijk trad Karel de Grote op tegen de plunderingen, door de Vikingen door garnizoenen en vlooteenheden te plaatsen naar Romeins voorbeeld van de Rijnmonding tot Ponthieu. In 866 en 882 waren er nieuwe Vikingaanvallen in de IJsselstreek, waarbij handelsplaats en kerkelijk centrum Deventer en de hof en nederzetting van Zutphen werden geplunderd. In 882 bezetten Vikingen zelfs de Valkhofpalts te Nijmegen, om daar te overwinteren. Na hun vertrek aldaar staken ze de palts in brand.
Om aan de aanvallen van de Vikingen een eind te maken, werden gebieden beleend aan Vikingen, in de hoop dat zij aanvallen van andere Vikingen zouden afweren. Zo werd Friesland beleend aan Godfried de Zeekoning. Deze maakte van zijn positie echter gebruik voor verdere Vikingaanvallen, waaronder de verwoesting van Dorestad in 863. Hij werd in 885 vermoord door Gerolf, die daarmee de Friezen bevrijdde van de Vikingen en stamvader werd van het Hollandse huis, hoewel de naam Holland pas later (omstreeks 1100) in gebruik kwam. De Vikingaanvallen zijn onder andere beschreven in de Annales Regni Francorum en de Annales Bertiniani.
Sint-Omaars en Atrecht kregen rond 880 verstevigde muren om de aanvallen van Vikingen af te weren. Wat vooral hielp was dat in Vlaanderen en Zeeland langs de kust een defensiesysteem werd opgericht van cirkelvormige burchten van Broekburg tot Burg op Schouwen. Arnulf van Karinthië wist in 891 een einde te maken aan de overheersing van de Noormannen door ze bij Leuven te verslaan. De meeste Noormannen trokken daarna zich terug tot Boulogne. Anderen bleven echter, integreerden en vermengden zich met de autochtone bevolking. Tegen het jaar 1000 verminderde de plaag uit het noorden en hield op toen de Vikingen overgingen tot het christendom. De Vikingencultuur bleef echter in Friesland en Zeeland aanwezig.

#### Landsheerlijkheden in Lotharingen
In deze tijd werden in West-Francië de grondslagen gelegd van het graafschap Henegouwen en het graafschap Vlaanderen. Lotharingse vorstendommen waren Brabant, Limburg, Loon, Luxemburg en Namen die vanaf de 14e eeuw in het Bourgondische verband werden opgenomen. Het prinsbisdom Luik bleef tot aan de Franse Revolutie een onafhankelijke staat binnen het Heilige Roomse Rijk. De Friezen bleven gevrijwaard van een landsheer door de naar vermeend door Karel de Grote verleende Friese Vrijheid.
Het gebied boven de rivieren viel onder het Heilige Roomse Rijk, waar later ook Brabant onder viel. Grote delen van de Lage Landen werden beheerst door elkaar onderling bestrijdende vorsten, zoals de hertog van Gelre, de hertog van Brabant en de bisschop van Utrecht. Ook de bisschoppen van Luik en Keulen mengden zich dikwijls in de politieke strijd.
In de 11e eeuw waren deze landsheerlijkheden echter vrijwel niet te herkennen op de kaart, afgezien van Henegouwen en Vlaanderen. In Vlaanderen was toen al een vorm van zelfstandigheid aanwezig, wat onder andere blijkt uit De laude Flandriae (Lof van Vlaanderen) van Petrus Pictor uit het begin van de 12e eeuw. Dat het eigenbesef elders nog niet erg aanwezig was, kwam doordat de Duitse keizer via zijn rijksbisschoppen in Utrecht, Luik en Kamerijk daar nog echt aan de macht was, hoewel de laatsten meer onder invloed van de graven van Vlaanderen of Henegouwen stonden.
Men wilde de invloed van de lokale heersers en de Lotharingse hertog, die erfrecht bezat, beperken. Daarom werd door de Ottonen het Rijkskerkenstelsel ingevoerd. De grond van de vorst werd voortaan door de bisschoppen beheerd, zonder het gevaar dat er een dynastie gevestigd werd. Met het Concordaat van Worms kwam in 1122 echter een einde aan de Investituurstrijd. De Duitse keizer Hendrik VI verloor hiermee zijn ultiem beslissingsrecht om de bisschoppen te benoemen en de investituur. Daarnaast werd een verbod op slavernij uitgevaardigd door de pausgezinde keizer Otto IV. Niet lang daarna zou echter keizer Frederik II de Duitse troon bestijgen. Hij was van Normandische afkomst en voorstander van de slavenhandel. Dit alles betekende het einde van de directe Duitse invloed in de Lage Landen en een vrijbrief om een eigen regeringsmacht te vormen, temeer omdat het ook een aantasting betekende van de wereldlijke macht van de (door de keizers) gepolitiseerde bisschoppen. Dit aangezien een keizer er nu minder belang bij had hen te steunen, nu ze niet meer door hem verkozen werden (en dat was precies de bedoeling van deze hervormingen door de paus).
Conflicten waren vaak gebaseerd op vermeende aanspraken op bepaalde gebieden, die vaak voortkwamen uit onderlinge huwelijken. Deze huwelijken waren weer onderdeel van de huwelijkspolitiek, waarbij het dynastieke belang prevaleerde en het verbod van de kerk op incest, de verboden graden, moest worden omzeild. Met deze politiek groeide de invloed van de heerlijkheden. Maar het betekende ook dat de steden in de Lage Landen dan weer in de Franse handen waren, dan weer in de Duitse. Aangezien zij handel voerden tussen deze twee Rijken, maar ook met Engeland en een soort overslagplaats waren ten tijde van oorlogen tussen deze Rijken, hadden de steden veel last van de machtswisselingen en daarmee samenhangende verboden en geboden ten aanzien van de handel. Niet zelden kwam het dan ook tot opstanden en bloedig neerslaan van deze opstanden (zoals door Filips de Goede).

### Heidendom

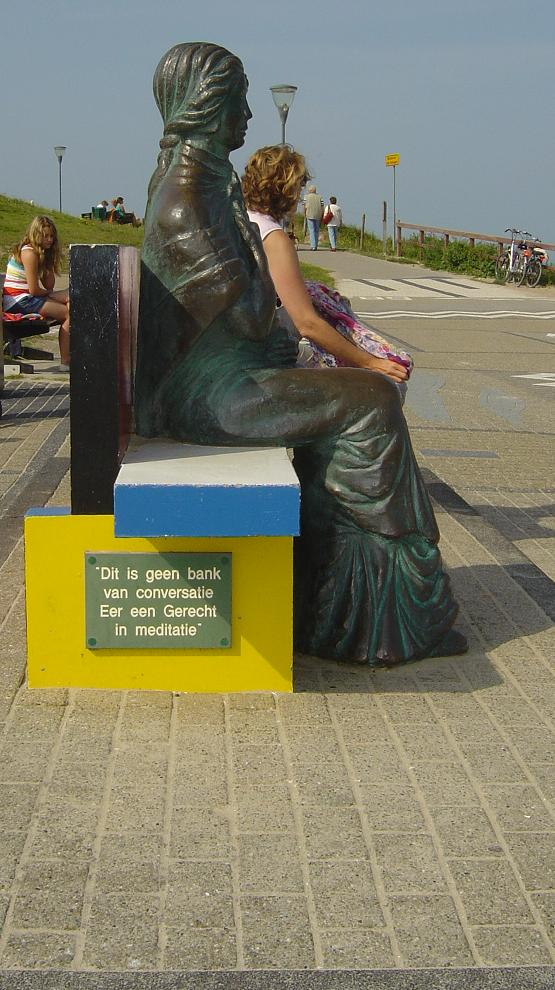
Nehalennia in moderne uitvoering van Neeltje Jans (Guido Metsers 1989)

Het is niet duidelijk in hoeverre de religie in de Lage Landen aan het begin van de jaartelling vergelijkbaar is met de Noordse en Germaanse mythologie zoals die in de 13e eeuw door Snorri Sturluson in de Proza-Edda beschreven werd. Boven de rivieren zouden dan in cultusdomeinen door de stammen cultusfeesten worden georganiseerd als dienst voor de goden. De cultusdomeinen waren heilige bossen, rotsen of stenen die men als verblijfplaats van beschermgoden zag. Hier bracht men offers die meestal bestonden uit voedsel. Ook bouwde men eenvoudige altaren van opgestapelde stenen in de open lucht. De wil der goden werd bekendgemaakt door middel van orakels. Er bestonden geen priesters, de politieke leiders hadden ook het sacrale ambt in handen. 
Beneden de rivieren werden de Lage Landen bewoond door de Kelten die Druïde priesters hadden. Deze brachten ook mensenoffers uit, daar zijn talloze bewijzen van. Dit was een van de redenen waarom Romeinen het gebied hebben geciviliseerd. De Druïde priesters, met hun dierenschedels met hoorns en offerrituelen waar de Romeinen van gruwden, werden vervolgd.
Met de Romeinen werd de Romeinse mythologie geïntroduceerd. Onder de Romeinen volgde in de 4e eeuw de eerste kerstening, die vooral plaatsvond in de steden en beneden de rivieren. De boeren en dorpelingen van het platteland boven de rivieren en vooral de zeevarende Friesen, bleven de voorchristelijke goden vereren. De invloed van deze kerstening was daarom beperkt en verdween vrijwel in het Noorden na de volksverhuizingen.
Nog in de 2e en 3e eeuw n.Chr. werd Nehalennia vereerd bij de monding van de Schelde. Zij was een voor-Keltisch-Germaanse beschermgodin van vissers, zeelui en handelaars. Altaren ter ere van de godin zijn gevonden in Zeeland en bevestigen het handelsverkeer in die periode. Bij Domburg kwamen (in 1647 al) de resten van een vroegere Nehalennia-tempel uit die tijd van onder de duinen tevoorschijn. Andere teruggevonden tempels te Elst, Kessel en Empel waren mogelijk gewijd aan een god die de Romeinen identificeerden met Hercules Magusanus.

### Ontstaan van christendom en kerk
Van het christendom zijn er in de Lage Landen weinig sporen teruggevonden van vóór 300, al waren er vanaf de 2e eeuw christenen in Trier en resideerde er al een bisschop in de 3e eeuw. Omstreeks 400 zou het christendom er inmiddels de dominante godsdienst geworden zijn. In de 4e eeuw liet de Romeinse keizer Constantijn zich dopen. Ook werd het in deze tijd verboden om christenen tot slaaf te maken. 
In de Romeinse tijd werden de doden waarschijnlijk gecremeerd. Rond 400 stapte de sociale elite over op begraven, of inhumatie.
De bisschoppen vestigden zich ook hier in de bestuurlijke centra. De eerst genoemde was Servatius, bisschop van Tongeren, die zich later in Maastricht vestigde, dat beter te verdedigen was. Aanvankelijk bleef de christelijke invloed onder de Germanen en de Vikingen echter beperkt en hingen deze nog verschillende heidense geloven aan. Het christendom had onder de zuidelijke agrarische volkeren meer succes.
Het zou nog eeuwen duren totdat het christendom als geloof volledig deel uitmaakte van het leven van ook de lage stand. Bepaalde heidense tradities leefden nog lang na de kerstening voort. Tot in de 12e eeuw werden openlucht-cultusplaatsen voor rituele doeleinden gebruikt. Tot op heden zijn er nog sporen van voorchristelijke invloeden te vinden zijn in plaatselijke gebruiken op het platteland van de Lage Landen. Dat was een normaal gegeven in de kerstening van de volkeren. De eigen gebruiken fuseerden als het ware met de katholieke gebruiken; tot op heden is dit terug te zien in bijvoorbeeld de viering van Kerstmis, tradities als het paasvuur en het Sinterklaasfeest.
De weerstand bleek duidelijk uit de dood van Bonifatius in 754 in Dokkum en viel ook Lebuïnus ten deel, een Angelsaksische priester die vanuit het missiecentrum Utrecht naar de IJsselstreek trok. Vanuit Deventer werden kerken gesticht in het Saksische land, zoals waarschijnlijk rond 770 in Oldenzaal. De kerk van Deventer werd echter een aantal keren verwoest, waarna het twintig jaar zou duren voordat de missiepriesters terugkeerden. 
Liudger had meer succes en slaagde met name in de provincie Groningen, maar ook bijvoorbeeld in Wichmond, Zelhem en Billerbeck. Kort na 800 werd Liudger de eerste bisschop van het nieuwe Bisdom Münster. Het grootste deel van Groningen en het graafschap Twente gingen tot dat Saksische bisdom behoren. De stad Groningen viel echter met Drenthe en het graafschap aan de IJssel, waar Deventer en Zutphen in de 10e eeuw deel van uitmaakten, goeddeels onder het Frankische bisdom Utrecht, hoewel dat tot in de 17e eeuw werd betwist door Münster.
Het ontstaan van de eerste parochies in de 7e eeuw bracht grote veranderingen teweeg in het aanzicht van het platteland. Er werden kerken gesticht door onder meer Amandus van Gent, de apostel van Vlaanderen. In 675 werd de abdij van Stavelot opgericht door Remaclus, de apostel van Wallonië. Zo werden er tussen 630 en 740 circa 50 abdijen opgericht in de zuidelijke Nederlanden. Deze waren belangrijk voor de verspreiding van het geloof.
De eerste kloosters ten noorden van de rivieren ontstonden vanaf de 9e eeuw, toen in Deventer het kapittelklooster werd gesticht. In de 10e eeuw gebeurde dit ook in Oldenzaal en in de 11e eeuw Zutphen en Groningen. Kloosters op het platteland ontstonden vanaf de 12e eeuw, zoals die van de benedictijnen en de cisterciënzers. In de grotere steden vestigden zich vanaf de 13e eeuw bedelordekloosters van de dominicanen en de franciscanen en Heilige Geest-gasthuizen. Vanaf de 14e eeuw nam het aantal kloosters, zowel in de steden als op het platteland, sterk toe door de begijnen en de Moderne Devotie.

### Het dagelijkse leven
In de Karolingische tijd werd het hofstelsel of domaniaal systeem ingevoerd. Dit was een organisatie waarbij een stuk grond, het vroonhof, ook wel domein genoemd, economisch geheel zelfvoorzienend was. De grond was in bezit van een grootgrondbezitter die zijn horigen een deel van het land voor hem liet bewerken. Daarnaast woonden er boeren die een stuk land uitbaatten op dit domein en daarvoor diensten of goederen verschuldigd waren. De uitwisseling van goederen en diensten was sterk gereguleerd vanuit de vroege steden, die belangrijk waren als bestuurs- en handelscentra.
Met het afnemen van de macht van de koning en de keizer kon de grootgrondbezitter, die economische macht had, uitgroeien tot een heer met juridische macht. Hieruit ontstond de heerlijkheid of seigneurie. Er was een grote mate van autarkie en het statische systeem zorgde ervoor dat boeren aan het domein gebonden waren. Er waren slechts weinig mogelijkheden om te reizen of om in een ander milieu terecht te komen. Het hofstelsel werd niet overal ingevoerd. Het systeem werkte bijvoorbeeld niet in gebieden waar veel ontginningen plaatsvonden en ook niet in Friesland door de Friese Vrijheid.
De meerderheid was boer en vaak erg arm en ondervoed. Bijna iedereen leefde op het platteland. Edellieden en de Kerk hadden heel veel macht. Omdat aan het einde van de Vroege Middeleeuwen iedereen lid was van de Kerk, konden de geestelijken iedereen via de preekstoel beïnvloeden. Kerkelijke gezagsdragers waren vrijwel de enigen die konden lezen en schrijven, wat hun machtspositie nog vergrootte. Het aardse bestaan was in de Middeleeuwen van ondergeschikt belang en het hele leven was gericht op het hiernamaals. De angst om in de hel te komen maakte de mensen zeer onderdanig aan de machthebbers. In de Vroege Middeleeuwen lag het in de meeste gevallen al bij de geboorte vast of men tot de groep van de boeren of van de edelen zou horen. Men kon alleen uit zijn stand komen door geestelijke te worden.

### Vroege steden
De eerste stadsontwikkeling ontstond met steden die door de Romeinen werden gesticht of ontstonden uit voormalige castella, zoals Nijmegen, Maastricht en Utrecht, maar ook kleinere steden als Cuijk en Woerden. Enkele eeuwen later, in de Karolingische periode, moeten voor die tijd belangrijke handelsplaatsen als Dorestad, Medemblik en Deventer zijn ontstaan. Deze nederzettingen lagen op een knooppunt van waterwegen en de bewoners namen deel aan lange-afstandshandel en hadden een eigen ambachtelijke productie. In de 10e eeuw ontstonden in de Noordelijke Nederlanden stedelijke nederzettingen als Stavoren, Tiel en de handelswijk Stathe in Utrecht. Groningen groeide door goede landverbindingen in de 10e eeuw ook uit tot een belangrijke handelsplaats, net als Zutphen en ook kleinere nederzettingen als Zwolle en Arnhem. Vanwege hun gunstige ligging werden hier vanaf de Karolingische en de Ottoonse tijd door de Frankische veroveraars bestuurlijke en kerkelijke centra gesticht en soms ook emporia, handelscentra. Deventer was, met tol en munt, rond 850 de belangrijkste opvolger van Dorestad en naast Utrecht het belangrijkste kerkelijke centrum, zeker na de omwalling die rond 890 plaatsvond naar aanleiding van Vikingaanvallen. Ook Zutphen, in de 9e eeuw in hetzelfde Karolingische graafschap aan de IJssel gelegen en het bestuurlijke en militaire centrum met gravenhof en ringwalburg, werd om die reden omwald. Zwentibold verleende Tiel, Utrecht en Deventer in 896 speciale handelsprivileges. Oldenzaal was de centrale plaats van het graafschap Twente en was dankzij een grafelijk hof, een vroege kerkstichting (ca. 775; vanaf de 10e eeuw kapittel) en een marktfunctie een bloeiende plaats.
In deze steden werd de macht van de Duitse vorst en de bisschop van Utrecht tot uitdrukking gebracht in de architectuur. In een tijd dat de meeste gewone huizen nog van hout en leembestreken vlechtwerkwanden waren, werden kerkelijke gebouwen en bestuursinstellingen in steen gebouwd om indruk te maken. De grootste huizen werden tot in de 13e eeuw opgetrokken uit natuursteen. Deze huizen waren vaak breed en diep en voorzien van verdiepingen. Door kantelen en arkeltorens kregen ze het aanzien van adellijke residenties. Ook waren ze in beperkte mate verdedigbaar met soms de ingang op de eerste verdieping, bereikbaar met een wegneembare trap. Bij de meeste huizen werd het deel aan de straatzijde gebruikt als werkplaats of winkel. Overigens werd ten zuiden van de grote rivieren het stenen bouwmateriaal vaak gesloopt uit oude romeinse gebouwen die daardoor grotendeels verdwenen. Vaak kan men heden nog in de oudste gedeelten van kerken, burchten en stadswallen stukken van romeinse pilaren, grafmonumenten en bakstenen zien.
Enkele middeleeuwse kronieken (o.a. de Gesta episcoporum Cameracensium) doen melding van een 10e-eeuwse nederzetting genaamd Munna, volgens sommige bronnen een burcht. Er zijn verschillende theorieën over waar Munna lag.

### Kunst en cultuur

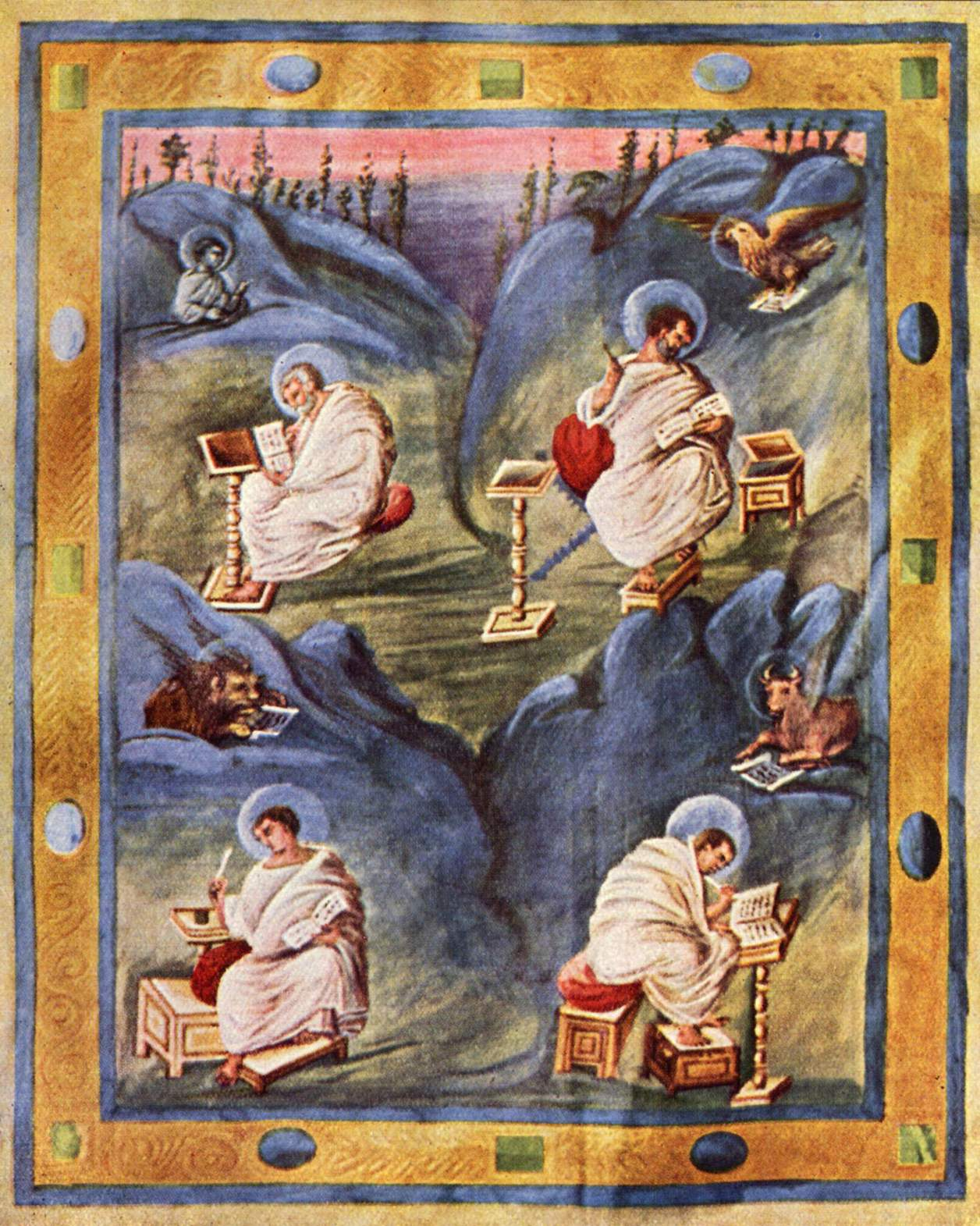
De vier evangelisten, miniatuur; een voorbeeld van de Karolingische renaissance

Ten tijde van de lange regeerperiode van Karel de Grote (768-814) kreeg de Karolingische renaissance gestalte, de opbloei van cultuur en wetenschap tussen ~750 en ~950. Deze opleving manifesteerde zich vooral aan diens hof en werd vooral gedragen door de clerus. De Karolingische Renaissance is voornamelijk uitgegaan van de hofacademie of de academia palatina, een aantal geleerden die Karel de Grote om zich heen verzameld had en waarvan de Angelsaksische geestelijke Alcuinus de leiding op zich nam. Tijdens de regeerperiode van de Karolingen was er sprake van een toenemende belangstelling voor de klassieke cultuur. Byzantijnse invloeden, culminerend in het afbeelden van de menselijke figuur, werden versmolten met de Germaanse, grotendeels abstracte, ornamentiek. Verder zijn veel klassieke teksten in het Latijn bewaard gebleven in de vorm van handschriften die in de Karolingische tijd zijn vervaardigd. Dit gebeurde vooral in kloosterbibliotheken, waarvan het aantal en de omvang sterk toenamen tijdens en vlak na de regeerperiode van Karel de Grote.

### Onderwijs, wetenschap, recht en bestuur
Na de Romeinse periode was er aanvankelijk weinig over van het hele onderwijssysteem. Vaak wordt gezegd dat Karel de Grote de scholen zou hebben heropgericht, maar dit beeld van hem als grote promotor en inspirator van een veralgemeend lager onderwijs lijkt niet correct.:58 De Admonitio Generlais (789) bevat een beroemd voorschrift over scholing, maar dat handelt in de eerste plaats over altaardienaars, dus priesters, kanunniken en monniken en niet over de boerenjeugd.:58 Karel (of eigenlijk Alcuinus) bepaalden dat er gelegenheid tot studie moest geboden worden aan jongens die in de kloosters en bisschoppelijke huishouding verbleven.:63 Voor de 12e eeuw speelde het intellectuele leven zich af in kloosters. De kloosterscholen waren centra van beschaving en cultuur. In de kloosters werd vooral aan liturgie en gebed gedaan en de studie van de zeven vrije kunsten. De monniken en de kloosters speelden een belangrijke rol bij het in stand houden en de verspreiding van het christelijke geloof. Latijn was de voertaal aan het hof en in de kerk.
Onder de Karolingen werd middels de capitularia weer overgegaan tot de actieve wetgeving, in tegenstelling tot het passieve gewoonterecht. Dingplaatsen, centrale gerechtsplaatsen zoals Dingspelerberg, functioneerden op bovenlokaal niveau. Het lokale bestuur werd door missi dominici, zendgraven, georganiseerd in de pagi, de gouwen. De gouwgraaf bestuurde dit als ambtenaar in dienst van de koning of keizer.

## Hoge Middeleeuwen
Gedurende de Middeleeuwen werden de hertogen van Brabant en Gelre en de graven van Holland en van Vlaanderen heersers over de meeste gebieden van de Lage Landen. Door veroveringen en vooral door huwelijkspolitiek vond schaalvergroting plaats. Zo kwam Holland onder de invloedssfeer van de graven van Henegouwen, en beiden samen onder invloed van het Huis Wittelsbach van Beieren.
Er kwam ook weer beweging in de samenleving, zodat deze na tweehonderd jaar voor iemand die rond 1050 had geleefd niet meer te herkennen was, wat ook wel de Renaissance van de 12e eeuw genoemd. Een van de kenmerken was de enorme toename van de ontginningen van nieuw land.

### Economie
Vanaf ongeveer het jaar 1000 begon West-Europa zich te herstellen van de chaotische "donkere middeleeuwen". De bevolking groeide weer, allerlei nieuwe steden kwamen op en ook de handel breidde zich sterk uit. De Lage Landen profiteerden eveneens hiervan. Het economische zwaartepunt lag tussen 1100 en 1500 duidelijk in Vlaanderen waar Brugge en Gent door de toenemende handel zeer welvarend werden. Belangrijk was de handel tussen het Rijnland (glas, aardewerk, metalen) en Engeland (wol) die hier samenkwam. Brugge, het belangrijkste Hanzekantoor, had zeewaarts een verbinding met Londen met het Stalhof als hanzekantoor, maar ook de handel met het zuiden van Frankrijk (baaizout, wijn) en het Iberisch Schiereiland was belangrijk. Over land was er de verbinding met de handel van de Westfaalse en de Rijnlandse Hanzesteden en de Italiaanse steden (kruiden, zuidvruchten zoals gedroogd fruit).
In het oosten waren het de IJsselsteden die een zeer hoog welvaartspeil bereikten door de handel binnen het Hanzeverbond (voornamelijk wol, graan, hout) (Doesburg, Zutphen, Deventer, Kampen, Elburg, Harderwijk om de belangrijkste te noemen).
Vanaf de 14e eeuw begon ook het gewest Holland belangrijker te worden. Rond 1200 was de rol van Holland nog marginaal, maar tegen 1300 was het een belangrijke lokale macht. De voornaamste stad van dat gewest was in die dagen Dordrecht.

### Vorming van het land

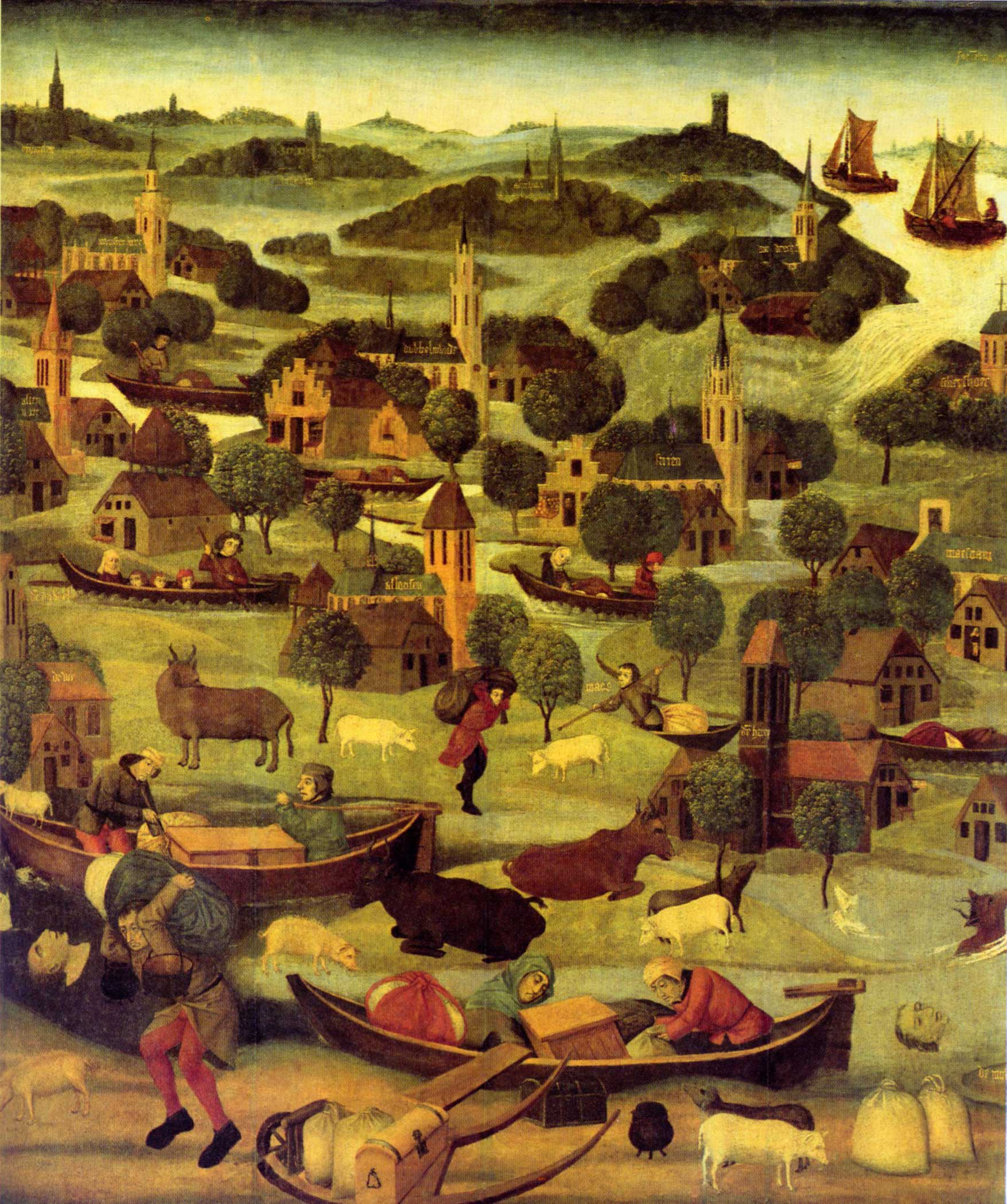
De Sint-Elisabethsvloed van 1421

Tussen circa het jaar 1000 en 1600 vond de vorming van de Jonge Duinen langs de Hollandse kust plaats. Hierachter ontstonden in de veengebieden meren die door afslag langzaam groter werden. Al in de Middeleeuwen ontstonden ook de eerste plassengebieden door de turfwinning.
Het Vlie werd rond 1250 steeds groter. Dit had tot gevolg dat het Almere-meer verzoutte en erosie van het veen optrad, waardoor ten slotte de Zuiderzee ontstond. Dit zou vervolgens tot en met de 19e eeuw een zowel belangrijke als vrij gevaarlijke binnenzee blijven.
West-Friesland was toen al omdijkt, waardoor de erosie hier niet optrad. Andere gebieden werden ook bedijkt, waarmee gebied werd teruggewonnen, zodat de Middelzee in Friesland in de 15e eeuw weer was drooggelegd. Vanaf het begin van de 15e eeuw werden voor het eerst poldermolens gebruikt om gebieden droog te malen.
Door de kusterosie kwamen de inbraken van de zee bij de Maas steeds verder landinwaarts. Dit culmineerde uiteindelijk in de Sint-Elisabethsvloed van 1421, die tot het ontstaan van de Biesbosch leidde.
Door de verzanding van de Oude Rijn kon in 1122 bij Wijk bij Duurstede de Kromme Rijn-Oude Rijn worden afgedamd. Dit gebeurde in 1285 ook met de Hollandse IJssel en in 1307 met de Linge. In de 12e en de 13e eeuw werden de rivieren bedijkt, waardoor de stroomloop niet meer kon veranderen.

#### Grote Ontginning
Met de bevolkingstoename vanaf de 10e eeuw ontstond er behoefte aan meer landbouwgronden. Voor deze tijd vonden ontginningen slechts op beperkte schaal plaats om uitgeputte gronden te vervangen. Uitgebreidere ontginningen werden beperkt door het Karolingische domeinstelsel dat een gesloten, sterk hiërarchische en planmatige organisatie was. Onder druk van de demografie kwam er langzaamaan een einde aan het statische domeinstelsel. Vanaf de 10e eeuw werd vanuit de oudere nederzettingen begonnen met de ontginningen van de woeste gronden.
Aanvankelijk ging een deel van de ontginningen in Friesland, West-Friesland en Waterland waarschijnlijk van de kleinere heren uit, buiten de graaf of bisschop om. In de 11e eeuw begon echter de zogeheten Grote Ontginning, die veel meer onder de controle stond van de graven van Holland en de bisschoppen van Utrecht. Tot de 13e eeuw werd het gebied tussen het IJ in het noorden, de duinen in het westen, de Lek en de Waal in het zuiden en de Oude Rijn in het oosten ontgonnen.
Vóór de Grote Ontginning waren de grenzen tussen het machtsgebied van de graven van Holland en de bisschoppen van Utrecht niet duidelijk te tekenen; zodoende bestond er tussen beide een feitelijk niemandsland. Gedurende de ontginningen wisten de graven van Holland echter hun invloed uit te breiden ten koste van Utrecht. Zo ging Amstelland in 1279 over van Utrecht naar Holland. Waterland werd door Jan van Persijn in 1281 of [1283 verkocht aan graaf Floris V, West-Friesland werd na een eeuwenlange strijd in 1297 definitief onderworpen.

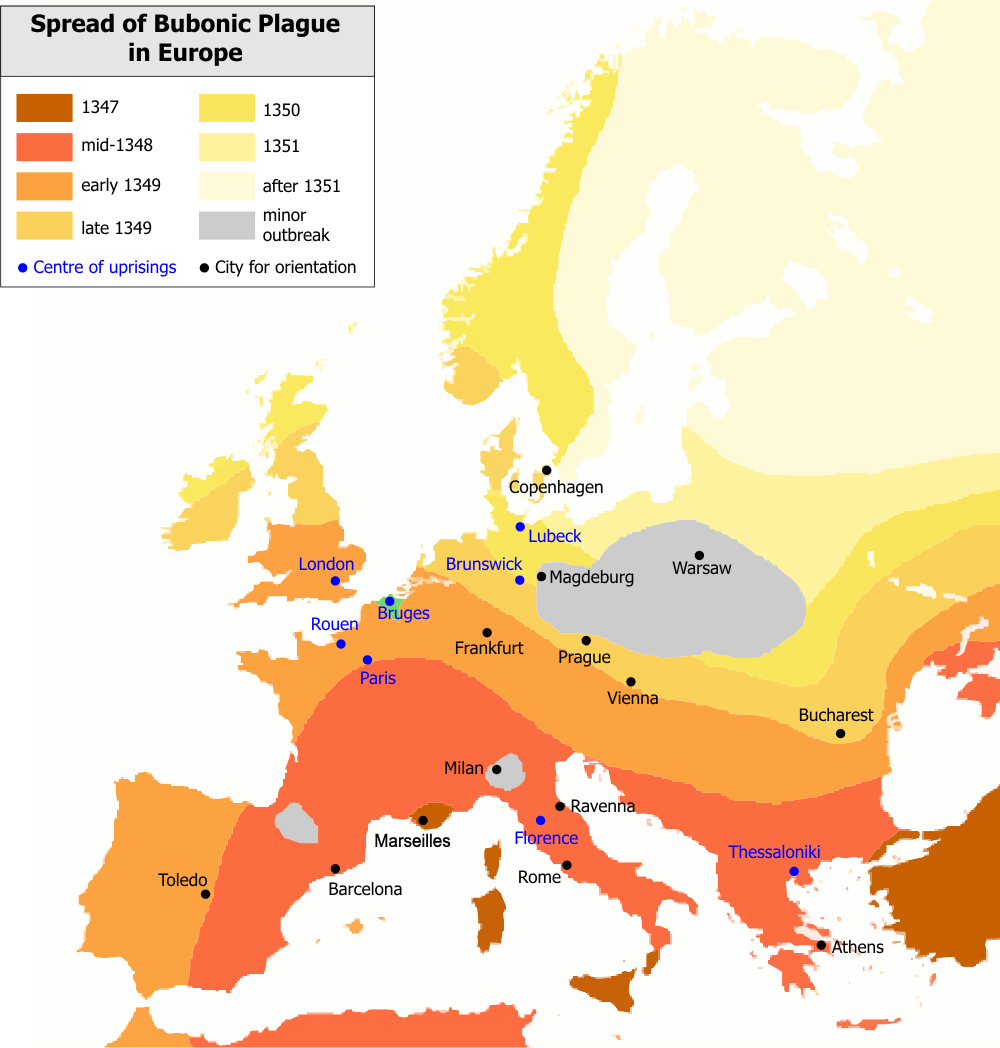
In 1349 brak de pest uit in Brugge

De ontgonnen grond bleek vaak niet goed geschikt voor het verbouwen van zware broodgranen, zoals tarwe en rogge. Na 1350 nam de graanproductie van de veengronden dan ook af. Soms lukte het wel met gerst en haver, maar vaak moest worden overgestapt op de veeteelt. Hiervoor waren minder mensen nodig, zodat ondanks de grote hongersnood van 1315-1317, de Zwarte Dood (vanaf 1346) en de pestuitbraken in de halve eeuw daarna er op het platteland een overschot aan arbeidskrachten ontstond, die naar de steden trokken, waar door de grote sterfte juist een tekort was. Veel overtollig geworden mensen gingen zich bezighouden met ambachtelijke vakken, zoals de kaasmakerij. Daarnaast werd het boerenbedrijf in kustplaatsen al vaak gecombineerd met de visserij en handelsvaart, waar men zich nu volledig op ging richten. Rond 1400 werd de haringbuis ontwikkeld, waarmee de haring direct op zee gekaakt en gezouten kon worden, wat nodig was omdat de reizen langer waren. Ook begonnen ze gebruik te maken van sleepnetten. Dit alles gaf grote voordelen in de haringhandel. De schaarste aan broodgranen zorgde ervoor dat de schippers dit uiteindelijk in de Oostzee gingen halen, wat later de moedernegotie werd genoemd. In de 15e eeuw zouden ze zelfs de Hanze daar aftroeven.
Ook waren voor de ontginningen dijken, sluizen kanalen en zijlen nodig. Om dit te coördineren werden waterschappen en heemraadschappen opgericht naar het voorbeeld van de Vlaamse wateringen, vanaf de 13e eeuw ook hoogheemraadschappen. De noodgedwongen collectiviteit zorgde voor een bestuur en mentaliteit die waarschijnlijk een belangrijk onderdeel was van het latere succes van de Nederlandse handel.
Daarnaast waren er echter ook minder gunstige effecten, zoals de bodemdaling en de daarmee samenhangende stormvloeden.

### Kunst

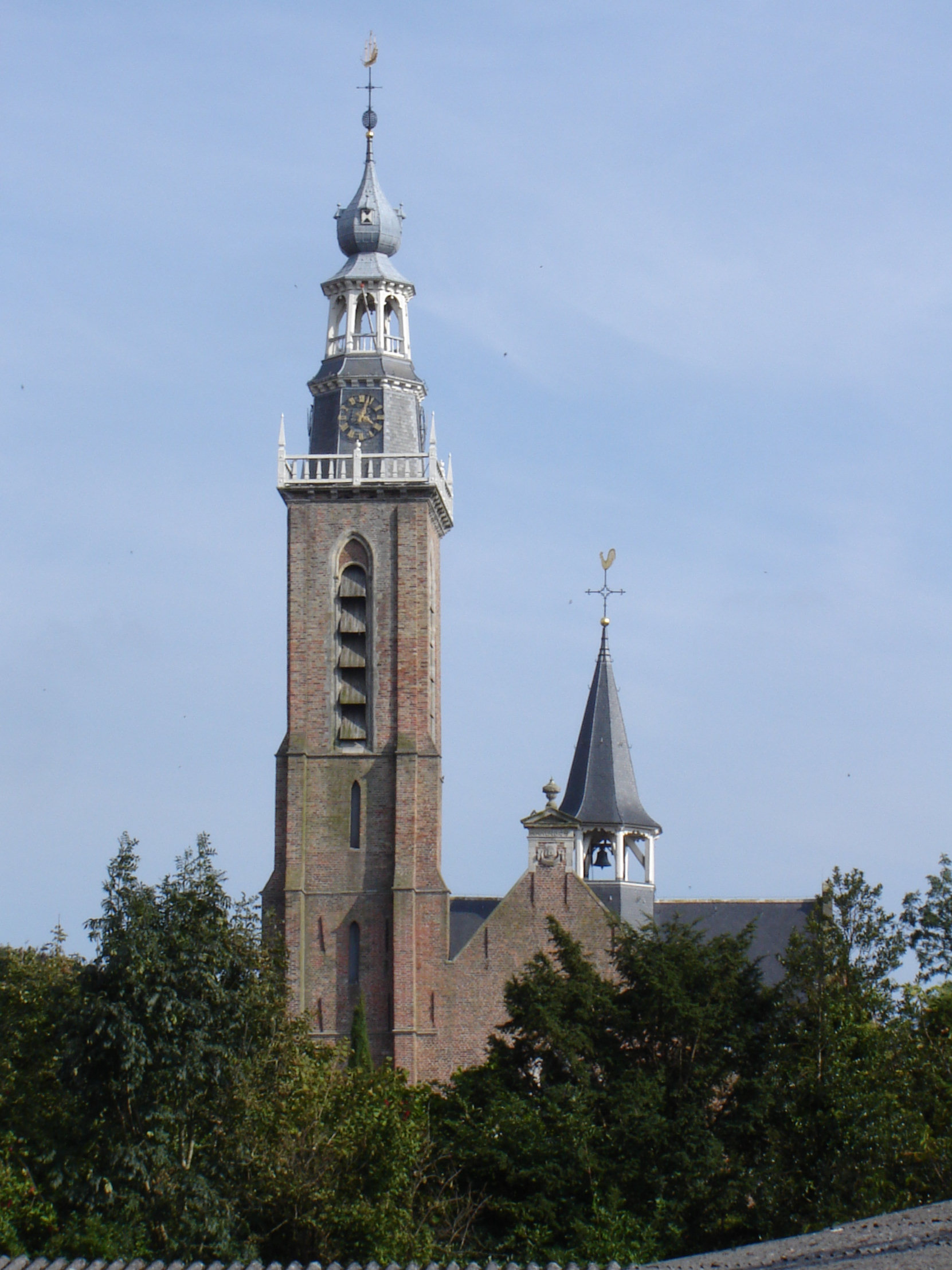
Sint-Bavokerk (Aardenburg) als voorbeeld van gotiek

De Hoge Middeleeuwen begonnen op het gebied van kunst eigenlijk al in 900 met de romaanse stijl. Ondanks de benaming is het romaans als bouwstijl slechts indirect gebaseerd op de bouwstijl van de Romeinen. Feitelijk komt het voort uit de Karolingische stijl, waarin principes uit de Romeinse architectuur werden herontdekt. De romaanse stijl werd gekarakteriseerd door kleine rondboogvensters en decoraties met eveneens ronde bogen. De muren waren doorgaans dik en versierd met lisenen, friezen en spaarvelden waarin eveneens ronde vormen domineerden. De muren droegen het grootste deel van het gewicht van het gebouw op zich, waardoor grotere ramen niet mogelijk waren. Daarom was het in romaanse kerken altijd vrij donker. Omdat veel gebouwen in die tijd van hout gemaakt werden, bleven feitelijk vrijwel alleen kerken en kloosters in de romaanse bouwstijl bestaan. Van de romaanse bouwwerken uit deze periode is in Nederland maar heel weinig tot op heden bewaard gebleven; de Sint-Nicolaaskapel aan het Valkhof in Nijmegen is vermoedelijk het bekendste voorbeeld.
Hoewel deze kenmerken vrij algemeen zijn, kent de romaanse stijl grote regionale verschillen. Bovendien maakte de stijl een geleidelijke ontwikkeling door die uiteindelijk, door de grootschalige toepassing van het kruisribgewelf, zou leiden tot het ontstaan van de gotische bouwstijl, waardoor het romaanse werd verdrongen.
De vroeggotiek zou de eerste vernieuwende kunststijl zijn sinds de val van het West-Romeinse Rijk. Het verschil tussen de gotiek en het Romaans is dat de gotiek voorheen noodzakelijke bouwelementen weglaat. Dit was mogelijk door de toepassing van kruisribgewelf, spitsboog en pilaren. Buitenwaartse krachten, die de neiging hebben de muren naar buiten te drukken, waren in de romaanse architectuur met haar dikke muren geen probleem, maar moesten bij deze veel lichtere constructie wel afgevoerd worden. Hiervoor werd de luchtboog verder ontwikkeld. Hierdoor ontstond een sterke constructie die in de romaanse stijl onmogelijk was en die een grotere verticaliteit toeliet. Dit zorgde ervoor dat de kerken veel hoger konden worden en dat er ruimte vrijkwam in de kerk, door het weglaten van dragende onderdelen.
De vroeggotiek zou opgevolgd worden door de hooggotiek. De hooggotiek zou zich vooral kenmerken doordat de gotiek nog meer zou worden toegepast. De gotiek kwam nu op haar hoogtepunt.

### Religie

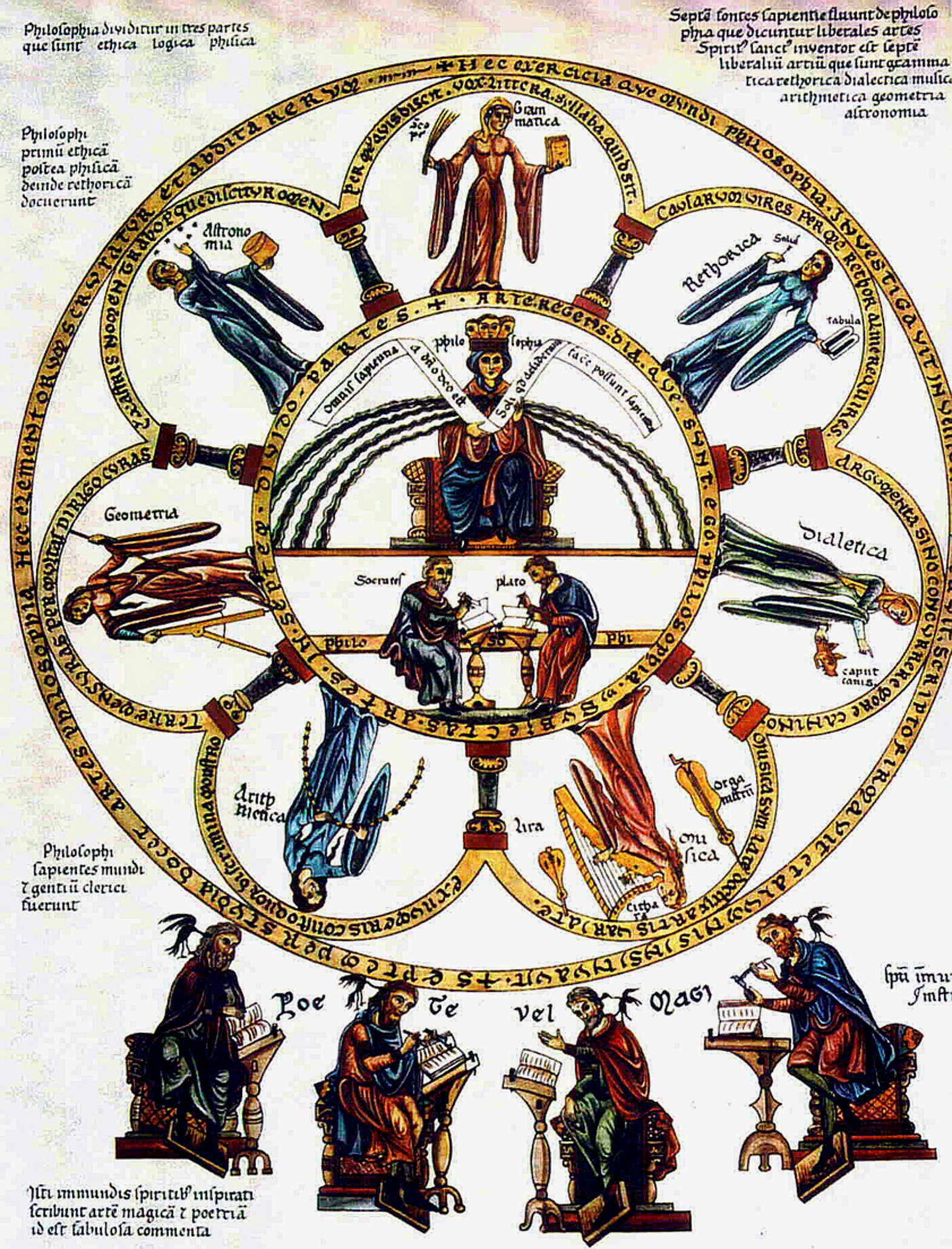
Septem artes liberales uit Hortus deliciarum van Herrad van Landsberg, rond 1180

Tijdens de Hoge Middeleeuwen waren er nog enige sporen van heidens geloof te vinden, maar de katholieke kerk beheerste het dagelijks leven nu vrijwel volledig. Dit uitte zich in kunst, cultuur en onderwijs, maar ook in bestuur en wetenschap, of meer bepaald in de scholastiek.
In de 12e en 13e eeuw was er voldoende welvaart om een professionele clerus te betalen. Bisschoppen zijn toen begonnen met het oprichten van kathedraalscholen om de clerus het canonieke recht te laten onderwijzen, alsook kerkelijke administratie, boekhouden, logica en retoriek (voor theologische discussies en preken). Kathedraalscholen hadden meestal slechts één leraar. Dit was het begin van de scholastische traditie. De zeven vrije kunsten, oorspronkelijk bekend onder hun Latijnse naam Septem artes liberales, vormden een vroege Europese indeling van de wetenschappen. Hiermee werd tevens de basis voor het universitair onderwijs gelegd.

### Opkomst van de steden
Vanaf circa 1050 brak een periode van economische groei aan, vooral in Noordwest-Europa. De invoering van het drieslagstelsel in de landbouw maakte een grotere productie mogelijk, waardoor meer mensen zich konden onttrekken aan de voedselproductie. Hierdoor konden de steden en de handel groeien. De steden werden vooral door hun muren een machtsfactor van belang en dit leidde uiteindelijk vooral in Vlaanderen tot het ontstaan van machtige steden die in verzet konden komen tegen de alleenheerschappij van de adel en de geestelijkheid. Dit zou het begin zijn van de afbraak van het feodale stelsel. De eerste scholen werden gesticht, gebaseerd op de gedachten van Karel de Grote.
In het zuiden concentreerde zich dit rond de Rijn, de Maas en de Schelde. Daardoor nam ook de bevolking sterk toe en kon men zich ook gaan bezighouden met handel en industrie, wat weer de opkomst van de steden in de hand werkte. De Brabantse steden Antwerpen, Brussel en Leuven volgden het voorbeeld van Luik en Brugge. Vooral de inpoldering van de Vlaamse kust, nieuwe technieken in de productie van goederen en handel met andere regio's zorgden voor deze economische opbloei en verstedelijking. De textielindustrie ontstond in Artesië en later in Vlaanderen en zorgde voor welstand. Ook de export van natuursteen was belangrijk. In Luik werd in 1195 de eerste steenkool ontgonnen en de Luikse wapenproductie veroverde Europa in deze periode. De jaarmarkten zorgden ook voor een sterke toename van de handel, die ook buitenlandse kooplieden aantrok. Kooplieden uit dezelfde stad verenigden zich op een gegeven moment in een Hanze. Deze hanzes sloten zich later weer aaneen en werden steeds machtiger. Op deze manier ontstonden de Vlaamse Hanze van Londen die handeldreef met Engeland en Schotland, en de Hanze der XVII steden, die zich richtte op Italië. Er werd uitgevoerd naar alle uithoeken van Europa. Dit economische succes bracht de bestaande standenmaatschappij langzaam ten val. De volkstaal begon het tot dan toe allesoverheersende Latijn te vervangen.

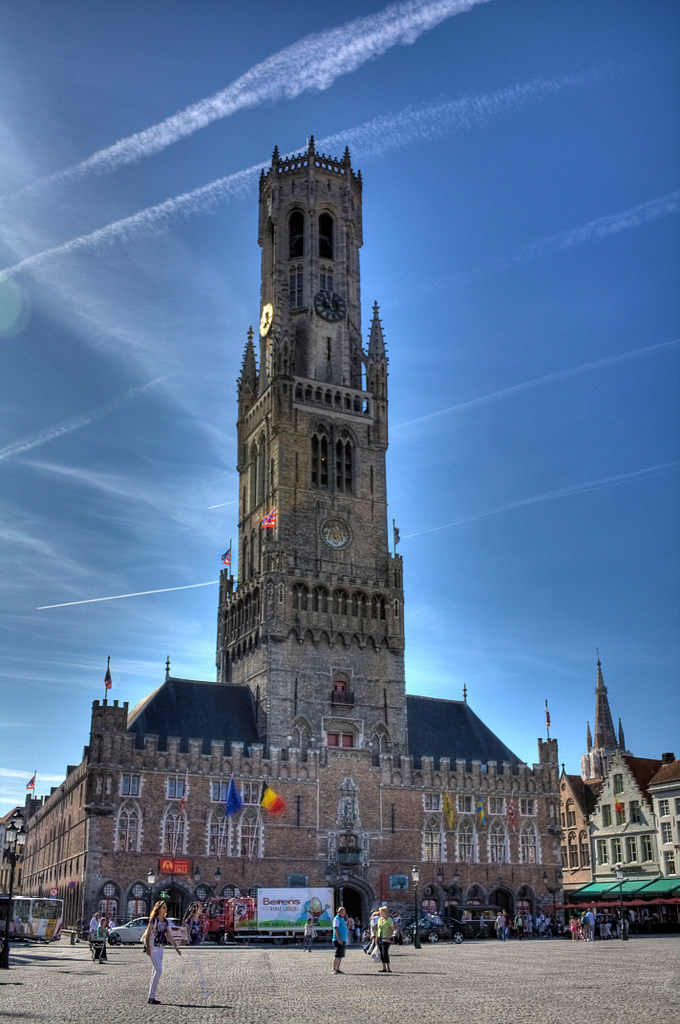
Het Belfort van Brugge opgetrokken vanaf 1240

Vanaf het midden van de 14e eeuw werd Europa getroffen door een economische depressie en de pest of Zwarte Dood zorgde ervoor dat een derde van de bevolking omkwam. De zuidelijke gewesten hadden van de economische recessie minder te lijden en zo verschenen in Namen en Luik de eerste hoogovens als verbetering van de laagovens, en werd Brugge een voorname handelsstad. Het noordelijk gebied was de enige regio in Europa die in deze tijd een economische vooruitgang doormaakte, wat het belang van Holland ten opzichte van Vlaanderen en Brabant deed groeien, al waren de grote steden van het zuiden nog steeds belangrijker. Steden als Kampen en Deventer werden echter langzaam overvleugeld door Holland, doordat de groter wordende zeeschepen deze steden niet konden bereiken en doordat Holland een grotere eenheid vormde. Dit kwam doordat de steden in Holland relatief klein waren. Geen enkele stad kon een dominerende rol spelen in het gewest. Daarbij waren de steden veel meer van elkaar afhankelijk, zoals bij het dijkbeheer in de heemraadschappen. Van de zes grote steden lagen er vier - Leiden, Haarlem, Delft en Gouda - landinwaarts. Zij waren voor de scheepvaart en de haringvisserij afhankelijk van kleinere steden als de West-Friese steden Hoorn, Enkhuizen, Medemblik, Edam en de steden rond Rotterdam. Dit alles maakte een doorbraak van het dilemma van de collectieve actie van levensbelang, wat de bestuurlijke eenheid ten goede kwam. In Vlaanderen, waar de macht van de grote steden zorgde voor stedelijk particularisme, vond een tegengestelde ontwikkeling plaats.
Met de groeiende macht van de burgerij, de poorters, werd het culturele monopolie van de Kerk doorbroken. Ook verminderde de macht van de adel met het toenemen van de macht van de steden, al bleven zij nog eeuwen een belangrijke rol spelen, zeker in gebieden met weinig steden als Gelre en Kleef, waar ook de Duitse invloed groter was.

### Kruistochten

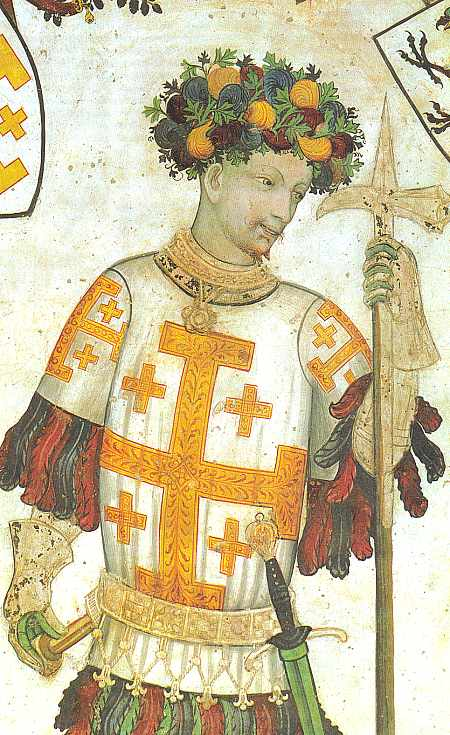
Godfried van Bouillon in 1099 gekroond tot koning van Jeruzalem

In 1091 stuurde de keizer van het Byzantijnse Rijk, Alexios I Komnenos, brieven naar paus Urbanus II en Robrecht I de Fries, de graaf van Vlaanderen, met het verzoek om bijstand. In 1095 riep de paus tijdens het Concilie van Clermont op tot de (Eerste) Kruistocht.
De kruistochten zorgden voor een opleving van de scheepvaart en de handel. De Tweede Kruistocht in 1147 leidde tot het beleg van Lissabon door Vlaamse, Friese, Normandische, Engelse, Schotse en wat Duitse kruisvaarders. Op 24 oktober werden de Moren verslagen en werd Lissabon, na geplunderd te zijn, overgedragen aan koning Alfons. Dit was ook het enige echte succes van deze kruistocht.
De Derde Kruistocht vond plaats tussen 1189 en 1192. In april 1190 verzamelde Richard Leeuwenhart een vloot van 600 schepen uit Engeland, Normandië, Brittannië, Anjou, Poitou en Aquitanië in Dartmouth in Devonshire. De graven van Holland, Gelre en Kleef namen gezamenlijk aan de Derde Kruistocht deel. Floris III van Holland, die in 1190 omkwam in de strijd, werd vergezeld door zijn zoon, de latere Willem I van Holland.
Ondertussen was Willem I geëxcommuniceerd door de paus. Mede om van deze ban af te komen nam Willem I in 1217 deel aan de Vijfde Kruistocht. Hij verwierf hiermee veel roem, mede doordat het voor hem de tweede kruistocht was.
Met zijn leger van Friezen, Hollanders en Vlamingen zeilde Willem langs de Europese kust op weg naar het Heilige Land. Door een storm raakten de schepen uit koers. De vloot, waarbij zich inmiddels ook Engelse schepen hadden gevoegd, zocht beschutting op een Portugese rivier. De Portugese koning Alfons II wist de kruisridders over te halen hem te helpen in de strijd tegen de Moorse overheersing in zijn land. Willem I gaf gehoor aan het verzoek en voer op 30 juli 1217 met zijn vloot naar Lissabon. De stad was 80 jaar eerder tijdens de Tweede Kruistocht bevrijd, maar de Moren waren nooit helemaal verdreven uit Portugal. Na een hevige strijd om fort al-Kasr en met de belofte van Willem I op een vrije aftocht gaven de Moren zich op 21 oktober 1217 over. Eenmaal buiten de vesting stortte het leger van Willem I zich op de ongewapende Moren en slachtte ze af. Als dank bood de Portugese koning de kruisridders land aan en vele ridders aanvaardden dit. Willem I verloor hierdoor een groot deel van zijn leger en vroeg daarom aan paus Honorius III om hem te ontheffen van zijn kruisvaart en hem toe te staan in plaats daarvan de strijd in Portugal voort te zetten, maar de paus weigerde om op dit verzoek in te gaan. Een deel van de vloot ging daarna op weg naar Akko. Willem zelf overwinterde met de rest van de vloot in Portugal en zou later volgen.

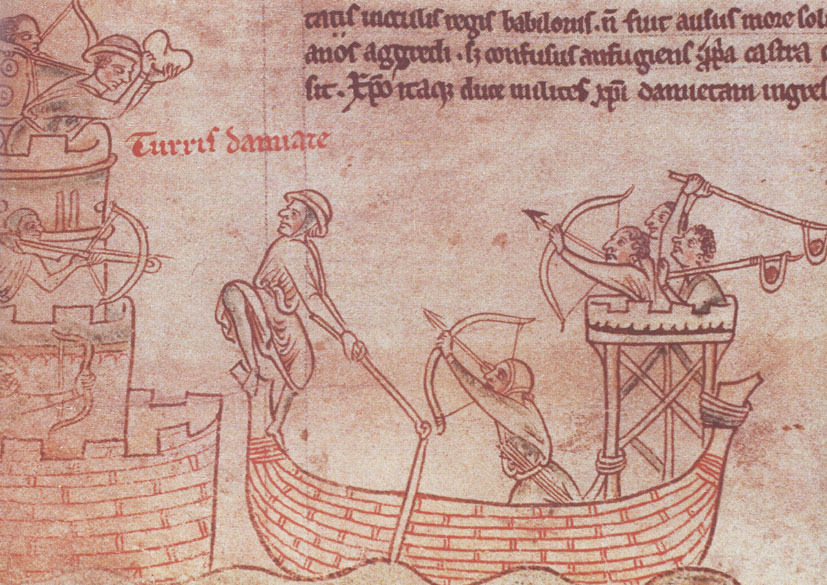
Friezen vallen de toren van Damiate aan. Op de boeg staat een Fries met een dorsvlegel te zwaaien

In de lente van 1218 kwam Willem met de Friezen, Hollanders en Engelsen aan in Akko waar de andere kruisridders zich al hadden verzameld. Besloten werd om de Noord-Egyptische stad Damiate te veroveren. Op 27 mei 1218 kwamen de kruisridders aan bij Damiate. Damiate werd beschermd door drie muren met vele torens en de Nijl. De toegang tot de stad via de Nijl was afgesloten met een ketting die beschermd werd door de vloot van de Ayyubiden. De ketting liep vanaf de stad naar een toren op een eiland vlak bij de westelijke oever. Op 25 augustus 1218 wisten de Friezen deze toren te veroveren en de ketting door te zagen. Op 5 november 1219 viel de stad in handen van de kruisvaarders. De Egyptische Sultan al-Kamil stelde daarop voor om Damiate te ruilen voor Jeruzalem. De meeste kruisridders waren ingenomen met dit voorstel, maar de pauselijke afgezant Pelagius weigerde. Niet door onderhandelingen, maar door strijd moest Jeruzalem worden ingenomen. Toen Willem I dit hoorde ontstak hij in woede en keerde met zijn leger terug naar huis.
Door deze kruistochten ontstond er ook meer contact en daarmee handel tussen West-Europa en de Levant. Daarvandaan kwam zijde, katoen, rijst, zuidvruchten, damast en mousseline.

### De gewesten

De Nederlanden rond 1350

#### Vlaanderen
Vlaanderen werd een belangrijk gebied dat zich uitstrekte van Zeeuws-Vlaanderen tot Boulogne, het Kroon-Vlaanderen. Vanaf de 11e eeuw hield de graaf van Vlaanderen ten oosten van de Schelde ook rijkslenen, waarvoor hij leenhulde verschuldigd was aan de keizer, dit was Rijks-Vlaanderen. Brabant groeide met Antwerpen en Mechelen ook uit tot een belangrijk maritiem gewest, waar echter een einde aan kwam toen deze plaatsen bij Vlaanderen werden gevoegd. De graaf van Vlaanderen bezat ook twee zonnelenen: het Land van Dendermonde en het Land van Bornem. Hier was de graaf absolute heerser en geen leenman van de Franse koning of de Duitse keizer. Hij was er alleen aan God dank en trouw verschuldigd voor het verleende zonnelicht.
Vlaanderen was aanvankelijk een macht die zich kon meten met Frankrijk en Engeland. Boudewijn V steunde kort voor zijn dood de expeditie naar Engeland in 1066 van zijn schoonzoon Willem de Veroveraar, die gehuwd was met zijn dochter Mathilde van Vlaanderen. Dit had echter tot gevolg dat de opkomst van het Anglo-Normandisch blok de Vlaamse macht bedreigde. Hierop zocht Arnulf III toenadering tot zijn leenheer, de Franse koning. Dit vooruitzicht zorgde voor een Engels-Vlaamse toenadering. Robrecht de Fries maakte echter ook aanspraak op het graafschap Vlaanderen, dat hij verkreeg na de Slag bij Kassel in 1071.
De betrekkingen met de Engelse koning Willem de Veroveraar waren verre van vriendschappelijk. Deze had indertijd zelfs een contingent Normandiërs gestuurd om Richilde van Henegouwen, de moeder van Arnolf, te steunen in haar strijd tegen Robrecht. Robrecht steunde de aanspraken van zijn schoonzoon Knoet IV van Denemarken op de verloren Engelse troon. Samen zouden ze een vloot van 1600 schepen naar Engeland sturen. Het kwam echter nooit zover, door een broedertwist tussen de twee Deense prinsen Knut IV en Olaf. Daarna ontstond er toch weer een toenadering.
Met Diederik van de Elzas en Filips van de Elzas werd Vlaanderen steeds belangrijker. Onder hun bewind konden de steden zich ontwikkelen en werden de instellingen organisatorisch hervormd. De havens Grevelingen, Nieuwpoort, Damme en Biervliet werden gesticht. Er werd handel gedreven met Engeland, de Baltische landen en Frankrijk en over land met het Rijnland en Italië. Vooral de wolhandel met Engeland was van belang voor de opkomende lakennijverheid. Daarnaast was er een belangrijke graanvaart op Engeland en via Holland op Hamburg. Sint-Omaars werd in de 12e eeuw de belangrijkste noordelijke doorvoerhaven voor Franse wijn.
Vlaanderen raakte echter betrokken bij de oorlogen tussen Frankrijk en Engeland, waarna de macht begon af te nemen. Ook met Brabant was er geregeld strijd. Gent, Brugge en Ieper waren de drie belangrijkste steden, waarbij Gent een tijdlang na Parijs de grootste stad van Noord-Europa was. De steden hadden hierdoor een grote eigen macht, wat de eenheid binnen Vlaanderen niet ten goede kwam. Dit leidde bijvoorbeeld tot de Gentse Opstand tegen Lodewijk van Male van 1379 tot 1385.
In de 13e eeuw verloor het graafschap Vlaanderen gebied in het zuiden aan Frankrijk. Dit ten voordele van Brugge, dat de wijnhandel van Sint-Omaars overnam. De vijandschap met Frankrijk zorgde voor een betere verstandhouding met Engeland, ondanks wederzijdse kaperijen.

#### Brabant en Limburg

##### Limburg
Het hertogdom Limburg ontstond bij het uiteenvallen van het hertogdom Neder-Lotharingen in de 10e en 11e eeuw. Het omvatte voornamelijk het land van Eupen en de vesting Limburg, nu bijna geheel in de provincie Luik en niet in de hedendaagse provincies Belgisch- en Nederlands-Limburg.
Maastricht was een aparte situatie. In 1204 werd de stad Maastricht, die zich onder de heerschappij van de bisschop van Luik bevond, door de Duitse keizer in leen gegeven aan de hertog van Brabant. Vanaf dat moment had Maastricht twee heren, de bisschop van Luik en de hertog van Brabant, de zogenaamde Tweeherigheid van Maastricht.
Hendrik I werd ook hertog van Neder-Lotharingen, waardoor de hertogstitel op Limburg overging. De hertogen van Limburg oefenden grote invloed uit in het Duitse Rijk, vooral bij de Investituurstrijd, waarbij Hendrik I een grote rol speelde. In 1155 werd het Land van 's-Hertogenrade met Limburg verbonden.
In 1285 stierf Ermingard of Irmgard, erfdochter van Limburg, gehuwd met Reinald van Gelre. Met toestemming van de Duitse koning Rudolf van Habsburg nam Reinald bezit van het hertogdom Limburg, maar vond daarbij een tegenstander in Adolf van Berg, zoon van de broer van de laatste hertog. Deze rivaal droeg zijn rechten over op de hertog van Brabant, terwijl Luxemburg de rechten van Reinald van Gelre verwierf. Deze strijd werd uitgevochten bij de Slag bij Woeringen op 5 juni] 1288. Hertog Jan I van Brabant werd daar de winnaar en verwierf zo het hertogdom Limburg.

##### De Landen van Overmaas
De Landen van Overmaas ontstonden toen de Landen van Dalhem, Valkenburg en 's-Hertogenrade (Herzogenrath) in de loop van de 13e eeuw door het hertogdom Brabant werden verworven. In 1244 verwierf hertog Hendrik I van Brabant het graafschap Dalhem (Daelhem). Brabant stelde door de overwinning in de Slag bij Woeringen in 1288 het bezit van het hertogdom Limburg veilig. Dat was toen al in personele unie met 's-Hertogenrade verenigd. In 1347 verwierf Brabant nog het Land van Valkenburg. Vanuit Brabants perspectief kregen ze de naam Overmaas. Deze naam werd in politieke zin door de bestuurders van het hertogdom Brabant toegepast, als men sprak over de hele regio. De aparte landjes handhaafden echter tot in de 18e eeuw hun eigen benaming. Elk van deze drie landen had een eigen statenvergadering, bestaande uit de ridderschap en vertegenwoordigers van de schepenbanken; in Dalhem kwam daar nog de abt van de Abdij van Godsdal (Valdieu) bij; in 's Hertogenrade de abt van Kloosterrade (Rolduc). In 1473 verenigden de Overmazers en de Limburgers hun Staten tot de Staten van Limburg en de Landen van Overmaas en zetelden aldus in de Staten-Generaal van de Nederlanden. De bestuurlijke taal was het Nederlands. Met name Dalhem onderging vanwege zijn ligging een sterke invloed vanuit het hertogdom Limburg. De overige landjes ondergingen vanaf de 13e eeuw een sterke invloed vanuit Brabant.

##### Brabant
Brabant verkreeg in 1204 met het prinsbisdom Luik de overheidsrechten over Maastricht en in 1288 versloeg Jan I van Brabant in de Slag bij Woeringen de Keulse aartsbisschop en won daarmee het hertogdom Limburg, waarmee een einde kwam aan de Limburgse Successieoorlog. Brabant was vanaf toen het machtigste gebied in de Nederlanden, terwijl Vlaanderen steeds meer te kampen had met de toenemende macht van de Franse leenheer en de economische crisis.

#### IJsselsteden
De voornaamste handelsteden in de Noordelijke Nederlanden waren aanvankelijk de IJsselsteden en Tiel dat in de 11e eeuw de belangrijkste handelsplaats was. Tiel was lange tijd de voornaamste stad voor de handel op Engeland. In Londen genoten kooplieden uit de stad speciale bescherming als homines imperatoris, mannen van de keizer. In de 12e eeuw kreeg Tiel te maken met de concurrentie van Keulen. Met hoge tolheffingen werd geprobeerd nieuwkomers zoals Lübeck te verdrijven, maar uiteindelijk verloor Tiel zijn positie, mede doordat de zeeschepen groter werden, waardoor plaatsen als Dordrecht gunstiger gelegen waren.

#### Sticht Utrecht en Oversticht
Nadat de bisschoppen van Utrecht onder druk van de Noormannen zo'n 65 jaar in Deventer hadden geresideerd, vestigde bisschop Balderik zich weer in Utrecht. Hij repareerde de muren van het Romeinse fort en herstelde de kerkelijke gebouwen. Nadat de Nederlanden als Lotharingen in 925 aan het Duitse Rijk was vervallen, ontstond er een innige band tussen Utrecht en de keizer. Balderik was waarschijnlijk niet door de keizer aangesteld, maar hij kreeg nu te maken met het Rijkskerkenstelsel, ingevoerd door keizer Otto I. Otto wist Balderik voor zich te winnen door hem zijn zoon te laten opvoeden en vele schenkingen aan het bisdom. In deze tijd profiteerde Utrecht ook van de ondergang van Dorestad: voor het eerst ontstond er een belangrijke handelswijk, Stathe genaamd.
In 1122 kreeg Utrecht stadsrechten van de bisschop. De burgers mochten nu een muur om de stad bouwen. De singels werden aangelegd. De stad werd welvarend en er ontstond een netwerk van straten binnen de muren en de welgestelden bouwden volop stenen huizen. In die tijd had Utrecht een voorsprong op andere Nederlandse steden, waar stenen woningen nog zeldzaam waren. Het was als bisschopszetel en grootste stad van de Noordelijke Nederlanden het belangrijkste culturele centrum van Nederland.
Na het Concordaat van Worms van 1122 verloor Utrecht echter de steun van de keizer en daardoor gezag. Het raakte gebied kwijt aan Holland en Gelre. Groningen en Drenthe maakten dan wel officieel deel uit van het Oversticht, maar onttrokken zich, met name na de Slag bij Ane (1227), steeds meer aan het bisschoppelijk gezag.

#### Groningen en Friesland
Het meest noordelijke deel van het huidige Nederland maakte in deze periode een geheel eigen ontwikkeling door, een ontwikkeling die mede bepaald zal zijn door de excentrieke ligging. Uit 1040 stamt de eerste schriftelijke verwijzing naar de stad Groningen: Villa Cruoninga, een plaats in Drenthe. Groningen moet van oorsprong een Drents dorp geweest zijn. Als zodanig hoorde de stad en de directe omgeving zowel kerkelijk als bestuurlijk tot het bisdom Utrecht. De huidige provincie Groningen, de Ommelanden, behoorde grotendeels tot het bisdom Münster. Westerwolde en een deel van het Reiderland hoorden kerkelijk bij het bisdom Osnabrück. De Ommelanden werden, net als Oost-Friesland samen met de huidige provincie gerekend tot Friesland.
De stad Groningen was geen rustig bezit voor het bisdom Utrecht. Tijdens de heerschappij van bisschop Hartbert van Bierum ontstond een opstand in de stad Groningen. Nadat de bisschop deze opstand had neergeslagen, maakten de bisschop en de stad een afspraak geen muur rondom de stad te bouwen. Een afspraak waar de Stadjers zich niet lang aan hielden. De bisschop verdeelde grofweg zijn grondgebied onder zijn familie. Zijn oudere broer Ludolf werd de prefect van de stad, zijn jongere broer Leffart kreeg het Huis te Coevorden in het zuidoosten van Drenthe en daarmee de controle over de enige weg door het Bourtangermoeras van Drenthe naar Duitsland.

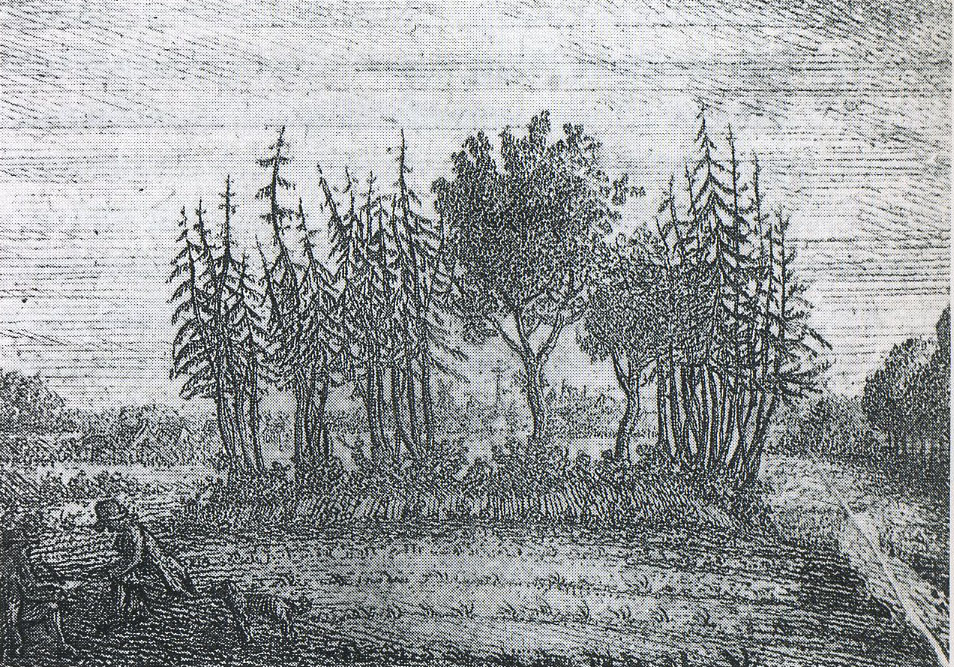
Oudste afbeelding van de Opstalboom

In Friesland kwamen in deze periode met name de kloosters op als bindende factor naast de lokale adel. Het belangrijkste klooster, Aduard werd gesticht in 1192.
In deze tijd werden de Ommelanden gezien als deel van de Friese landen. Het gebied, met name de landschappen Hunsingo, Fivelingo en het Westerkwartier, werd ook wel Klein Friesland of Friesland tussen Eems en Lauwers genoemd. De Friese landen waren staatkundig niet echt een eenheid. Wel was er een beweging om tot enige regulering te komen wat gebeurde op de dinsdag na Pinksteren bij de opstalboom bij Aurich. Hier kwamen jaarlijks vertegenwoordigers uit de verschillende Friese gebieden bijeen om te vergaderen en zo mogelijk eenheid te brengen in de verschillende landrechten.
Ondanks alle twisten handhaafde de Friese handel zich. Stavoren was in deze tijd de belangrijkste Friese stad en kon redelijk onafhankelijk blijven van de Hanze, waar het pas in 1385 lid van werd. De aanvallen van de graven van Holland en de onenigheid tussen de Schieringers en Vetkopers zorgden voor de Friese neergang. In de 11e en de 12e eeuw verplaatste de handel zich naar Noord-Duitsland en de Oostzee. Friesland en Groningen werden geregeerd door de lagere adel.

#### Holland en Zeeland
In het noorden rond de Abdij van Egmond ontstond na het terugdringen van de Vikingen een apart graafschap, Holland, aanvankelijk nog Friesland geheten. Door watersnoden in de 11e en 12e eeuw ontstond echter steeds meer een geografische eenheid onafhankelijk van Friesland, zodat de toenmalige graaf van Friesland Dirk V de naam veranderde van Friesland in het Graafschap Holland. Aanvankelijk was dit Kennemerland en Rijnland, na een eeuwenlange strijd viel na de Slag bij Vronen in 1297 ook West-Friesland definitief hieronder.
De groei in de Noordelijke Nederlanden ging aanvankelijk langzaam. In de Vroege Middeleeuwen waren er nog geen steden in Holland en Zeeland. Ook namen deze gebieden vrijwel geen deel aan de handel tussen noord en zuid. Slechts de duinen, geestgronden, wat kleibanken bij de Oude Rijn en delen van Walcheren waren bewoonbaar. In de 12e eeuw begon dit pas echt te veranderen; toen werden de veenstreken achter de geestgronden ontgonnen. Ook werd er in Zeeland nu veel ingepolderd in opdracht van de Vlaamse abdijen die Zeeland grotendeels in handen hadden. Langzaam werd Holland machtiger. In 1018 wist Dirk III van Holland in de Slag bij Vlaardingen alle troepen van keizer Hendrik II te verslaan.
In de Late Middeleeuwen waren er slechts enkele Hanzesteden in de Noordelijke Nederlanden, deze waren bovendien van minder belang. Voor de Hanze was dit gebied slechts interessant om naar Vlaanderen en Engeland te reizen zonder daarvoor over open zee te hoeven varen. Hiertoe verleende Willem II van Holland hun in 1243 vrije doorgang door zijn landen. Echte steden waren er in Holland pas vanaf de 13e eeuw. Kleine nederzettingen kregen privileges, stadsrechten, die de handel moesten stimuleren en zo de inkomsten van de graaf moesten vergroten, een strategie die vooral door Willem I gevolgd werd. Deze steden waren dus aanvankelijk kunstmatiger dan ten zuiden van de rivieren, waar steden groeiden uit nederzettingen die hun belang haalden uit het feit dat ze op knooppunten van handel lagen. Floris V van Holland gaf de Hanze de eerste privileges in Dordrecht in 1277. In Holland ontbrak het aanvankelijk aan de ervaring, organisatie en financiële middelen om te kunnen wedijveren met de Hanze. Zo arriveerden de eerste geldwisselaars uit Lombardije (lommerds) pas in 1260, waar zij naar aanleiding van het [[consilie van Lyon] werden verbannen om pas in 1283 terug te keren. De Hanze had ondertussen een handelsnetwerk opgebouwd van Vlaanderen tot Rusland met een goed functionerend kredietsysteem, hoewel ook Dordrecht al gebruik maakte van krediet in de handel met de Baltische staten vanaf in ieder geval 1284.
In de 13e eeuw werd Utrecht voor korte tijd het handelscentrum voor de Noordelijke Nederlanden. Hier werd vis en zout verhandeld voor wijn en andere producten. Ook hadden zij al rond 1250 een visserijkolonie (vitte, een handelsconcessie waarbij men een afgebakend stuk grond kreeg toegewezen) op Schonen. De sterke positie was gebaseerd op de kanalen die de Lek en de Vecht verbonden met Zeeland, maar door verzilting van deze kanalen verloor Utrecht deze positie. Na de enorme Sint-Luciavloed in 1287, waarbij waarschijnlijk meer dan 50.000 mensen omkwamen en West Friesland definitief werd gescheiden van het huidige Friesland, waren er veel kleine plaatsen die plotseling toegang tot zee hadden, zoals Amsterdam.
Ook Zeeland kwam grotendeels onder Holland te vallen. Hierover werd echter regelmatig gevochten met Vlaanderen en Brabant. In 1012]] werden door keizer Hendrik II de Zeeuwse eilanden en het gebied dat later de Vier Ambachten zou worden, beleend aan Boudewijn IV. Door de Investituurstrijd viel het gebied vanaf 1076 echter onder de graaf van Holland, als leen van Vlaanderen. Dit leidde tot verschillende schermutselingen tussen Floris III en Filips van de Elzas. Floris III begon tol te heffen bij Geervliet wat de Vlaamse handel op het Rijnland belemmerde. Daarnaast liet hij Vlaamse schepen kapen en maakte met de heer van Beveren aanspraak op het Waasland. Filips van de Elzas greep in 1158 in en Floris III moest zich onderwerpen aan Filips. In 1166 stelde Floris III de tol bij Geervliet weer in, waarop Filips wederom ingreep en Floris gevangennam. Deze moest hierdoor het in 1167 overeengekomen Verdrag van Brugge accepteren, waardoor de Vlaamse kooplui in Holland rechten kregen over Zeeland. Dit verdrag bepaalde de situatie in Zeeland voor meer dan een eeuw. In de 12e eeuw had Vlaanderen dus de overhand, maar met het groeien van de Hollandse macht verschoof dit in de 13e eeuw.
In 1253 kwam het tot de Slag bij Westkapelle, wat ook een onderdeel was van de Vlaams-Henegouwse Successieoorlog. Gwijde van Dampierre leed hierbij een nederlaag in de strijd met zijn halfbroers Jan en Boudewijn van Avesnes. Op 2 oktober 1256 wist Otto II van Gelre Margaretha II van Vlaanderen en Floris de Voogd tot het Verdrag van Brussel te bewegen, waarbij Zeeland aan Holland toekwam. Haar zoon, Gwijde van Dampierre, bleef dit echter aanvechten.

#### Gelre, Kleef en Gulik
In het oosten van de Nederlanden vonden er door de eeuwen heen ingewikkelde wisselingen plaats in het eigendom van de lenen van de keizer.

##### Gelre
Het graafschap Zutphen kwam op als graafschap na de dood van Balderik in het begin van de 11e eeuw. Het was feitelijk een voortzetting van de oude gouw Hamaland. Het graafschap Zutphen werd in de 11e eeuw leengoed van de bisschop van Utrecht.
In 1021 verkreeg Gerard I Flamens in Wassenberg van keizer Hendrik II het land van Gelre. Hendrik I van Gelre erfde in 1138 het graafschap Zutphen van zijn moeder Ermgard van Zutphen. In 1248 verwierf graaf Otto II vanwege zijn hulp aan Rooms-koning Willem II de rijksstad Nijmegen.
Gelre bestond toen uit vier kwartieren, het kwartier van Nijmegen, het graafschap Zutphen, het kwartier van Veluwe, ten koste van de bisschop van Utrecht, en het Overkwartier of Opper-Gelre. Aan de Gelderse gebiedsuitbreiding kwam onder Reinald I een einde met de Slag bij Woeringen in 1288. Reinald II huwde echter met de zuster van Eduard III, de koning van Engeland. Door diens bemiddeling werd Gelre in 1339 door keizer Lodewijk de Beier tot hertogdom verheven.
Nadat Gelre een hertogdom was geworden, ontbrandde onder Reinald III de strijd tussen de Heeckerens, gesteund door Reinald, en de Bronckhorsten, gesteund door Reinalds broer Eduard. Bij de Slag bij Tiel van 1361 werd Reinald gevangengenomen en werd Eduard hertog. In 1371 sneuvelde Eduard echter en Reinald hersteld, maar deze stierf nog in hetzelfde jaar, waarmee het Huis Gelre uitstierf.

##### Gulik
Gulik was oorspronkelijk een Romeinse pleisterplaats aan de rivier de Roer. Later vestigden de Franken zich er en werd Gulik de hoofdplaats van een graafschap. Rond 900 werden het ambt en de titel graaf erfelijk. Gerard van de Metzgau, een van de eerste graven, hielp in 900 koning Zwentibold van Lotharingen te verslaan en trouwde vervolgens met diens weduwe, Oda van Saksen. Het bezit en de rijkdom van het graafschap werd door een ander huwelijk in 1172 zeer vergroot.
De stad Gulik raakte ook betrokken in conflicten over de troonopvolging in het Heilige Roomse Rijk en werd hierbij eerst door de keizer in 1114, en precies een eeuw later door de koning verwoest. De stad kreeg daarna te maken met de veroveringsdrang van Keulse aartsbisschoppen, met wie de graven een eeuw lang strijd voerden. Bisschop Koenraad verwoestte de stad nog een keer in 1239, en diens opvolger Siegfried deed dat in 1278.
Dat de graven een geschikte huwelijkspolitiek voerden bleek opnieuw in 1266, toen Willem V van Gulik trouwde met Maria, een dochter van Gwijde van Dampierre en Mathilde van Béthune. Dit resulteerde in een bondgenootschap met het graafschap Vlaanderen. Hij werd, samen met zijn vader Willem IV, in 1278 in Aken gedood tijdens een straatgevecht met oproerige inwoners. Willem werd opgevolgd door zijn broer Walram. Deze stond in 1288 tijdens de Slag bij Woeringen tegen Keulen aan de kant van de overwinnaars, Brabant, waardoor het graafschap definitief onafhankelijk bleef.
De zoon van Willem V, Willem van Gulik, speelde een belangrijke rol bij het verzet van de Vlamingen tegen de annexatiepolitiek van de Franse koning Filips de Schone. Hij was hun leidsman tijdens de Guldensporenslag. Hij stond aan het hoofd van de Vlaamse troepen in een nieuwe, ditmaal verloren confrontatie met de Fransen in de Slag bij Pevelenberg in 1304, waar hij sneuvelde.
In de eeuwen daarna wisten de heren van Gulik door huwelijken en erfopvolging hun macht steeds te vergroten. In 1356 werd het graafschap een hertogdom.

##### Gelre en Gulik
Maria, de dochter van Reinald III van Gelre, was getrouwd met de hertog van Gulik. Toen Reinald in 1371 stierf zonder mannelijke erfgenaam, volgde de Gelderse Successieoorlog. Deze leidde er in 1383 toe dat Maria's zoon Willem van Gulik hertog werd. Vanaf 1393 was hij tevens hertog van Gulik. In 1402 stierf hij kinderloos en kwam Gelre in handen van zijn broer Reinoud IV van Gelre. Nadat ook deze in 1423 kinderloos was gestorven, werden Gelre en Gulik weer gescheiden. In 1423 werd hertogdom Gulik verenigd met het hertogdom Berg aan de rechterzijde van de Rijn en ging het Land van Gulik een nieuwe fase in.

##### Gelre onder Bourgondië
Edelen en steden erkenden een achterneef van Reinald, Arnold van Egmond als opvolger. Deze raakte verwikkeld in een strijd met zijn zoon Adolf, werd op zijn slot in Grave overrompeld en in Buren gevangengezet, waarna Adolf het bewind overnam.
In 1473 kwam Gelre in handen van de Bourgondische hertog Karel de Stoute. Nadat deze in 1477 was gesneuveld werd hij opgevolgd door zijn enige dochter Maria van Bourgondië. Zij huwde in hetzelfde jaar Maximiliaan I van Oostenrijk. Hun zoon Filips de Schone kreeg in 1482 Gelre in handen.
Tegen deze overheersing bleef verzet bestaan en in 1493 werd Gelre weer zelfstandig. Onder Karel van Gelre verzette het hertogdom zich succesvol tegen de Habsburgse hegemonie in de Nederlanden. Met zijn veldheer Maarten van Rossum voerde hij de Gelderse Oorlogen en wist in 1522/1523 Groningen, Drenthe en Friesland onder zijn controle te brengen. Zijn legerleider Maarten van Rossum plunderde in 1528 zelfs Den Haag, maar daarmee ging hij volgens Karel V en Margaretha van Oostenrijk over de schreef. Zij brachten een grote troepenmacht op de been en nog in datzelfde jaar werd de voor Gelre ongunstige Vrede van Gorinchem gesloten.

##### Kleef
Kleef, oorspronkelijk een graafschap, was in het bezit van de graven van Teisterbant en werd rond 1100 een rijksleen. Vanaf 1368 waren de graven van Mark ook hertog van Kleef. Kleef werd in 1417 een hertogdom. Kleef lag als een wig tussen Opper-Gelre en de overige kwartieren van Gelre.

##### Gelre, Gulik, Kleef, Berg en Mark
In 1521 verenigde Johan III het hertogdom Kleef en het graafschap Mark met Gulik en Berg. De stad Gulik was toen niet langer meer de hoofdstad van het land.
Na het overlijden van Karel van Gelre in 1538 werd hertog Willem van Kleef en Gulik tevens hertog van Gelre. Ook hij verzette zich tegen de Habsburgse heerser Karel V, maar moest bij het Traktaat van Venlo in 1543 Gelre afstaan aan Karel V.
In 1785 werd Gulik en Berg bijna verenigd met de Spaanse Nederlanden in ruil voor Beieren.

#### Prinsbisdom Luik
Het prinsbisdom Luik was oorspronkelijk een bisdom waarover bisschop Notger in 980 van de keizer Otto II de heerlijke rechten kreeg en dus naast de geestelijke macht ook de wereldlijke macht kon uitoefenen. Vanaf dat ogenblik werd een deel van het bisdom Luik een prinsbisdom en genoot immuniteit, onder bescherming van de keizer. Het was hiermee de facto een semi-zelfstandig land geworden.
In 817 omvatte het bisdom al de plaatsen Tongeren, Maastricht, Hoei, Dinant, Ciney en de abdij van Saint-Hubert. De Noormannen verwoestten het gebied in 820 voor de eerste keer. Het domein van Theux werd in 898 door Zwentibold, koning van Lotharingen, aan de bisschop van Luik geschonken. Het werd in 985 door keizer Otto II uitgebreid met het graafschap Hoei. In de 12e eeuw werd deze heerlijkheid het markgraafschap Franchimont. Het hertogdom Bouillon werd in 1096 gekocht van Godfried V – die geld nodig had om zijn kruistocht te bekostigen – en bleef een apart deel van het prinsdom tot 1678.
In 1366 annexeerde Jan van Arkel het graafschap Loon na de dood van Lodewijk IV van Loon, maar toch behield het graafschap een grote autonomie. Zo kon de prins-bisschop niet zomaar belastingen innen of verhogen en moest hij bij zijn aantreden de oude privileges van Loon erkennen.
De Bourgondiërs slaagden er niet in om Luik toe te voegen aan hun bezittingen, maar het lukte hun wel om prins-bisschoppen te installeren die hun goed gezind waren, zoals Lodewijk van Bourbon. Het conflict leidde er anderzijds toe dat Karel de Stoute de stad Luik in 1468 platbrandde en een groot deel van de bevolking werd uitgemoord.

#### Luxemburg

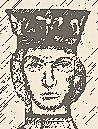
Siegfried, stichter van Luxemburg

Het gewest Luxemburg ontstond als Duits leen in 963 vergeven aan een graaf Siegfried, die de stamvader van het huis Luxemburg was.
Oorspronkelijk was Lucilinburhuc niet meer dan een fort, waar de huidige stad Luxemburg is gelegen, samen met enige gebieden aan de Sûre en de Alzette. Spoedig kwamen de abdijen van Stavelot en Echternach ook onder invloed van de vorst van Luxemburg. In 1136 stierf het eerste huis Luxemburg uit met Koenraad II en erfde Hendrik de Blinde, graaf van Namen, het graafschap Luxemburg, dat daarmee tijdelijk een vereniging met het graafschap Namen aanging.
Deze eenheid hield geen stand, want toen Hendrik op ruim 80-jarige leeftijd stierf, werd de erfenis van zijn 10-jarige dochter Ermesinde II van Namen en Luxemburg betwist door haar achterneef Filips van Henegouwen. Het uiteindelijk resultaat van deze strijd was een schikking, waarbij in 1199 Namen werd toegewezen aan Filips, terwijl Ermesinde en haar echtgenoot Theobald I van Bar de graafschappen Luxemburg, La Roche en Durbuy tezamen met de abdijen mochten houden. Na de dood van Theobald huwde Ermesinde met Walram III van Limburg, waardoor haar zoon Hendrik V ook het graafschap Aarlen zou erven. Hiermee ging een groot deel van de huidige Belgische provincie Luxemburg tot het graafschap behoren.

## Late Middeleeuwen

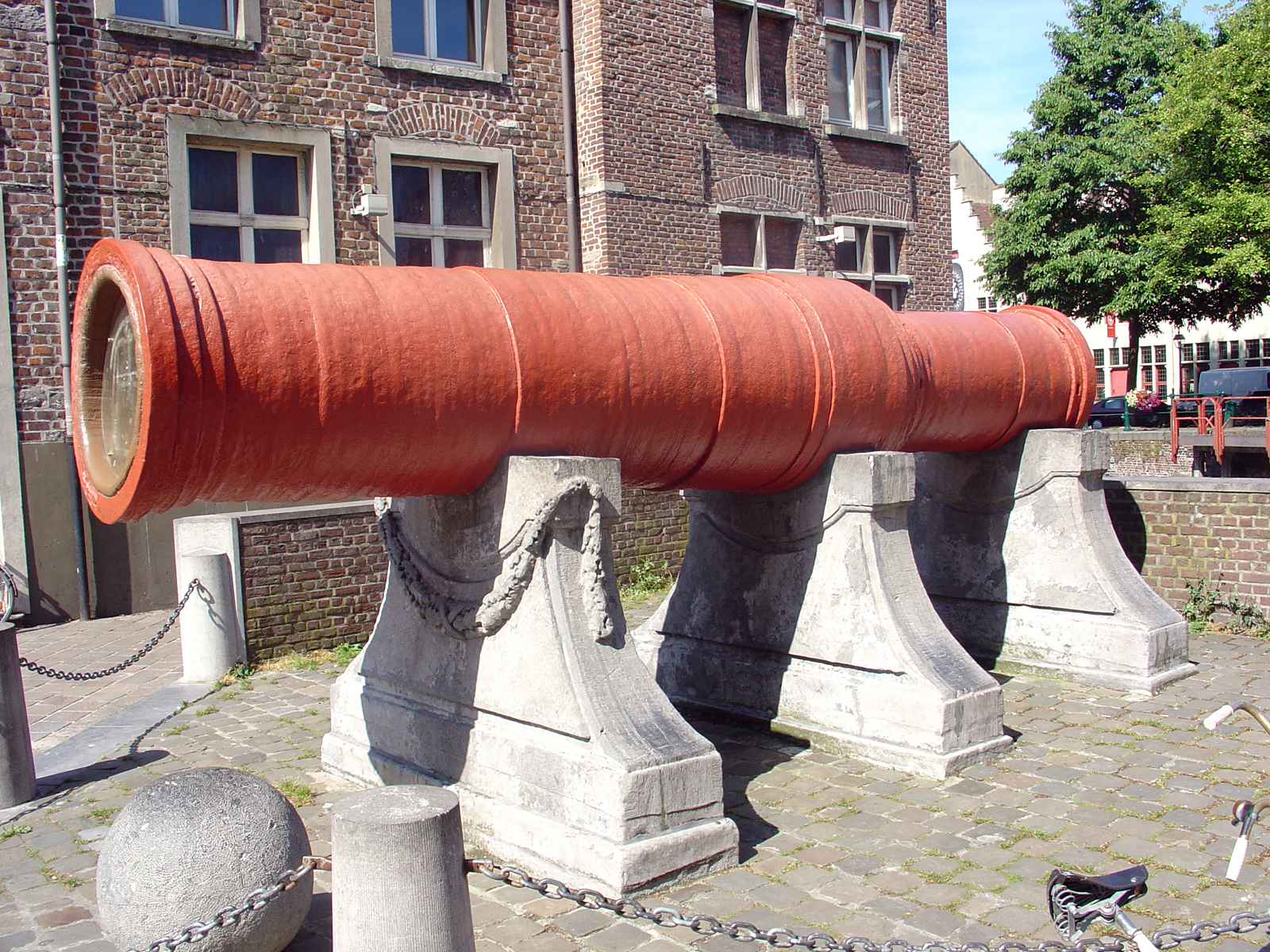
De Dulle Griet, een bombarde uit 1431

De Late Middeleeuwen waren niet enkel voor de Nederlanden, maar voor nagenoeg heel Europa een periode van crisis in velerlei opzicht. In economisch opzicht was er zelfs sprake van een algemene malaise die tot ~1475 duurde. Voor de Nederlanden ging dit echter niet op en was er eerder sprake van economische expansie. Wel waren de jaren 1438 en 1439 jaren van zware crisis en torenhoge graanprijzen. Ook het decennium van 1482 tot 1494 was ongunstig, en daardoor politiek onrustig. Daarnaast kenmerkte deze periode zich door een sterke verstedelijking in Europa, een heropleving van de geldhandel en het afbrokkelen van de feodaliteit.
De feodale economie had haar hoogtepunt qua landbouwproductiviteit bereikt rond 1150. Daarna stagneerde de productie, omdat de beloning die de edelen de boeren boden voor hun arbeid - bescherming tegen andere heren - de laatsten niet kon aanzetten tot de grotere productie die nodig was om de groeiende bevolking te voeden. Als gevolg daarvan ontstonden hongersnoden, te beginnen die van 1315]-1317. Voor veel grondbezitters was de landbouw niet langer rendabel nadat de prijzen van graan en akkers waren gedaald terwijl die van nijverheidsproducten was gestegen, met als gevolg dat landerijen en hele dorpen werden opgegeven, de zogeheten Wüstungen. De grote pestepidemie van 1347-1354 kostte daarna misschien een derde van de Europese bevolking het leven, maar drong in de Nederlanden slechts op een aantal plaatsen door, onder meer in Doornik en Deventer. Hierna werd Vlaanderen nog wel getroffen door de pestepidemieën van 1358-1360, 1368-1371, 1400 en 1431, elders in de Nederlanden woedde de ziekte vooral in de periode 1382-1384. Dorpen en landerijen werden niet zo massaal opgegeven als op sommige plekken elders in West-Europa gebeurde. Alleen in de Gaume (Belgisch Luxemburg) werden in de 14e en 15e eeuw in totaal zes gehuchten volledig verlaten.
Boeren kwamen in deze tijd tegen hun onderdrukkers in opstand: van 1323 tot 1328 vond in de Lage Landen de Opstand van Kust-Vlaanderen plaats. De hieruit voortkomende boerenrepublieken was doorgaans echter maar een kort leven beschoren.
In de steden van West-Europa begonnen middelgrote boeren en afgezanten van handelaars uit het Middellandse Zeegebied een klasse van kooplieden te vormen. De steden namen het economische voortouw, vooral in de handel. Een Europese economie ontstond. Nijverheid zoals bierbrouwerijen en textielnijverheid was ook van groot belang. Er waren soms opstanden tegen het gezag, zoals die onder Jacob van Artevelde in Gent in 1337.
De Honderdjarige Oorlog, die duurde van 1337 tot 1453, stortte heel West-Europa in een diepe depressie. Het gevolg was een verarming van de landadel. Militaire ontwikkelingen als de uitvinding van het kanon en grote, professionele infanterie-eenheden bewapend met slagzwaarden en pieken reduceerden de rol van ridders op het slagveld en dreven de kosten van oorlogvoering zo ver op dat deze uiteindelijk alleen nog voor de hoogste heren betaalbaar was.
De val van Constantinopel in 1453 bracht een vluchtelingenstroom van intellectuelen op gang. Zij vluchtten vanuit het nu gevallen Byzantijnse Rijk naar vooral de steden in Italië. Deze vormde een belangrijke stimulans voor de renaissance, een culturele en wetenschappelijke ontwikkeling die Italië al sinds circa 1300 onderging, en die zich in de komende twee eeuwen over Europa zou verspreiden. De renaissance in de Nederlanden is ook hieruit voortgevloeid.

### Verstedelijking
De verstedelijking stelde de bevolking voor nieuwe uitdagingen en bracht een groot aantal veranderingen teweeg op cultureel, sociaal, economisch en politiek gebied. Zo verving de onderlinge solidariteit van de klassen langzaam de familiebanden en maakte ruilhandel plaats voor een marktsysteem dat gebruik maakte van geld. Politiek gezien werden de steden in West-Europa een machtsfactor doordat vorsten de steden nodig hadden vanwege de belastingen.
Met het groeien van de steden groeide ook de kwetsbaarheid voor bedreigingen als ziektes en vuur. Zo zijn steden lange tijd zwarte gaten met een sterfteoverschot geweest, waarbij in-migratie vanaf het omringende platteland voor compensatie moest zorgen. Het probleem van ziektes werd pas opgelost met de sanitaire revolutie van de 19e eeuw, maar brandpreventie werd onder meer verbeterd door het proces van verstening dat vanaf de 13e eeuw langzaam inzette.

### Wetenschap

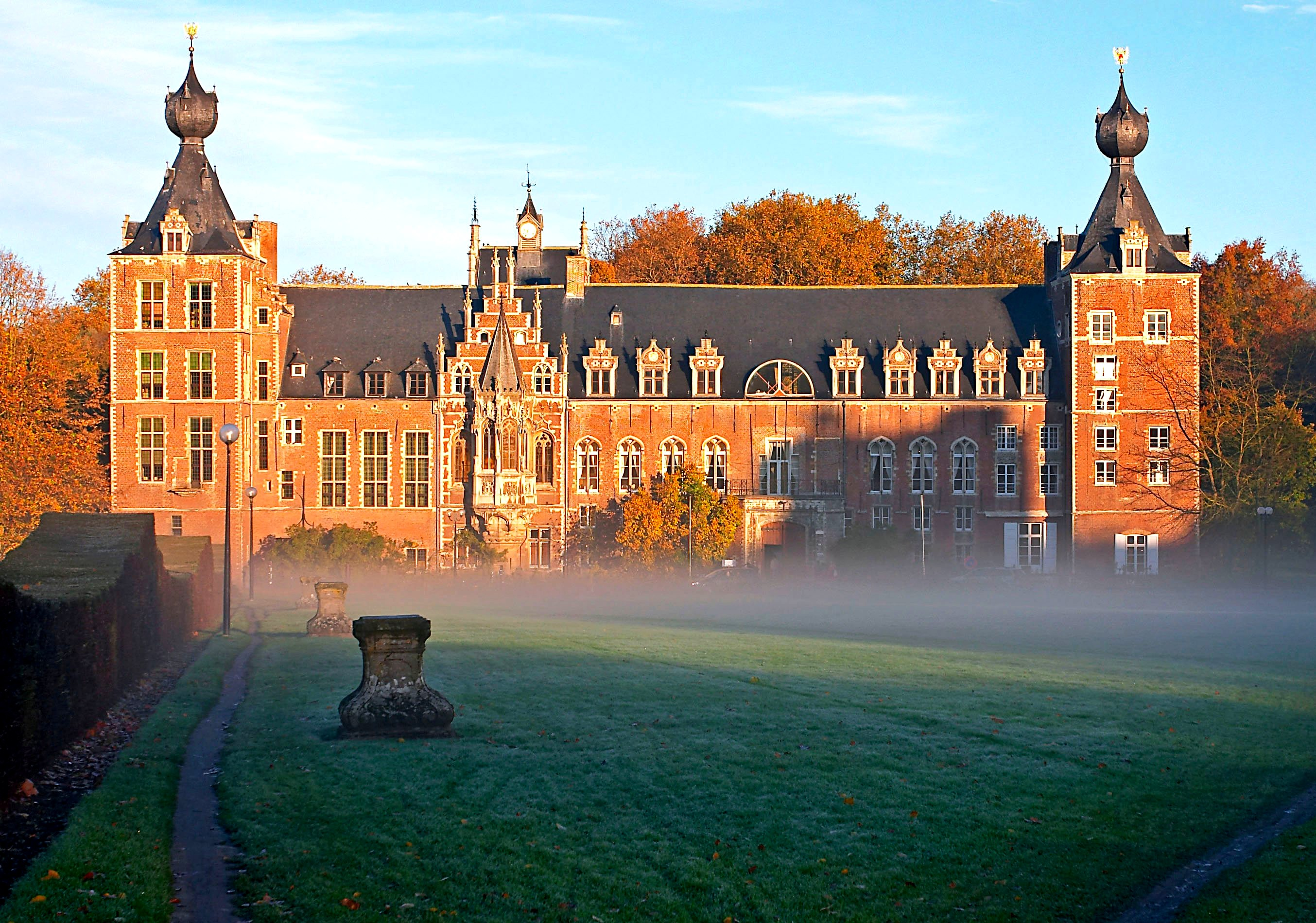
De universiteit van Leuven, in 1425 de eerste in de Nederlanden

De eerste tekenen van de Renaissance zijn te zien in de beschaving van West-Europa. De Renaissance van de 12e eeuw ging op geestelijk gebied gepaard met een sterke opleving van de wetenschap. Na 1200 leerden ook koopmanszonen op de kloosterscholen lezen, schrijven en rekenen. Veel van deze niet-geestelijke geschoolde burgers kregen een baan in de handel of het bestuur. Halverwege de 12e eeuw ontstonden uit de kathedraalscholen van Bologna en Parijs de eerste universiteiten. Studenten konden zich daar specialiseren in geneeskunde, recht of theologie. Vanuit de Nederlanden ging men ook naar Sorbonne in Parijs. Deze opleving van de wetenschap zorgde ervoor dat in korte tijd de hoofdwerken van Arabische en Griekse filosofen en zuiver wetenschappelijke teksten in het Latijn werden vertaald. Tegen 1200 beschikte men in het Westen slechts over een beperkt aantal van de hoofdwerken van Aristoteles in vertaling, die als de tolk van de natuurlijke orde werd beschouwd. De dominicaan Willem van Moerbeke en anderen vertaalden in de eerste helft van de 13e eeuw de rest van Aristoteles' oeuvre.

### Boekdrukkunst
De uitvinding van de boekdrukkunst met losse letters was een mijlpaal in de Europese geschiedenis. In het begin van de 15e eeuw werden blokboeken gemaakt. Tekst en afbeeldingen werden in hout uitgesneden, waarna ze handmatig konden worden afgedrukt. Een kalenderblad voor het jaar 1448, gezet met loden letters, is bewaard gebleven. Het zou het werk kunnen zijn van Johannes Gutenberg, drukker te Mainz, die in 1455 of 1456 de beroemde Gutenbergbijbel vervaardigde.
Voor de traditie om deze uitvinding toe te schrijven aan Laurens Janszoon Coster ontbreekt ieder bewijs. De enige bron hiervoor is een verhaal van Hadrianus Junius, een eeuw later. Wel zijn er veel incunabelen bewaard gebleven die in de Nederlanden gedrukt zijn.
De nieuwe techniek voorzag duidelijk in een behoefte en verbreidde zich snel. In de halve eeuw die volgde werden op diverse plaatsen in Europa drukkerijen ingericht. Het merendeel van de gedrukte teksten, bijbels, devote literatuur en heiligenlevens, had een uitgesproken conservatief karakter. Tegelijkertijd is de reikwijdte van humanisme en Hervorming zonder de drukpers niet te verklaren.

### Kunst en cultuur

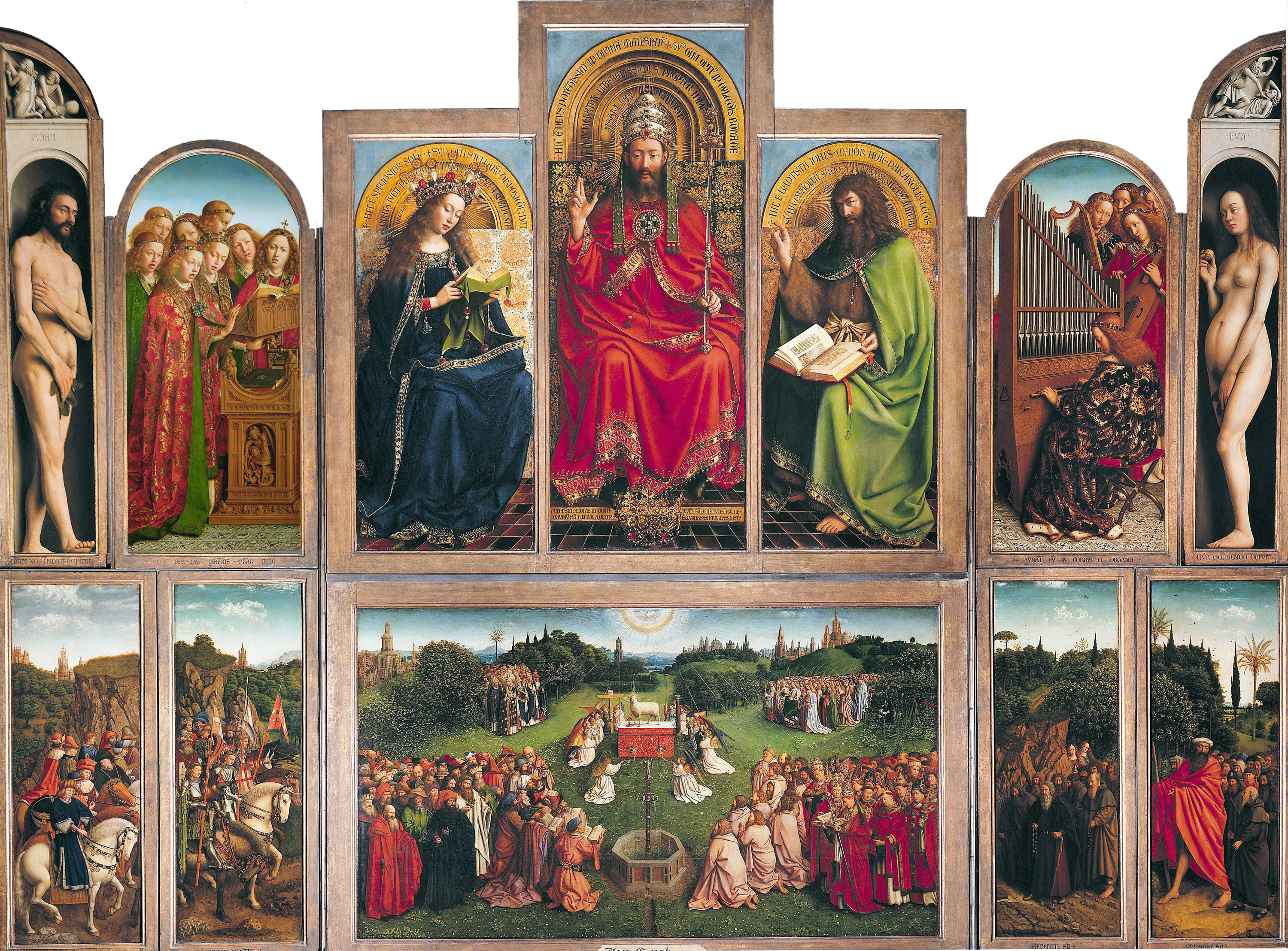
Aanbidding van het Lam Gods, in opdracht van Joos Vijd geschilderd door Jan en Hubert van Eyck

In de bouwkunst werd de gotiek voortgezet. Het aantal decoratieve elementen nam sterk toe. De drang tot imponeren leidde tot het bouwen van steeds hogere torens en grotere kerken. De steden bouwden naast ringmuren en poortgebouwen, die dienden ter verdediging, ook grote openbare gebouwen als teken van hun rijkdom. Een voorbeeld hiervan is de lakenhal te Ieper. Veel van dergelijke gebouwen werden bovendien nog verfraaid met een zogenaamde belfort, een hoge toren.
Het is niet verwonderlijk dat in de kunsten de dood een steeds terugkerend thema was. Wie het kon betalen besteedde grote aandacht aan grafmonumenten. Filips de Stoute, hertog van Bourgondië, schonk grote sommen geld aan het door hem gestichte klooster Champmol bij Dijon om hier zijn mausoleum te laten verrijzen. Het klooster is verwoest, maar de Mozesput, met beeldhouwwerk van Claus Sluter, is bewaard gebleven.
In de Late Middeleeuwen ontstond ook onder leken de gewoonte om dagelijks een verkorte vorm van het koorgebed te bidden, het zogenaamde Kleine Officie van Onze Lieve Vrouw. Hierdoor ontstond er vraag naar zogenaamde getijdenboeken, die voor welgestelde afnemers werden verlucht met schitterende miniaturen. Een onovertroffen hoogtepunt van deze kunst zijn Les très riches heures du duc de Berry, gemaakt voor een broer van de Franse koning door de gebroeders Van Limburg, en het getijdenboek van Turijn dat werd vervaardigd door de gebroeders Van Eyck, maar verloren is gegaan.
De uitvinding van de olieverf stimuleerde de paneelschilderkunst. Kleuren bleven beter houdbaar en behielden hun stralende helderheid. Opdrachtgevers waren de Kerk, vorsten en ook rijke burgers. Gewoonlijk werden de schilderingen geplaatst in een kerk. De opdrachtgevers lieten zichzelf op zijpanelen afbeelden, zodat een triptiek ontstond. Een voorbeeld van een polyptiek is het schitterende Gentse altaarstuk, de Aanbidding van het Lam Gods, in opdracht van Joos Vijd geschilderd door Jan en Hubert van Eyck. Jan van Eyck, de meester onder de Vlaamse primitieven, schilderde ook portretten, onder andere het Portret van Giovanni Arnolfini en zijn vrouw.
Zowel het prachtlievende Bourgondische hof als de rijke Zuid-Nederlandse steden verstrekten in de 15e eeuw veel opdrachten, wat veel kunstenaars aantrok. Tot de Vlaamse meesters behoren Rogier van der Weyden, Dirc Bouts en de Duitser Hans Memlinc.

### Vlaanderen
Het huis Avesnes heerste vanaf 1299 in een personele unie ook over de graafschappen Zeeland en Holland. Floris V van Holland had de macht en aanzien van Holland enorm vergroot, maar het ging fout toen Floris zijn bondgenoot Eduard I van Engeland in 1296 wegens een conflict over de wolhandel aan de kant zette ten gunste van de Franse bondgenoot. De Engelse koning zou enkele ontevreden edelen hebben gevraagd hem gevangen te nemen. Tijdens een valkenjacht werd Floris gevangengenomen door Gijsbrecht van Amstel, Herman van Woerden en Gerard van Velsen. Het nieuws van zijn gevangenneming lekte echter snel uit en onder het volk, waar Floris erg populair was, ontwikkelde zich het plan hem te bevrijden. Toen de edelen met hun gevangene op 27 juni 1296 het Muiderslot verlieten, kwamen ze in Muiderberg een groep Gooilanders uit Naarden tegen. Hierop reed Gerard van Velsen terug, trok zijn zwaard en vermoordde graaf Floris, die op zijn paard vastgebonden geen weerstand kon bieden. Vervolgens namen de ontvoerders de vlucht.
Jan I van Holland keerde hierna terug uit Engeland, waar hij opgegroeid was aan het hof van Eduard en getrouwd met diens dochter Elizabeth. Eduard stelde in de Vlaamsgezinde Jan III van Renesse en de Engelsgezinde Wolfert I van Borselen aan als regenten. Op 30 april 1297 droeg Jan het bestuur echter over aan Wolfert I van Borselen. Na een conflict met het stadsbestuur van Dordrecht werd Van Borselen op 1 augustus 1299 vermoord. Hierna benoemden de steden Jan II van Avesnes, graaf van Henegouwen als regent en op 27 oktober 1299 droeg Jan I de regering voor een periode van 5 jaar aan hem over. Twee weken later stierf Jan, 15 jaar oud, en met hem stierf ook het Hollandse huis uit. Jan van Avesnes, die diens naaste mannelijke erfgenaam was, werd na diens dood in 1299 graaf van Holland. Voortaan was Holland in een personele unie met Henegouwen verenigd onder het Henegouwse huis.
In 1300/1301 wist Jan van Avesnes de Franse successen in Vlaanderen uit te buiten om zijn positie te consolideren. Hij versloeg de Zeeuwse opstandelingen en maakte zijn broer Gwijde van Avesnes tot bisschop van Utrecht in 1301.
De strijd tussen Engeland en Frankrijk had grote invloed op Vlaanderen. Als Franse leen was het graafschap verbonden met de zuiderburen, maar economisch was het via vooral de wolhandel verbonden met Engeland. In 1297 vond graaf Gwijde van Dampierre een bondgenoot in de kooplieden en verzette zich tegen de Franse invloed in Vlaanderen en sloot een militair verbond met Engeland. In 1300 was het Franse geduld op en Filips de Schone liet Vlaanderen bezetten en annexeren met hulp van Fransgezinde stadsbesturen (leliaards). Graaf Gwijde werd gevangengezet, maar kon rekenen op steun van de liebaards: adel, ambachtslieden en boeren. Openlijk verzet vond plaats tijdens de Brugse Metten op 18 mei 1302, een bloedige overval van Bruggelingen op Franse troepen die een dag eerder de onrustige stad hadden ingenomen. Het bleek de opmaat voor een bevrijdingsoffensief richting Kortrijk en op 11 juli werden de Fransen bij die stad verslagen in de Guldensporenslag onder leiding van Willem van Gulik, Gwijde van Namen, Phillipus Baelde, Pieter van Belle, en Jan III van Renesse.
Door de rust in het zuiden kon Gwijde van Dampierre, graaf van Vlaanderen, zich richten op zijn oude rivaal, Jan II van Avesnes, graaf van Holland en Henegouwen. Deze had in de Guldensporenslag meegestreden met de Fransen. In februari 1303 werd het offensief in Henegouwen begonnen. Lessen werd op 2 april veroverd en met 22 dorpen in de omgeving in brand gestoken. Als wraak ging de zeventienjarige zoon van Jan van Avesnes, Willem, op plundertocht vanuit Arnemuiden naar Terhofstede op het eiland van Cadzand.
Hierop formeerden de Vlamingen in Sluis een vloot die onder Gwijde van Namen, de zoon van Gwijde van Dampierre, de rechten op Zeeland opeiste. Dit werd gesteund door het Vlaamsgezinde deel van de Zeeuwse edellieden die door Willem van Avesnes waren verbannen. Op 23 april verliet de vloot de haven op weg naar het Sloe, tussen Walcheren en Zuid-Beveland. Jan II van Avesnes liet de verdediging over aan zijn zoon Willem.
De Vlamingen veroverden heel Walcheren en de overige Zeeuwse eilanden. Slechts Zierikzee wist stand te houden. Begin juli werd een wapenstilstand gesloten, waarbij graaf Jan II de eilanden tot aan de Maas afstond aan Gwijde van Namen, met uitzondering van Zierikzee, dat echter niet mocht worden versterkt.
Na wat plundertochten in het noorden van Frankrijk door de Vlamingen zegden zij in het voorjaar van 1304 het bestand op met Holland. De Vlamingen trokken om Zierikzee, Holland en Utrecht binnen, waarna Jan II van Brabant zich bij de Vlamingen aansloot. In maart 1304 brachten zij onder Gwijde van Namen op Duiveland een nederlaag toe aan Jan II van Avesnes zoon, Willem. Bisschop Gwijde van Utrecht werd gevangengenomen en in Utrecht volgde een anti-Hollandse reactie. Holland en Zeeland zelf vielen grotendeels in handen van Gwijde van Namen of van Jan II van Brabant, die zich bij de aanvallers had gevoegd. Utrecht, Leiden en Delft werden ingenomen.
Alleen Dordrecht en Haarlem hielden stand. Witte van Haamstede, de bastaardzoon van graaf Floris V, wist de Hollandse steden echter weer aan de zijde van Willem te brengen, waarna de Vlamingen zich terugtrokken uit Holland. Hierop volgde het Vlaams beleg van Zierikzee. Zierikzee hield stand, maar dreigde te verhongeren.
Ondertussen verliep eind juni het bestand met Frankrijk. De Franse koning, Filips de Schone, had een machtig landleger gevormd, dat begin augustus de zuidgrens van Vlaanderen overstak en via een omweg Doornik bereikte. Een paar weken daarvoor had hij admiraal Reinier Grimaldi naar Holland gestuurd om steun te bieden. Op 10 en 11 augustus vond de Slag bij Zierikzee plaats. Dit resulteerde in een Frans-Hollandse overwinning, waarna de Vlamingen het beleg ophieven. Een week na de slag versloeg het grote landleger van Filips de Schone de Vlamingen in de Slag bij Pevelenberg. Uiteindelijk bij de Vrede van Parijs van 1323 tussen Vlaanderen en Henegouwen/Holland zag de graaf van Vlaanderen af van aanspraken op Zeeland en erkende hij de graaf van Holland als graaf van Zeeland.
Verder hielden Vlaanderen en Brabant zich bijna niet bezig met het noordelijke gebied; de rivieren waren daar een te grote barrière voor, afgezien van wat botsingen tussen Brabant en Gelre ten zuiden van de Waal.
Lodewijk van Male was de laatste autonome graaf van Vlaanderen. Na zijn dood in 1384 bracht zijn dochter en erfgename Margaretha van Male door haar huwelijk met Filips de Stoute het graafschap Vlaanderen onder de feitelijke macht van de Bourgondische hertogen.

### Luxemburg
In 1312 werd graaf Hendrik van Luxemburg keizer en dat versterkte de positie van Luxemburg aanzienlijk. Zijn zoon Jan de Blinde werd door huwelijk ook koning van Bohemen, en daarmee een van de machtigste vorsten in het Duitse Rijk. In 1354 werd het graafschap tot hertogdom verheven en in 1364 werd het graafschap Chiny aan de Semois er bijgekocht. Alleen het hertogdom Bouillon bleef bij Luik.
Latere opvolgers van Jan de Blinde gingen zich zo zeer op Bohemen richten, dat tienmaal groter en volkrijker was dan het hertogdom Luxemburg, dat zij Luxemburg gingen verwaarlozen en verpanden. In 1383 stierf de tak van de familie waaraan het hertogdom verpacht was uit en erfden de Bourgondiërs het hertogdom. De lokale adel aanvaardde dat echter niet en kwam in opstand ten gunste van een zijtak van de Luxemburgse dynastie. De laatste hertogin van deze tak, Elisabeth van Görlitz verbond zich (echtelijk) met het huis Bourgondië en zo werd het hertogdom in 1451 een der gewesten van de Bourgondische Nederlanden. In oppervlak was het zelfs een van de grootste gewesten dat behalve het huidige Groothertogdom Luxemburg en de Belgische provincie van die naam ook bepaalde gebieden in de Eifel omvatte, zoals de omgeving van Bitburg en Stavelot. Het merendeel daarvan werd echter door de schaarsbevolkte Ardennen gevormd, zodat het hertogdom weliswaar strategisch belangrijk was, maar allesbehalve rijk.

### Opkomst van Holland; het Noorden
Na het kinderloos overlijden van Willem IV van Holland tijdens de Slag bij Warns in 1345 werd zijn zuster Margaretha van Beieren gravin dankzij haar echtgenoot, keizer Lodewijk de Beier. Ook Magaretha's zoon, de latere Willem V, kreeg bestuurlijke macht. Tussen moeder en zoon ontstond een conflict om de macht, dat zich snel over Holland verbreidde. In 1349 braken de Hoekse en Kabeljauwse twisten uit, die in totaal bijna honderd jaar zouden duren. Met Willem V begon het Beierse Huis.
Vanaf 1350 begon voor het graafschap Holland, tot dan toe vooral een agrarisch gebied, een periode van economische expansie. Naast kustvisserij waren Hollandse schepen meer en meer betrokken bij handel en goederenvervoer tussen de Hanzesteden, Engeland en de Atlantische kust van Frankrijk. De Leidse lakenindustrie werd een geduchte concurrent van de oudere textielindustrie in Vlaanderen en Brabant. In Haarlem en Delft werd vanaf ~1350 bier gebrouwen voor de export.
Kort voor 1400 ging men ertoe over haring aan boord te kaken. Hierdoor konden Vlaamse en Hollandse haringbuizen voortaan concurreren met de visvangst bij Skäne en werd de hegemonie van de Hanze langzaam gebroken.
De graven van Holland probeerden tevergeefs Dordrecht de positie van Brugge te laten overnemen. Door haar strategische ligging ontwikkelde de stad zich tot een belangrijke stapelplaats met stapelrecht vanaf 1299. Er werd vooral wijn, hout en graan verhandeld. In 1421 kwam Dordrecht ten gevolge van de Sint-Elisabethsvloed op een eiland te liggen. Hierdoor verloor het zijn gunstige ligging. Toen de Hanze tussen 1451 en 1457 opnieuw Vlaanderen blokkeerde, werd niet Dordrecht als nieuwe stapelplaats aangewezen, maar eerst Deventer en later Utrecht, hoewel de kooplieden Amsterdam als centrum van hun activiteit kozen.
Ondanks de Hoekse en Kabeljauwse twisten was er ook in de noordelijke provincies een zekere mate van welvaart in deze periode. Steden als Groningen, Harderwijk, Deventer en Zwolle hadden zich aangesloten bij de Hanze, evenals Kampen, dat zich net zoals Stavoren in een comfortabele positie bevond. De toenemende welvaart had een grotere vraag naar graan tot gevolg en stimuleerde ook de haringvisserij. Hiervoor waren grote hoeveelheden zout, afkomstig uit de landen rond de Oostzee, nodig. De Hanze had op beide producten een monopolie. De meeste bossen waren in de noordelijke Nederlanden al in de 11e eeuw gekapt, zodat veel hout - nodig voor de bouw van huizen en schepen en ook gebruikt als brandstof - eerst uit Duitsland en Frankrijk en later uit Noorwegen en het Oostzeegebied ingevoerd moest worden.
De Hollandse expansie naar het noorden leidde in Friesland tot de twisten tussen de Schieringers en Vetkopers, waarbij de Vetkopers zich verbonden met Holland. De Fries-Hollandse oorlogen verliepen aanvankelijk succesvol voor Holland, maar de Schieringers vochten desondanks door en rond 1414 verloor Holland zijn greep op Friesland. De Hollandse steden steunden de graaf om een definitief einde te maken aan de Friese piraterij op de Zuiderzee, zoals die van Grote Pier die samenwerkte met Karel van Gelre. Grote Pier dankte zijn positie aan deze vrijheidsoorlogen en was zeer schadelijk voor de Hollandse Sontvaart.

### Bourgondische tijd

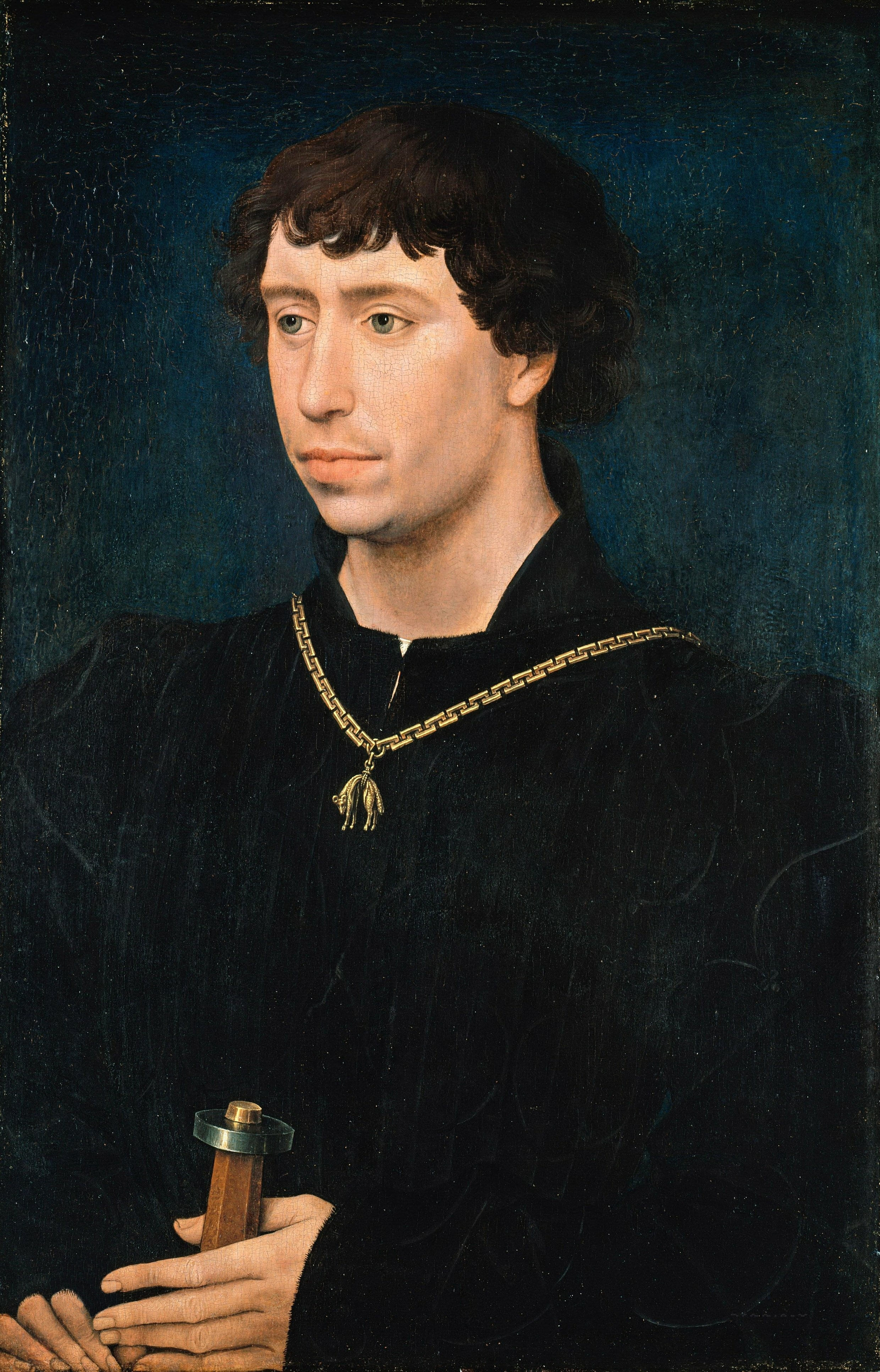
Karel de Stoute

In de 14e eeuw kwam een aantal gewesten in handen van de hertogen van Bourgondië. Een samenvoeging van de gewesten had plaats onder de Bourgondische hertogen. Vanaf 1384 verwierf de Franse prins en hertog van Bourgondië Filips de Stoute door zijn huwelijk met Margaretha van Male het beheer over de graafschappen Vlaanderen en Artesië. Zijn kleinzoon Filips de Goede wist hier nog een aantal gewesten aan toe te voegen: Namen, Brabant-Limburg, Henegouwen, Holland, Zeeland en Kamerijk en Luxemburg.
In 1428 moest Jacoba van Beieren, gravin van Holland, na een opleving van de Hoekse en Kabeljauwse twisten met de Zoen van Delft haar gewesten afdragen aan de Bourgondiërs, wat het einde was van het Beierse Huis. Filips de Goede volgde zijn vader, Jan zonder Vrees, op in het hertogdom Bourgondië en in de graafschappen Vlaanderen en Artesië. Tijdens zijn bestuur verwierf hij vervolgens het graafschap Namen (1429), de hertogdommen Brabant en Limburg door erfopvolging van Filips van Saint-Pol (1430), de graafschappen Holland, Zeeland en Henegouwen (1433) en het hertogdom Luxemburg (1451).
Door deze veroveringen en strategische huwelijken van de hertogen van Bourgondië ontstond aldus het rijk van de Bourgondiërs, dat zich op zijn hoogtepunt uitstrekte van de Alpen tot Holland; het speelde een belangrijke rol in de Honderdjarige Oorlog tussen de Engelse en Franse koningen, waardoor ook hun belangen meetelden in de opvolging van het Beierse Huis. Het was de spreekwoordelijke derde hond met het been. Het Bourgondische Rijk bestond uit een verzameling feodale lenen aan beide zijden van de Frans-Duitse grens. Hiermee waren de noordelijke en zuidelijke gebieden voor het eerst sinds de Karolingische tijd verenigd. Onder Filips de Goede werd de invloed van de Hoeken verminderd. Zijn gebiedsuitbreiding naar Utrecht, Oversticht en gedeeltelijk Friesland waren in feite een voortzetting van de Hollandse politiek.
De omvang en het aanzien van het Bourgondische Rijk was voor de keizer aanleiding om met de Bourgondiërs te gaan onderhandelen over een verheffing van hun gebieden tot koninkrijk. Dat koninkrijk, waarvoor als naam Koninkrijk Friesland gedacht was, kwam er uiteindelijk niet doordat beide partijen het niet eens konden worden over de verhouding tussen het nieuwe koninkrijk en de keizer.
Het culturele, academische en politieke zwaartepunt lag in het zuiden. Kunst en decoratie werden in Brabant en Vlaanderen een van de belangrijkste activiteiten. Dit kwam door de concentratie van de rijkdom bij het hof, de hoge adel en de hoge geestelijken. Het niveau was het hoogste van alle gebieden ten noorden van de Alpen. De universiteit van Leuven was de enige universiteit van de Lage Landen en ook in het zuiden gelegen. De stadhouders die Filips de Goede aanstelde in Holland en Zeeland kwamen uit de zuidelijke hoge adel. Andersom kregen noordelijke edelen vrijwel nooit functies aan het hof en maakten vrijwel geen deel uit van de Orde van het Gulden Vlies. De Staten-Generaal vergaderde altijd in een zuidelijke stad, meestal Brussel. Voor de hertog lag het belang van de noordelijke gewesten in de belasting die ze opbrachten. Door deze geringe belangstelling traden de Staten van Holland in de praktijk op als zelfstandige regering, zoals in de strijd tegen de Hanze die in 1438 uitmondde in de Hollands-Wendische Oorlog en in 1441 afgesloten werd met de Vrede van Kopenhagen. De Oostzee was hiermee weer open voor Hollandse kooplieden en de invloed van de Hanze nam af.
Het hoogtepunt van de Bourgondische macht was onder Karel de Stoute die in 1473 Gelre wist te veroveren. Zijn dood in 1477 tijdens de Slag bij Nancy veroorzaakte een crisis in het hertogdom. Zijn dochter, Maria van Bourgondië, werd onmiddellijk geconfronteerd met de ontevredenheid over het oorlogszuchtige en centralistische beleid van haar vader. Door toekenning van het Groot Privilege op 11 februari 1477 verkreeg Maria financiële en militaire steun van de Staten-Generaal. Ook moest zij, om tegemoet te komen aan het particularisme, aan verscheidene gewesten en steden eigen keuren verlenen. Holland en Zeeland verkregen in maart 1477 hun eigen Groot Privilege, waarbij Nederlands de bestuurstaal werd en zuiderlingen werden uitgesloten van belangrijke functies. Lodewijk van Gruuthuse werd hierop opgevolgd door Wolfert VI van Borselen. Bovendien viel Frankrijk haar Franse gewesten aan.
Filips de Goede begon zich na de indrukwekkende expansie van zijn rijk te richten op de interne consolidatie van zijn gebieden, die elk ten slotte een eigen vorm van bestuur hadden. Dit deed hij allereerst door het instellen van overkoepelende organen als de Staten-Generaal, een Rekenkamer en de Orde van het Gulden Vlies, die boven de gewestelijke instellingen stonden. Brussel werd de hoofdstad en Frans werd de voertaal aan het hof.
Ten tweede bracht hij meer uniformiteit in de gewestelijke besturen en ten derde bood hij persoonlijke voordelen aan lokale machthebbers aan om de daar bestaande weerstand te breken. Mocht dit niet lukken, dan werd er zo nodig gewapend ingegrepen. Dat dit protest opwekte bleek uit de opstanden die ontstonden rond de troonopvolging in 1467 en 1477.
Het bestuur van de steden lag in handen van de patriciërs in de vroedschappen met de aan het hoofd de burgemeesteren. De orde lag in handen van de baljuws en onder hem de schouten. De schout vormde samen met de schepenen en de secretaris het dagelijkse bestuur van een gemeente. Daarnaast was de drossaard de aanklager in criminele zaken, en zat hij de rechtszittingen van de schepenbank voor. Ten slotte was hij hoofd van de politie.

### Habsburgse tijd

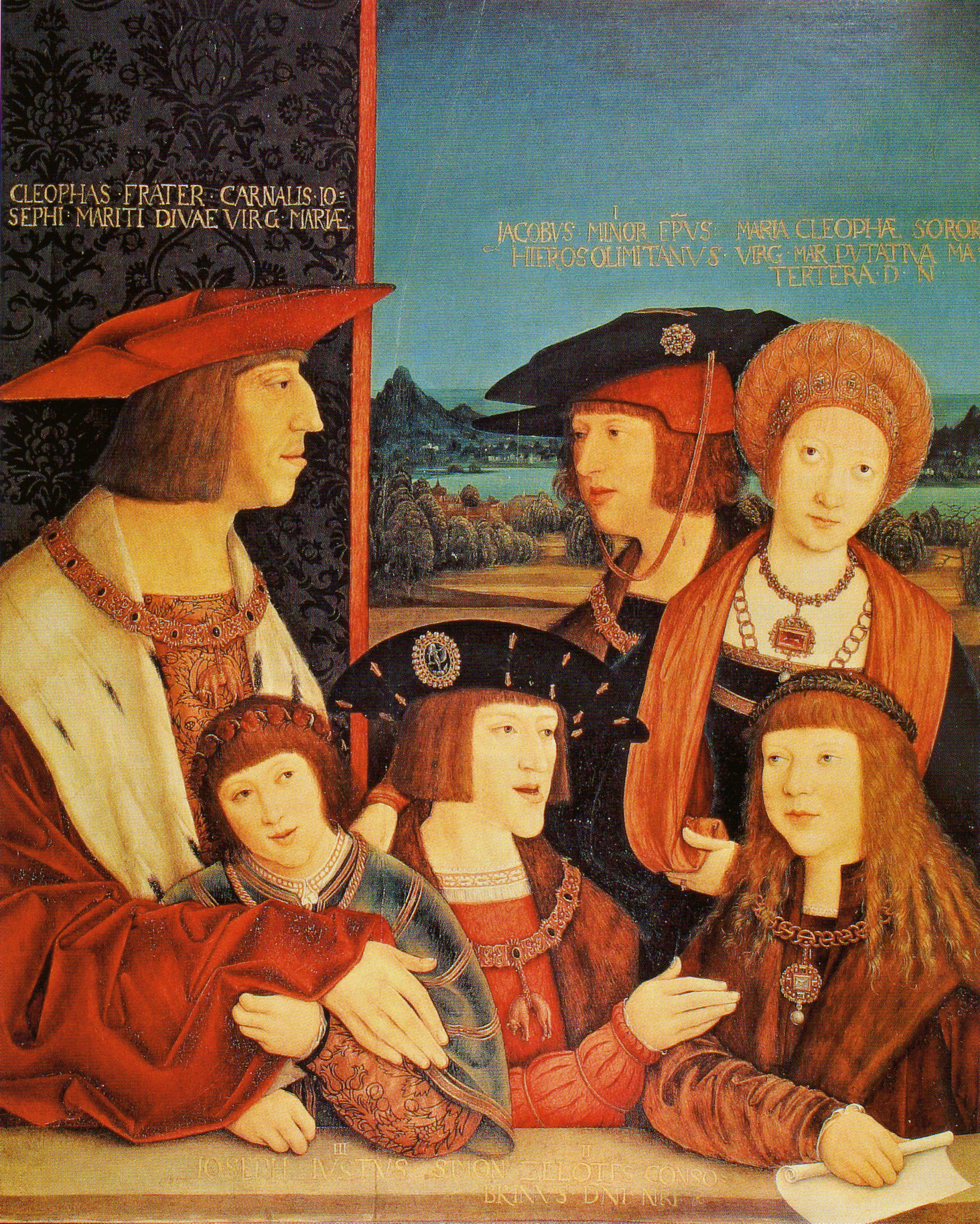
Keizer Maximiliaan I met zijn zoon Filips de Schone, zijn vrouw Maria van Bourgondië en zijn kleinkinderen Ferdinand I, Karel V en Eleonora

Op 19 augustus 1477 trouwde Maria met Maximiliaan van Habsburg, waardoor er een einde kwam aan haar korte persoonlijke regeerperiode en de Nederlanden onder het huis Habsburg werd gebracht. Nu kon de Franse dreiging het hoofd geboden worden. Maximiliaan versloeg op 7 augustus 1479 de troepen van Lodewijk XI van Frankrijk in de Slag bij Guinegate.
Maria overleed in 1482, op 25-jarige leeftijd. Haar 4-jarige zoontje Filips de Schone volgde haar op, onder het regentschap van zijn vader Maximiliaan.
Maximiliaan wilde het Groot Privilege echter niet bevestigen en voerde bovendien een expansiepolitiek, met oorlogen die veel kostten en dus veel belastingen zouden meebrengen. De Staten-Generaal van de Zeventien Provinciën erkenden het regentschap uiteindelijk in december, nadat ze Maximiliaan de Vrede van Atrecht met Frankrijk konden opdringen. Toen echter in 1483 Lodewijk XI stierf, nam Maximiliaan opnieuw de wapens op. Het graafschap Vlaanderen ging hiermee niet akkoord. Hun gezant die naar koning Karel VIII van Frankrijk werd gezonden, werd door Maximiliaan gevangengenomen. Dit leidde tot de eerste tweejarige Vlaamse Opstand tegen Maximiliaan. De vader van Maximiliaan, keizer Frederik III, stuurde Duitse troepen naar Gent en Brugge, maar hierdoor sloten Brabant en de Hoeken zich aan bij de Vlamingen. Jan III van Egmont dwong echter in juni 1489 Rotterdam tot overgave en in juli 1492 gaf Gent zich over aan Albrecht van Saksen. De enige uitzondering was Gelre, waar Karel van Gelre in 1491 met Franse steun succesvol in opstand kwam. Pas na de afloop van de Gelderse Oorlogen in 1543 wist keizer Karel V Gelre onderdeel te maken van de Habsburgse Nederlanden.
In augustus 1493 werd Maximiliaan teruggeroepen naar Oostenrijk, om zijn vader op te volgen als keizer van het Heilige Roomse Rijk. Zijn zoon, Filips de Schone, werd op 15-jarige leeftijd vorst van de Nederlanden. Hij wist het Groot Privilege nietig te laten verklaren door de Staten-Generaal. Filips trouwde in 1496 met Johanna van Castilië, dochter van het katholieke koningspaar. Normaal gesproken had zij geen aanspraak kunnen maken op de Spaanse kroon, maar na de dood van een aantal familieleden – haar enige broer Juan, haar oudste zus koningin Isabella van Portugal en dier zoon Miguel – werd zij in 1502 door de Cortes erkend als troonopvolgster van de Spaanse koninkrijken Castilië en Aragon. Na haar moeders dood in november 1504 werd ze koningin van Castilië, maar zij bleek ongeschikt om te regeren. Deze taak werd waargenomen door haar vader Ferdinand en daarna voor korte tijd door Filips. Toen deze overleed, werd Ferdinand weer regent, tot zijn kleinzoon Karel van Luxemburg in 1516 koning van Spanje werd. Vanaf de dood van zijn vader tot 1515 had zijn grootvader keizer Maximiliaan I in de Nederlanden opgetreden als regent, waarna hij de heerschappij overnam. Toeval in de huwelijkspolitiek had zoals eerder een onverwachte wending met grote gevolgen. Het streven naar absolute macht van de vorsten tegenover het groeiende bewustzijn van de steden zou verstrekkende gevolgen hebben in de toekomst.

### Religieuze ontwikkelingen
Aan het eind van de 14e eeuw kwam de Moderne Devotie op. Dit was een spirituele beweging binnen de middeleeuwse kerk die de nadruk legde op de innerlijke ontwikkeling van het individu. De beweging ontstond door ontevredenheid over de misstanden in de kerk. De grondlegger van de Moderne Devotie was Geert Grote. Hij stichtte in zijn geboorteplaats Deventer in het Meester Geerthuis de eerste gemeenschap van de Zusters van het Gemene Leven en in het Heer-Florenshuis de eerste woongemeenschap van de Broeders van het Gemene Leven. De Moderne Devotie legde de nadruk op de uitbreiding en verbetering van scholing. Onder invloed van de Moderne Devotie werden vanaf de tweede helft van de 14e eeuw tientallen kloosters gesticht.
De beweging beïnvloedde mensen zoals Thomas a Kempis, die praktische devotie tijdens de viering van de Mis en in het dagelijkse leven voorstond (De navolging van Christus), en later ook Desiderius Erasmus en Jheronimus Bosch uit 's-Hertogenbosch.

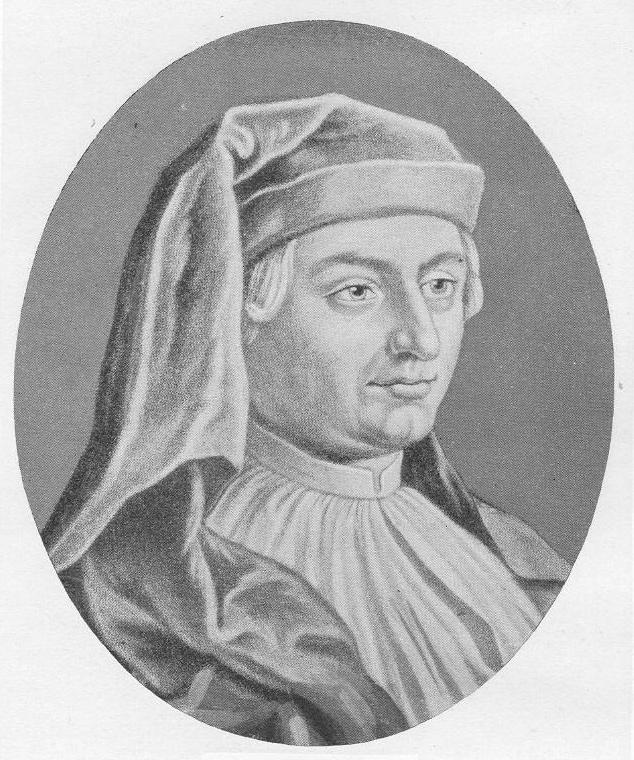
Rudolf Agricola

De Moderne Devotie zorgde voor een verandering in denken. Dit creëerde een voedingsbodem voor het Bijbels humanisme - in navolging van de humanisten uit Italië - en de Reformatie. Het Bijbels humanisme bestudeerde vooral de bronnen van het christendom, waaronder de teksten van de kerkvaders Augustinus en Hiëronymus.
De theoloog Nicolaas van Kues (Cusanus, 1401-1464) wordt als de eerste Bijbelse humanist beschouwd. Hij probeerde de filosofie van Aristoteles met die van Plato te verenigen. Daarnaast verzamelde hij handschriften. Invloedrijke humanisten waren verder de Groningers Wessel Gansfort (1419-1489) en Rudolf Agricola (1443-1485). De belangrijkste van hen is Desiderius Erasmus van Rotterdam (1466-1536). Hoewel vermaard om zijn eigen literair Latijn maakte hij de uitwassen van het humanisme belachelijk in zijn werk Ciceronianus. Zowel Gansfort, Agricola als Erasmus maakten reizen naar Italië.
Deze noordelijke humanisten schreven niet alleen in een soepel en foutloos Latijn, maar maakten ook een studie van het klassiek Grieks en Hebreeuws. Zij gingen ertoe over om de Bijbel in zijn oorspronkelijke talen te bestuderen. Aldus wezen zij de weg naar de Reformatie, die in 1517 begon met de 95 stellingen van Maarten Luther.

## Belangrijke persoonlijkheden
- Willibrord
- Bonifatius
- Hadewijch (schrijfster)
- Willem II van Holland
- Floris V van Holland
- Melis Stoke
- Hertog Jan I van Brabant
- Jacob van Maerlant
- Robrecht III van Vlaanderen
- Rudolf Agricola
- Geert Grote
- Thomas a Kempis

## Historische bronnen
- Plinius de Oudere, Naturalis Historia
- Tacitus, De origine et situ Germanorum
- Alpertus van Metz, De diversitate temporum
- Einhard, Vita Karoli Magni
- Widukind van Corvey, Res gestae Saxonicae